# Qualcomm Snapdragon egylapkás rendszerek listája
A Qualcomm Snapdragon egylapkás rendszer-családot (SoC-ket) okostelefonokban, táblagépekben, laptopokban, hibrid számítógépekben, okosórákban és egyéb hordozható kommunikációs eszközökben való használatra tervezték.

## Korai modellek
A Qualcomm által gyártott egylapkás rendszerek (SoC), a Snapdragon márkanév bevezetése előtt.
- MSM – Mobile Station Modem
- QSC – Qualcomm Single Chip

| Modellszám        | fab     | CPU                           | GPU (vagy grafikus mag)    | kapcsolódási lehetőségek                        | minták megjelenése |
| QSC1xxx           | QSC1xxx | QSC1xxx                       | QSC1xxx                    | QSC1xxx                                         | QSC1xxx            |
| ----------------- | ------- | ----------------------------- | -------------------------- | ----------------------------------------------- | ------------------ |
| QSC1100           | 65 nm   | ARM926EJ-S @ 96/128 MHz       |                            | CDMA                                            | 2007 Q4            |
| QSC1110           | 65 nm   | ARM926EJ-S @ 96/128 MHz       |                            | CDMA                                            |                    |
| QSC1105           | 65 nm   | ARM926EJ-S @ 211 MHz          |                            | CDMA                                            | 2010               |
| QSC1215           | 65 nm   | ARM926EJ-S @ 211 MHz          |                            | CDMA                                            | 2012 Q3            |
| QSC6xxx           |         |                               |                            |                                                 |                    |
| QSC6010           |         | ARMv5TEJ ARM926EJ-S           | Nem 3D, ARM 2D             | CDMA                                            | 2006               |
| QSC6020           |         | ARMv5TEJ ARM926EJ-S           | Nem 3D, ARM 2D             | CDMA                                            | 2006               |
| QSC6030           |         | ARMv5TEJ ARM926EJ-S           | Nem 3D, ARM 2D             | CDMA                                            | 2006               |
| QSC6055           | 65 nm   | ARM926EJ-S @ 192 MHz          | Nem 3D, ARM 2D             | HSDPA, 1xEV-DO                                  | 2007 Q1            |
| QSC6065           | 65 nm   | ARM926EJ-S @ 192 MHz          | Nem 3D, ARM 2D             | HSDPA, 1xEV-DO                                  | 2007 Q2            |
| QSC6075           | 65 nm   | ARM926EJ-S @ 192 MHz          | Nem 3D, ARM 2D             | 1xEV-DO Rev.0                                   | 2007 Q2            |
| QSC6085           | 65 nm   | ARM926EJ-S @ 192 MHz          | Nem 3D, ARM 2D             | 1xEV-DO Rev.A                                   | 2007 Q4            |
| QSC6155           | 45 nm   | ARM1136JF-S @ 480 MHz L2-vel  | HVGA @30fps                | GSM, EDGE, HSPA+ EV-DO Rev.0/A/B                | 2008               |
| QSC6165           |         | ARM1136JF-S @ 480 MHz L2-vel  | HVGA @30fps                | GSM, EDGE, HSPA+ EV-DO Rev.0/A/B                | 2008               |
| QSC6175           |         | ARM1136JF-S @ 480 MHz L2-vel  | HVGA @30fps                | GSM, EDGE, HSPA+ EV-DO Rev.0/A/B                | 2008               |
| QSC6185           |         | ARM1136JF-S @ 480 MHz L2-vel  | HVGA @30fps                | GSM, EDGE, HSPA+ EV-DO Rev.0/A/B                | 2008               |
| QSC6195           |         | ARM1136JF-S @ 480 MHz L2-vel  | HVGA @30fps                | GSM, EDGE, HSPA+ EV-DO Rev.0/A/B                | 2008               |
| QSC6240 (ESC6240) | 65 nm   | ARM926EJ-S @ 184/230 MHz      | Nem 3D, ARM 2D             | HSDPA                                           | 2007 Q3            |
| QSC6245-1         | 65 nm   | ARM926EJ-S @ 184/230 MHz      | Nem 3D, ARM 2D             | HSDPA                                           | 2007 Q3            |
| QSC6260-1         | 65 nm   | ARM926EJ-S @ 184/230 MHz      | Nem 3D, ARM 2D             | GSM, GPRS, EDGE, HSDPA                          | 2007 Q3            |
| QSC6270 (ESC6270) | 65 nm   | ARM926EJ-S @ 184/230 MHz      | Nem 3D, ARM 2D             | GSM, GPRS, EDGE, HSDPA                          | 2007 Q3            |
| QSC6290           | 45 nm   | ARM926EJ-S @ 300 MHz          | WQVGA @15fps               | HSUPA, UMTS                                     | 2009               |
| QSC6285           | 45 nm   | ARM1136JF-S @ 480 MHz L2-vel  | aDSP @ 160 MHz             | CDMA 2000, GSM, GPRS, EDGE, EV-DO Rel.0, BT 3.0 | 2009               |
| QSC6295 (ESC6295) | 45 nm   | ARM1136JF-S @ 480 MHz L2-vel  | aDSP @ 160 MHz             | CDMA 2000, GSM, GPRS, EDGE, EV-DO Rel.0, BT 3.0 | 2009               |
| QSC6695           | 45 nm   | ARM1136JF-S @ 480 MHz L2-vel  | aDSP @ 160 MHz             | CDMA 2000, GSM, GPRS, EDGE, EV-DO Rel.0, BT 3.0 | 2009               |
| MSM3xxx           |         |                               |                            |                                                 |                    |
| MSM3000           | 350 nm  | ARM7TDMI                      |                            | CDMA                                            | 1998 február       |
| MSM3100           | 350 nm  | ARM7TDMI                      |                            | CDMA                                            | 1999 február       |
| MSM3300           | 350 nm  | ARM7TDMI                      |                            | CDMA                                            | 2000               |
| MSM5xxx           |         |                               |                            |                                                 |                    |
| MSM5000           |         | ARM7TDMI                      |                            | CDMA 2000                                       | 2000               |
| MSM5100           |         | ARM7TDMI @ 50 MHz             |                            | CDMA, AMPS, PCS                                 | 2002               |
| MSM5105           |         | ARM7TDMI @ 27 MHz             |                            |                                                 |                    |
| MSM5500           |         | ARM7TDMI @ 50 MHz             |                            |                                                 |                    |
| MSM6xxx           |         |                               |                            |                                                 |                    |
| MSM6000           |         | ARM7TDMI @ 20 MHz             |                            | CDMA                                            | 2005               |
| MSM6025           |         |                               |                            | CDMA                                            | 2005               |
| MSM6050           |         | ARM7TDMI @ 40 MHz             |                            | CDMA                                            | 2005               |
| MSM6100           |         | ARM926EJ-S @ 146 MHz          | ARM-DSP 3D, ARM 2D         | CDMA                                            | 2006               |
| MSM6125           |         | ARM926EJ-S @ 146 MHz          | ARM-DSP 3D, ARM 2D         | CDMA                                            | 2006               |
| MSM6150           |         |                               | Defender2 3D, ARM 2D       | CDMA                                            | 2006               |
| MSM6175           |         |                               | Defender2 3D, ARM 2D       |                                                 | 2006               |
| MSM6225           |         |                               | Nem 3D, ARM 2D             | HSDPA                                           |                    |
| MSM6250           |         | ARM926EJ-S @ 180 MHz          | ARM DSP 3D, ARM 2D         | WCDMA                                           | 2006               |
| MSM6250A          |         | ARM926EJ-S @ 180 MHz          | Nem 3D, ARM 2D             | WCDMA                                           | 2006               |
| MSM6245           |         | ARM926EJ-S @ 180 MHz          | Nem 3D, ARM 2D             | WEDGE                                           | 2006               |
| MSM6255A          |         |                               | Nem 3D, ARM 2D             | WEDGE                                           | 2006               |
| MSM6260           |         | ARMv5TEJ ARM926EJ-S @ 225 MHz | ARM DSP 3D, ARM 2D         | HSUPA                                           | 2006               |
| MSM6275           |         |                               | Defender2 3D, ARM 2D       | HSUPA                                           |                    |
| MSM6280           |         |                               | Defender2 3D, ARM 2D       | HSUPA                                           |                    |
| MSM6280A          |         |                               | Stargate 3D, ARM 2D        | HSUPA                                           | 2007               |
| MSM6500           | 130 nm  | ARMv5TEJ ARM926EJ-S @ 150 MHz | ARM DSP 3D, ARM 2D         | 1xEV-DO Rev.0                                   | 2006               |
| MSM6575           |         |                               | Defender3 3D, ARM 2D       | 1xEV-DO Rev.0                                   | 2006               |
| MSM6550           |         | ARMv5TEJ ARM926EJ-S @ 225 MHz | Defender2 3D, ARM 2D       | 1xEV-DO Rev.0                                   | 2006               |
| MSM6550A          |         | ARMv5TEJ ARM926EJ-S @ 225 MHz | Defender2 3D, ARM 2D       | 1xEV-DO Rev.0                                   | 2006               |
| MSM6800           |         | ARM926EJ-S @ 270 MHz          | Defender3 3D, ARM 2D       | 1xEV-DO Rev.A                                   | 2007               |
| MSM6800A          |         | ARM926EJ-S @ 270 MHz          | Defender3 3D, ARM 2D       | 1xEV-DO Rev.A                                   | 2007               |
| MSM7xxx           |         |                               |                            |                                                 |                    |
| MSM7200           | 90 nm   | ARM1136J-S @ 400 MHz          | Imageon 2D, 3D             | HSUPA                                           | 2006               |
| MSM7200A          | 90 nm   | ARM1136J-S @ 528 MHz          | Imageon 2D, 3D             | HSUPA                                           | 2007 Q1            |
| MSM7201           | 90 nm   | ARM1136JF-S @ 528 MHz         | GPU Adreno 130             | HSDPA, HSUPA                                    | 2008               |
| MSM7201A          | 65 nm   | ARM1136JF-S @ 528 MHz         | GPU Adreno 130             | HSDPA, HSUPA                                    | 2008               |
| MSM7500           | 90 nm   | ARM1136JF-S @ 528 MHz         | Imageon 2D, 3D Q3Dimension | 1xEV-DO Rev.A                                   | 2006               |
| MSM7500A          | 65 nm   | ARM1136JF-S @ 528 MHz         | Imageon 2D, 3D Q3Dimension | 1xEV-DO Rev.A                                   | 2007 Q4            |
| MSM7600           | 90 nm   | ARM1136J-S @ 528 MHz          | Imageon 2D, 3D Q3Dimension | HSUPA, 1xEV-DO Rev.A                            | 2007 Q1            |
| MSM7600A          | 65 nm   | ARM1136J-S @ 528 MHz          | Imageon 2D, 3D Q3Dimension | HSUPA, 1xEV-DO Rev.A                            | 2007 Q1            |
| MSM7850           |         |                               | LT 3D, LT 2D               | 1xEV-DO Rev.B                                   | 2008               |

## Snapdragon S sorozat

### Snapdragon S1
| A Snapdragon S1 sorozat jellemzői |
| --- |
| A Snapdragon S1 jelentősebb tulajdonságai elődjéhez képest (MSM7xxx): - CPU jellemzők - 1 mag, legfeljebb 1 GHz-es Scorpion vagy Cortex-A5 vagy ARM11 - max. 256K másodlagos gyorsítótár - max. 32K+32K L1 gyorsítótár - GPU jellemzők - Adreno 200 (korábban szoftveresen renderelt vagy Adreno 130) - OpenGL ES 1.1 - OpenVG 1.0 - Direct3D Mobile - egyesített shader modell 5 utas VLIW - DSP jellemzők - Hexagon QDSP5 350 MHz-en vagy Hexagon QDSP6 600 MHz - képjelfeldolgozó processzor (ISP) jellemzők - max. 12 MP kamera - modem és vezeték nélküli jellemzők - külső Bluetooth 4.0 vagy külső Bluetooth 2.0/2.1 néhány modellben - 45 vagy 65 nm-es gyártástechnológia |

| Modellszám | fab   | CPU (mag/frek.)                                                                | GPU                                        | DSP                   | képjelfeldolgozó processzor (ISP) | memóriatechnológia                     | modem                                                                          | kapcsolódási lehetőségek                                                                    | minták megjelenése |
| ---------- | ----- | ------------------------------------------------------------------------------ | ------------------------------------------ | --------------------- | --------------------------------- | -------------------------------------- | ------------------------------------------------------------------------------ | ------------------------------------------------------------------------------------------- | ------------------ |
| MSM7225    | 65 nm | 1 mag, max. 528 MHz ARM11 (ARMv6): 16K+16K L1, másodlagos gyorsítótár nincs    | szoftveresen renderelt 2D támogatás (HVGA) | Hexagon QDSP5 320 MHz | max. 5 MP kamera                  | LPDDR egycsatornás 166 MHz (1,33 GB/s) | UMTS (HSPA); GSM (GPRS, EDGE)                                                  | Bluetooth 2.1 (külső BTS4025); 802.11b/g/n (külső WCN1314); gpsOne Gen 7; USB 2.0           | 2007               |
| MSM7625    | 65 nm | 1 mag, max. 528 MHz ARM11 (ARMv6): 16K+16K L1, másodlagos gyorsítótár nincs    | szoftveresen renderelt 2D támogatás (HVGA) | Hexagon QDSP5 320 MHz | max. 5 MP kamera                  | LPDDR egycsatornás 166 MHz (1,33 GB/s) | CDMA (1× Rev. A, 1×EV-DO Rev. A); UMTS; GSM                                    | Bluetooth 2.1 (külső BTS4025); 802.11b/g/n (külső WCN1314); gpsOne Gen 7; USB 2.0           | 2007               |
| MSM7227    | 65 nm | 1 mag, max. 800 MHz ARM11 (ARMv6): 16K+16K L1, 256K másodlagos gyorsítótár     | Adreno 200 226 MHz (FWVGA)                 | Hexagon QDSP5 320 MHz | max. 8 MP kamera                  | LPDDR egycsatornás 166 MHz (1,33 GB/s) | UMTS; GSM                                                                      | Bluetooth 2.1 (külső BTS4025); 802.11b/g/n (külső WCN1312); gpsOne Gen 7; USB 2.0           | 2008               |
| MSM7627    | 65 nm | 1 mag, max. 800 MHz ARM11 (ARMv6): 16K+16K L1, 256K másodlagos gyorsítótár     | Adreno 200 226 MHz (FWVGA)                 | Hexagon QDSP5 320 MHz | max. 8 MP kamera                  | LPDDR egycsatornás 166 MHz (1,33 GB/s) | CDMA, UMTS; GSM                                                                | Bluetooth 2.1 (külső BTS4025); 802.11b/g/n (külső WCN1312); gpsOne Gen 7; USB 2.0           | 2008               |
| MSM7225A   | 45 nm | 1 mag, max. 800 MHz Cortex-A5 (ARMv7): 32K+32K L1, 256K másodlagos gyorsítótár | Adreno 200 245 MHz (HVGA)                  | Hexagon QDSP5 350 MHz | max. 5 MP kamera                  | LPDDR egycsatornás 200 MHz (1,6 GB/s)  | UMTS (HSDPA, HSUPA, W-CDMA), MBMS; GSM                                         | Bluetooth 4.0 (külső WCN2243); 802.11b/g/n (külső AR6003/5, WCN1314); gpsOne Gen 7; USB 2.0 | 2011 Q4            |
| MSM7625A   | 45 nm | 1 mag, max. 800 MHz Cortex-A5 (ARMv7): 32K+32K L1, 256K másodlagos gyorsítótár | Adreno 200 245 MHz (HVGA)                  | Hexagon QDSP5 350 MHz | max. 5 MP kamera                  | LPDDR egycsatornás 200 MHz (1,6 GB/s)  | CDMA2000 (1×RTT, 1×EV-DO Rel.0/Rev.A/Rev.B, 1×EV-DO MC Rev.A); UMTS, MBMS; GSM | Bluetooth 4.0 (külső WCN2243); 802.11b/g/n (külső AR6003/5, WCN1314); gpsOne Gen 7; USB 2.0 | 2011 Q4            |
| MSM7227A   | 45 nm | 1 mag, max. 1,0 GHz Cortex-A5 (ARMv7): 32K+32K L1, 256K másodlagos gyorsítótár | Adreno 200 245 MHz (FWVGA)                 | Hexagon QDSP5 350 MHz | max. 8 MP kamera                  | LPDDR egycsatornás 200 MHz (1,6 GB/s)  | UMTS, MBMS; GSM                                                                | Bluetooth 4.0 (külső WCN2243); 802.11b/g/n (külső AR6003/5, WCN1314); gpsOne Gen 7; USB 2.0 | 2011 Q4            |
| MSM7627A   | 45 nm | 1 mag, max. 1,0 GHz Cortex-A5 (ARMv7): 32K+32K L1, 256K másodlagos gyorsítótár | Adreno 200 245 MHz (FWVGA)                 | Hexagon QDSP5 350 MHz | max. 8 MP kamera                  | LPDDR egycsatornás 200 MHz (1,6 GB/s)  | CDMA2000, UMTS, MBMS; GSM                                                      | Bluetooth 4.0 (külső WCN2243); 802.11b/g/n (külső AR6003/5, WCN1314); gpsOne Gen 7; USB 2.0 | 2011 Q4            |
| MSM7225AB  | 45 nm | 1 mag, max. 1,0 GHz Cortex-A5 (ARMv7): 32K+32K L1, 256K másodlagos gyorsítótár | Adreno 200 245 MHz (FWVGA)                 | Hexagon QDSP5 350 MHz | max. 8 MP kamera                  | LPDDR egycsatornás 200 MHz (1,6 GB/s)  | UMTS: max. 7,2 Mbit/-k, MBMS; GSM                                              | Bluetooth 4.0 (külső WCN2243); 802.11b/g/n (külső AR6003/5, WCN1314); gpsOne Gen 7; USB 2.0 |                    |
| QSD8250    | 65 nm | 1 mag, max. 1,0 GHz Scorpion (ARMv7): 32K+32K L1, 256K másodlagos gyorsítótár  | Adreno 200 226 MHz (WXGA)                  | Hexagon QDSP6 600 MHz | max. 12 MP kamera                 | LPDDR egycsatornás 400 MHz             | UMTS, MBMS; GSM                                                                | Bluetooth 2.1 (külső BTS4025); 802.11b/g/n (külső AR6003); gpsOne Gen 7; USB 2.0            | 2008 Q4            |
| QSD8650    | 65 nm | 1 mag, max. 1,0 GHz Scorpion (ARMv7): 32K+32K L1, 256K másodlagos gyorsítótár  | Adreno 200 226 MHz (WXGA)                  | Hexagon QDSP6 600 MHz | max. 12 MP kamera                 | LPDDR egycsatornás 400 MHz             | CDMA2000, UMTS, MBMS; GSM                                                      | Bluetooth 2.1 (külső BTS4025); 802.11b/g/n (külső AR6003); gpsOne Gen 7; USB 2.0            | 2008 Q4            |

### Snapdragon S2
| A Snapdragon S2 sorozat jellemzői |
| --- |
| A Snapdragon S2 fontosabb jellemzői, elődjéhez viszonyítva (Snapdragon S1): - CPU jellemzők - 1 mag, legfeljebb 1,5 GHz-es Scorpion - ARMv7 (korábban ARMv6 néhány modellben) - max. 384 K L2 - GPU jellemzők - Adreno 205 (korábban szoftveresen renderelt vagy Adreno 200) - max. 266 MHz - akár 2-szer gyorsabb, mint az Adreno 200 - max. 2× relatív teljesítmény OpenGL ES 2.0-n az Adreno 200-hoz képest - legfeljebb XGA - OpenGL ES 2.0 - SVGT 1.2 - OpenVG 1.1 - Direct Draw - GDI - konkurens CPU, DSP (digitális jelprocesszor), grafika és MDP - Memória jellemzők - max. LPDDR2 32 bites kétcsatornás 333 MHz (5,3 GB/s) - DSP jellemzők - Hexagon QDSP5 256 MHz-en - 45 nm gyártástechnológia - 904 csatlakozó |

| Modellszám | fab   | CPU (ARMv7)                                       | GPU                      | DSP                   | képjelfeldolgozó processzor (ISP) | memóriatechnológia                              | modem                                                                                    | kapcsolódási lehetőségek | minták megjelenése |
| ---------- | ----- | ------------------------------------------------- | ------------------------ | --------------------- | --------------------------------- | ----------------------------------------------- | ---------------------------------------------------------------------------------------- | --- | ------------------ |
| MSM7230    | 45 nm | 1 mag, max. 800 MHz Scorpion: 32K+32K L1, 256K L2 | Adreno 205 266 MHz (XGA) | Hexagon QDSP5 256 MHz | max. 12 MP kamera                 | LPDDR2 32 bites kétcsatornás 333 MHz (5,3 GB/s) | GSM, GPRS, W-CDMA, UMTS, EDGE, MBMS, HSDPA, HSUPA, HSPA+                                 | Bluetooth 4.0 (külső WCN2243) vagy Bluetooth 3.0 (külső QTR8x00); 802.11b/g/n (külső WCN1314); gpsOne Gen 8 Glonass; USB 2.0-val | 2010 Q2            |
| MSM7630    | 45 nm | 1 mag, max. 800 MHz Scorpion: 32K+32K L1, 256K L2 | Adreno 205 266 MHz (XGA) | Hexagon QDSP5 256 MHz | max. 12 MP kamera                 | LPDDR2 32 bites kétcsatornás 333 MHz (5,3 GB/s) | CDMA2000 (1×Adv, 1×EV-DO Rel. 0/Rev. A/Rev. B, 1×EV-DO MC Rev.A, SV-DO); UMTS, MBMS; GSM | Bluetooth 4.0 (külső WCN2243) vagy Bluetooth 3.0 (külső QTR8x00); 802.11b/g/n (külső WCN1314); gpsOne Gen 8 Glonass; USB 2.0-val | 2010 Q2            |
| APQ8055    | 45 nm | 1 mag, max. 1,4 GHz Scorpion: 32K+32K L1, 384K L2 | Adreno 205 266 MHz (XGA) | Hexagon QDSP5 256 MHz | max. 12 MP kamera                 | LPDDR2 32 bites kétcsatornás 333 MHz (5,3 GB/s) | N/A                                                                                      | Bluetooth 4.0 (külső WCN2243) vagy Bluetooth 3.0 (külső QTR8x00); 802.11b/g/n (külső WCN1314); gpsOne Gen 8 Glonass; USB 2.0-val | 2010 Q2            |
| MSM8255    | 45 nm | 1 mag, max. 1,0 GHz Scorpion: 32K+32K L1, 384K L2 | Adreno 205 266 MHz (XGA) | Hexagon QDSP5 256 MHz | max. 12 MP kamera                 | LPDDR2 32 bites kétcsatornás 333 MHz (5,3 GB/s) | UMTS, MBMS; GSM                                                                          | Bluetooth 4.0 (külső WCN2243) vagy Bluetooth 3.0 (külső QTR8x00); 802.11b/g/n (külső WCN1314); gpsOne Gen 8 Glonass; USB 2.0-val | 2010 Q2            |
| MSM8655    | 45 nm | 1 mag, max. 1,0 GHz Scorpion: 32K+32K L1, 384K L2 | Adreno 205 266 MHz (XGA) | Hexagon QDSP5 256 MHz | max. 12 MP kamera                 | LPDDR2 32 bites kétcsatornás 333 MHz (5,3 GB/s) | CDMA2000, UMTS, MBMS; GSM                                                                | Bluetooth 4.0 (külső WCN2243) vagy Bluetooth 3.0 (külső QTR8x00); 802.11b/g/n (külső WCN1314); gpsOne Gen 8 Glonass; USB 2.0-val | 2010 Q2            |
| MSM8255T   | 45 nm | 1 mag, max. 1,5 GHz Scorpion: 32K+32K L1, 384K L2 | Adreno 205 266 MHz (XGA) | Hexagon QDSP5 256 MHz | max. 12 MP kamera                 | LPDDR2 32 bites kétcsatornás 333 MHz (5,3 GB/s) | UMTS, MBMS; GSM                                                                          | Bluetooth 4.0 (külső WCN2243) vagy Bluetooth 3.0 (külső QTR8x00); 802.11b/g/n (külső WCN1314); gpsOne Gen 8 Glonass; USB 2.0-val | 2010 Q2            |
| MSM8655T   | 45 nm | 1 mag, max. 1,5 GHz Scorpion: 32K+32K L1, 384K L2 | Adreno 205 266 MHz (XGA) | Hexagon QDSP5 256 MHz | max. 12 MP kamera                 | LPDDR2 32 bites kétcsatornás 333 MHz (5,3 GB/s) | CDMA2000, UMTS, MBMS; GSM                                                                | Bluetooth 4.0 (külső WCN2243) vagy Bluetooth 3.0 (külső QTR8x00); 802.11b/g/n (külső WCN1314); gpsOne Gen 8 Glonass; USB 2.0-val | 2010 Q2            |

### Snapdragon S3
| A Snapdragon S3 sorozat jellemzői |
| --- |
| A Snapdragon S3 egyes tulajdonságai, elődjével összehasonlítva (Snapdragon S2): - CPU jellemzők - 2 mag, max. 1,7 GHz Scorpion - 512 KiB L2 - GPU jellemzők - Adreno 220 - akár 4-szer gyorsabb, mint az Adreno 200 - max. 5× relatív teljesítmény OpenGL ES 2.0-n, az Adreno 200-hoz képest - EGL 1.3 (volt: 1.2) - 2× nagyobb L2 gyorsítótár (512 KiB, volt 256 KiB) - max. WXGA+ (1440 × 900, 16:10 képarány) - DSP jellemzők - Hexagon QDSP6 400 MHz-en (elődjében Hexagon QDSP5 256 MHz) - képjelfeldolgozó processzor (ISP) jellemzők - max. 16 MP kamera (12 MP-ről) - 45 nm-es gyártástechnológia |

| Modellszám | fab   | CPU (ARMv7)                              | GPU                        | DSP                   | képjelfeldolgozó processzor (ISP) | memóriatechnológia                      | modem                                                                             | kapcsolódási lehetőségek                                                                      | minták megjelenése |
| ---------- | ----- | ---------------------------------------- | -------------------------- | --------------------- | --------------------------------- | --------------------------------------- | --------------------------------------------------------------------------------- | --------------------------------------------------------------------------------------------- | ------------------ |
| APQ8060    | 45 nm | 2 mag, max. 1,7 GHz Scorpion: 512 KiB L2 | Adreno 220 266 MHz (WXGA+) | Hexagon QDSP6 400 MHz | max. 16 MP kamera                 | LPDDR2 egycsatornás 333 MHz (2,67 GB/s) | N/A                                                                               | Bluetooth 4.0 (külső WCN2243); 802.11b/g/n (külső WCN1314); gpsOne Gen 8 Glonass-sal; USB 2.0 | 2011               |
| MSM8260    | 45 nm | 2 mag, max. 1,7 GHz Scorpion: 512 KiB L2 | Adreno 220 266 MHz (WXGA+) | Hexagon QDSP6 400 MHz | max. 16 MP kamera                 | LPDDR2 egycsatornás 333 MHz (2,67 GB/s) | GSM, GPRS, W-CDMA, UMTS, HSDPA, HSUPA, HSPA+, EDGE, MBMS                          | Bluetooth 4.0 (külső WCN2243); 802.11b/g/n (külső WCN1314); gpsOne Gen 8 Glonass-sal; USB 2.0 | 2010 Q3            |
| MSM8660    | 45 nm | 2 mag, max. 1,7 GHz Scorpion: 512 KiB L2 | Adreno 220 266 MHz (WXGA+) | Hexagon QDSP6 400 MHz | max. 16 MP kamera                 | LPDDR2 egycsatornás 333 MHz (2,67 GB/s) | CDMA2000 (1×Adv, 1×EV-DO Rel. 0/Rev. A/Rev. B, 1×EV-DO MC Rev.A); UMTS, MBMS; GSM | Bluetooth 4.0 (külső WCN2243); 802.11b/g/n (külső WCN1314); gpsOne Gen 8 Glonass-sal; USB 2.0 | 2010 Q3            |

### Snapdragon S4
A Snapdragon S4 kínálata három modellből állt: S4 Play a kedvező árú és belépő szintű eszközökhöz, S4 Plus a középkategóriás eszközökhöz és az S4 Pro a felső kategóriás / nagy teljesítményű eszközökhöz. 2012-ben jelent meg. A Snapdragon S4-et a Snapdragon 200/400-as sorozat (S4 Play) és a 600/800-as sorozat (S4 Plus és S4 Pro) követte.

#### Snapdragon S4 Play
| Modellszám | fab   | CPU (ARMv7)                                           | GPU                        | DSP     | képjelfeldolgozó processzor (ISP) | memóriatechnológia          | modem                                        | kapcsolódási lehetőségek                                                     | minták megjelenése |
| ---------- | ----- | ----------------------------------------------------- | -------------------------- | ------- | --------------------------------- | --------------------------- | -------------------------------------------- | ---------------------------------------------------------------------------- | ------------------ |
| MSM8225    | 45 nm | 2 mag, max. 1,2 GHz Cortex-A5: 2x 32K+32K L1, 512K L2 | Adreno 203 320 MHz (FWVGA) | Hexagon | max. 8 MP kamera                  | LPDDR2 egycsatornás 300 MHz | UMTS (HSPA); GSM (GPRS, EDGE)                | Bluetooth 3.0 (külső); 802.11b/g/n 2,4 GHz (külső); GPS: IZat Gen 7; USB 2.0 | 2012 1. félév      |
| MSM8625    | 45 nm | 2 mag, max. 1,2 GHz Cortex-A5: 2x 32K+32K L1, 512K L2 | Adreno 203 320 MHz (FWVGA) | Hexagon | max. 8 MP kamera                  | LPDDR2 egycsatornás 300 MHz | CDMA (1×Rev. A, 1×EV-DO Rev. A/B); UMTS; GSM | Bluetooth 3.0 (külső); 802.11b/g/n 2,4 GHz (külső); GPS: IZat Gen 7; USB 2.0 | 2012 1. félév      |

#### Snapdragon S4 Plus
| A Snapdragon S4 Plus sorozat jellemzői |
| --- |
| A Snapdragon S4 Plus egyes tulajdonságai, elődjével összehasonlítva (Snapdragon S3): - CPU jellemzők - 2 mag, max. 1,7 GHz Krait 200 - 4 + 4 KiB L0, 16 + 16 KiB L1, 1 MiB L2 - sorrenden kívüli végrehajtás (volt: részleges sorrenden kívüli végrehajtás a Scorpion processzorban) - GPU jellemzők - Adreno 225 - max. 1080p képernyő - akár 6-szor gyorsabb, mint az Adreno 200 - max. 32 ALU - Direct3D 9.0-s szolgáltatási szint (korábban is 9.0) - max. 7.5× relatív teljesítmény OpenGL ES 2.0-n az Adreno 200-hoz képest - Adreno 305 - max. 1080p képernyő (400 MHz-en) - max. 720p képernyő (320 MHz-en) - max. 24 ALU (az S3-ban 32 !) - egyesített shader modell skalár utasításkészlet (az egyesített shader modellből 5 utas VLIW) - max. 8× relatív teljesítmény az OpenGL ES 2.0-n az Adreno 200-hoz képest - DSP jellemzők - max. 20 MP vagy 13,5 MP kamera - képjelfeldolgozó processzor (ISP) jellemzők - Hexagon QDSP6 - modem és vezeték nélküli jellemzők - integrált Bluetooth 4.0 - IZat Gen8A (korábban IZat Gen 7) - 28 nm gyártástechnológia |

| Modellszám | fab   | CPU (ARMv7)                                                       | GPU                                | DSP           | képjelfeldolgozó processzor (ISP)                   | memóriatechnológia          | modem                                                           | kapcsolódási lehetőségek                                          | minták megjelenése |
| ---------- | ----- | ----------------------------------------------------------------- | ---------------------------------- | ------------- | --------------------------------------------------- | --------------------------- | --------------------------------------------------------------- | ----------------------------------------------------------------- | ------------------ |
| MSM8227    | 28 nm | 2 mag, max. 1,0 GHz Krait: 4 + 4 KiB L0, 16 + 16 KiB L1, 1 MiB L2 | Adreno 305 320 MHz (FWVGA / 720p)  | Hexagon QDSP6 |                                                     | LPDDR2 egycsatornás 400 MHz | GSM (GPRS, EDGE), UMTS (DC-HSPA+, TD-SCDMA)                     | Bluetooth 4.0; 802.11b/g/n (2,4/5 GHz); GPS: IZat Gen 8A; USB 2.0 | 2012 2. félév      |
| MSM8627    | 28 nm | 2 mag, max. 1,0 GHz Krait: 4 + 4 KiB L0, 16 + 16 KiB L1, 1 MiB L2 | Adreno 305 320 MHz (FWVGA / 720p)  | Hexagon QDSP6 | CDMA (1×Rev.A, 1×EV-DO Rev.A/B, SVDO-DB); UMTS; GSM | LPDDR2 egycsatornás 400 MHz |                                                                 | Bluetooth 4.0; 802.11b/g/n (2,4/5 GHz); GPS: IZat Gen 8A; USB 2.0 | 2012 2. félév      |
| APQ8030    | 28 nm | 2 mag, max. 1,2 GHz Krait: 4 + 4 KiB L0, 16 + 16 KiB L1, 1 MiB L2 | Adreno 305 400 MHz (qHD / 1080p)   | Hexagon QDSP6 | max. 13,5 MP kamera                                 | LPDDR2 egycsatornás 533 MHz | N/A                                                             | Bluetooth 4.0; 802.11b/g/n (2,4/5 GHz); GPS: IZat Gen 8A; USB 2.0 | 2012 3Q            |
| MSM8230    | 28 nm | 2 mag, max. 1,2 GHz Krait: 4 + 4 KiB L0, 16 + 16 KiB L1, 1 MiB L2 | Adreno 305 400 MHz (qHD / 1080p)   | Hexagon QDSP6 | max. 13,5 MP kamera                                 | LPDDR2 egycsatornás 533 MHz | UMTS; GSM                                                       | Bluetooth 4.0; 802.11b/g/n (2,4/5 GHz); GPS: IZat Gen 8A; USB 2.0 | 2012 3Q            |
| MSM8630    | 28 nm | 2 mag, max. 1,2 GHz Krait: 4 + 4 KiB L0, 16 + 16 KiB L1, 1 MiB L2 | Adreno 305 400 MHz (qHD / 1080p)   | Hexagon QDSP6 | max. 13,5 MP kamera                                 | LPDDR2 egycsatornás 533 MHz | CDMA, UMTS; GSM                                                 | Bluetooth 4.0; 802.11b/g/n (2,4/5 GHz); GPS: IZat Gen 8A; USB 2.0 | 2012 3Q            |
| MSM8930    | 28 nm | 2 mag, max. 1,2 GHz Krait: 4 + 4 KiB L0, 16 + 16 KiB L1, 1 MiB L2 | Adreno 305 400 MHz (qHD / 1080p)   | Hexagon QDSP6 | max. 13,5 MP kamera                                 | LPDDR2 egycsatornás 533 MHz | World Mode (LTE FDD/TDD Cat 3, SVLTE-DB, EGAL; CDMA, UMTS; GSM) | Bluetooth 4.0; 802.11b/g/n (2,4/5 GHz); GPS: IZat Gen 8A; USB 2.0 | 2012 3Q            |
| APQ8060A   | 28 nm | 2 mag, max. 1,5 GHz Krait: 4 + 4 KiB L0, 16 + 16 KiB L1, 1 MiB L2 | Adreno 225 400 MHz (WUXGA / 1080p) | Hexagon QDSP6 | max. 20 MP kamera                                   | LPDDR2 kétcsatornás 500 MHz | N/A                                                             | Bluetooth 4.0; 802.11b/g/n (2,4/5 GHz); GPS: IZat Gen 8A; USB 2.0 | 2012 2. félév      |
| MSM8260A   | 28 nm | 2 mag, max. 1,5 GHz Krait: 4 + 4 KiB L0, 16 + 16 KiB L1, 1 MiB L2 | Adreno 225 400 MHz (WUXGA / 1080p) | Hexagon QDSP6 | max. 20 MP kamera                                   | LPDDR2 kétcsatornás 500 MHz | UMTS; GSM                                                       | Bluetooth 4.0; 802.11b/g/n (2,4/5 GHz); GPS: IZat Gen 8A; USB 2.0 | 2012 Q1            |
| MSM8660A   | 28 nm | 2 mag, max. 1,5 GHz Krait: 4 + 4 KiB L0, 16 + 16 KiB L1, 1 MiB L2 | Adreno 225 400 MHz (WUXGA / 1080p) | Hexagon QDSP6 | max. 20 MP kamera                                   | LPDDR2 kétcsatornás 500 MHz | CDMA, UMTS; GSM                                                 | Bluetooth 4.0; 802.11b/g/n (2,4/5 GHz); GPS: IZat Gen 8A; USB 2.0 | 2012 Q1            |
| MSM8960    | 28 nm | 2 mag, max. 1,5 GHz Krait: 4 + 4 KiB L0, 16 + 16 KiB L1, 1 MiB L2 | Adreno 225 400 MHz (WUXGA / 1080p) | Hexagon QDSP6 | max. 20 MP kamera                                   | LPDDR2 kétcsatornás 500 MHz | World Mode (LTE Cat 3)                                          | Bluetooth 4.0; 802.11b/g/n (2,4/5 GHz); GPS: IZat Gen 8A; USB 2.0 | 2012 Q1            |

#### Snapdragon S4 Pro és S4 Prime (2012)
| A Snapdragon S4 Pro sorozat jellemzői |
| --- |
| A Snapdragon S4 Pro egyes tulajdonságai, elődjével összehasonlítva (Snapdragon S4 Play): - CPU jellemzők - max. 2 mag, max. 1,7 GHz Krait 300 a Snapdragon S4 Pro-ban - max. 4 mag, max. 1,5 GHz Krait 300 a Snapdragon S4 Prime-ban - 4 + 4 KiB L0, 16 + 16 KiB L1, 1 MiB L2 - GPU jellemzők - Adreno 320 - támogatja az OpenGL ES 3.0-t - max. 1080p képernyő - max. 64 ALU (volt 32 az S4 plus-on) - max. 23× relatív teljesítmény OpenGL ES 2.0-n az Adreno 200-hoz képest - DSP jellemzők - Hexagon QDSP6 - képjelfeldolgozó processzor (ISP) jellemzők - max. 20 MP kamera - modem és vezeték nélküli jellemzők - LTE FDD/TDD Cat 3 vagy külső néhány modellben - 28 nm LP gyártástechnológia - max. eMMC 4.4/4.4.1 |

| Modellszám               | fab               | CPU (ARMv7)                                                           | GPU                                | DSP           | képjelfeldolgozó processzor (ISP) | memóriatechnológia          | modem                                                                                       | kapcsolódási lehetőségek                                         | minták megjelenése |
| ------------------------ | ----------------- | --------------------------------------------------------------------- | ---------------------------------- | ------------- | --------------------------------- | --------------------------- | ------------------------------------------------------------------------------------------- | ---------------------------------------------------------------- | ------------------ |
| MSM8260A Pro             | 28 nm (TSMC 28LP) | 2 mag, max. 1,7 GHz Krait 300: 4 + 4 KiB L0, 16 + 16 KiB L1, 1 MiB L2 | Adreno 320 400 MHz (WUXGA / 1080p) | Hexagon QDSP6 | max. 20 MP kamera                 | LPDDR2 kétcsatornás 500 MHz | GSM (GPRS, EDGE), UMTS (DC-HSPA+, TD-SCDMA)                                                 | Bluetooth 4.0; 802.11b/g/n (2,4/5 GHz); GPS: IZat Gen8A; USB 2.0 |                    |
| MSM8960T                 | 28 nm (TSMC 28LP) | 2 mag, max. 1,7 GHz Krait 300: 4 + 4 KiB L0, 16 + 16 KiB L1, 1 MiB L2 | Adreno 320 400 MHz (WUXGA / 1080p) | Hexagon QDSP6 | max. 20 MP kamera                 | LPDDR2 kétcsatornás 500 MHz | World Mode (LTE FDD/TDD Cat 3, SVLTE-DB, EGAL; CDMA: 1× Adv., 1× EV-DO Rev. A/B; UMTS; GSM) | Bluetooth 4.0; 802.11b/g/n (2,4/5 GHz); GPS: IZat Gen8A; USB 2.0 | 2012 Q2            |
| MSM8960T Pro (MSM8960AB) | 28 nm (TSMC 28LP) | 2 mag, max. 1,7 GHz Krait 300: 4 + 4 KiB L0, 16 + 16 KiB L1, 1 MiB L2 | Adreno 320 400 MHz (WUXGA / 1080p) | Hexagon QDSP6 | max. 20 MP kamera                 | LPDDR2 kétcsatornás 500 MHz | World Mode (LTE FDD/TDD Cat 3, SVLTE-DB, EGAL; CDMA: 1× Adv., 1× EV-DO Rev. A/B; UMTS; GSM) | Bluetooth 4.0; 802.11b/g/n (2,4/5 GHz); GPS: IZat Gen8A; USB 2.0 |                    |
| MSM8960DT                | 28 nm (TSMC 28LP) | 2 mag, max. 1,7 GHz Krait 300: 4 + 4 KiB L0, 16 + 16 KiB L1, 1 MiB L2 | Adreno 320 400 MHz (WUXGA / 1080p) | Hexagon QDSP6 | max. 20 MP kamera                 | LPDDR2 kétcsatornás 500 MHz | World Mode (LTE FDD/TDD Cat 3, SVLTE-DB, EGAL; CDMA: 1× Adv., 1× EV-DO Rev. A/B; UMTS; GSM) | Bluetooth 4.0; 802.11b/g/n (2,4/5 GHz); GPS: IZat Gen8A; USB 2.0 | 2013 Q3            |
| APQ8064                  | 28 nm (TSMC 28LP) | 4 mag, max. 1,5 GHz Krait: 4 + 4 KiB L0, 16 + 16 KiB L1, 2 MiB L2     | Adreno 320 400 MHz (QXGA / 1080p)  | Hexagon QDSP6 | max. 20 MP kamera                 | LPDDR2 kétcsatornás 533 MHz | külső                                                                                       | Bluetooth 4.0; 802.11b/g/n (2,4/5 GHz); GPS: IZat Gen8A; USB 2.0 | 2012               |

1. ↑  természetes nyelvi feldolgozáshoz és szöveghez kapcsolódó (kontextuális) műveletek végzését célzó processzor

## Snapdragon 2 sorozat
A Snapdragon 2 sorozat egy belépő szintű egylapkás rendszer (SoC), amelyet alsó kategóriás, belépő szintű vagy ultra-olcsó okostelefonokhoz terveztek. Ez váltotta fel az MSM8225 S4 Play modellt, ami addig a legalacsonyabb kategóriájú SoC volt a Snapdragon termékvonalban.

### Snapdragon 200 sorozat (2013–2019)
| Modellszám | terméknév      | fab               | CPU                            | GPU                                       | DSP           | képjelfeldolgozó processzor (ISP)       | memóriatechnológia                | modem                                                              | kapcsolódási lehetőségek                                          | QC  | bejelentés ideje    | minták megjelenése |
| ---------- | -------------- | ----------------- | ------------------------------ | ----------------------------------------- | ------------- | --------------------------------------- | --------------------------------- | ------------------------------------------------------------------ | ----------------------------------------------------------------- | --- | ------------------- | ------------------ |
| MSM8225Q   | Snapdragon 200 | 45 nm (TSMC 45LP) | 4 mag, max. 1,4 GHz Cortex-A5  | Adreno 203 400 MHz (12,8 GFLOPS FP32-ben) | Hexagon QDSP5 | max. 8 MP egy kamera                    | LPDDR2 egycsatornás 333 MHz       | Gobi 3G (UMTS: HSPA; GSM: GPRS/EDGE)                               | Bluetooth 4.1; 802.11b/g/n 2,4 GHz; GPS: IZat Gen8B; USB 2.0      | N/A | 2013                | 2013               |
| MSM8625Q   | Snapdragon 200 | 45 nm (TSMC 45LP) | 4 mag, max. 1,4 GHz Cortex-A5  | Adreno 203 400 MHz (12,8 GFLOPS FP32-ben) | Hexagon QDSP5 | max. 8 MP egy kamera                    | LPDDR2 egycsatornás 333 MHz       | Gobi 3G (CDMA: 1×Rev.A, 1×EV-DO Rev.A/B; UMTS; GSM)                | Bluetooth 4.1; 802.11b/g/n 2,4 GHz; GPS: IZat Gen8B; USB 2.0      | N/A | 2013                | 2013               |
| MSM8210    | Snapdragon 200 | 28 nm (TSMC 28LP) | 2 mag, max. 1,2 GHz Cortex-A7  | Adreno 302 400 MHz (12,8 GFLOPS FP32-ben) | Hexagon QDSP6 | max. 8 MP egy kamera                    | LPDDR2 egycsatornás 333 MHz       | Gobi 3G (UMTS; GSM)                                                | Bluetooth 4.1; 802.11b/g/n 2,4 GHz; GPS: IZat Gen8B; USB 2.0      | N/A | 2013                | 2013               |
| MSM8610    | Snapdragon 200 | 28 nm (TSMC 28LP) | 2 mag, max. 1,2 GHz Cortex-A7  | Adreno 302 400 MHz (12,8 GFLOPS FP32-ben) | Hexagon QDSP6 | max. 8 MP egy kamera                    | LPDDR2 egycsatornás 333 MHz       | Gobi 3G (CDMA/UMTS; GSM)                                           | Bluetooth 4.1; 802.11b/g/n 2,4 GHz; GPS: IZat Gen8B; USB 2.0      | N/A | 2013                | 2013               |
| MSM8212    | Snapdragon 200 | 28 nm (TSMC 28LP) | 4 mag, max. 1,2 GHz Cortex-A7  | Adreno 302 400 MHz (12,8 GFLOPS FP32-ben) | Hexagon QDSP6 | max. 8 MP egy kamera                    | LPDDR2 egycsatornás 333 MHz       | Gobi 3G (UMTS; GSM)                                                | Bluetooth 4.1; 802.11b/g/n 2,4 GHz; GPS: IZat Gen8B; USB 2.0      | N/A | 2013                | 2013               |
| MSM8612    | Snapdragon 200 | 28 nm (TSMC 28LP) | 4 mag, max. 1,2 GHz Cortex-A7  | Adreno 302 400 MHz (12,8 GFLOPS FP32-ben) | Hexagon QDSP6 | max. 8 MP egy kamera                    | LPDDR2 egycsatornás 333 MHz       | Gobi 3G (CDMA/UMTS; GSM)                                           | Bluetooth 4.1; 802.11b/g/n 2,4 GHz; GPS: IZat Gen8B; USB 2.0      | N/A | 2013                | 2013               |
| MSM8905    | Qualcomm 205   | 28 nm (TSMC 28LP) | 2 mag, max. 1,1 GHz Cortex-A7  | Adreno 304 400 MHz (19,2 GFLOPS FP32-ben) | Hexagon 536   | max. 3 MP egy kamera                    | LPDDR2/3 egycsatornás 384 MHz     | X5 LTE (Cat 4: letöltés max. 150 Mbit/s, feltöltés max. 50 Mbit/s) | Bluetooth 4.1 + BLE, 802.11n (2,4 GHz)                            | 4.0 | 2017. március 20.   | 2017               |
| MSM8208    | Snapdragon 208 | 28 nm (TSMC 28LP) | 2 mag, max. 1,1 GHz Cortex-A7  | Adreno 304 400 MHz (19,2 GFLOPS FP32-ben) | Hexagon 536   | max. 5 MP egy kamera                    | LPDDR2/3 egycsatornás 400 MHz     | Gobi 3G (többmódú CDMA/UMTS: letöltés max. 42 Mbit/s; GSM)         | Bluetooth 4.1 + BLE, 802.11n (2,4 GHz)                            | 2.0 | 2014. szeptember 9. | 2014               |
| MSM8909    | Snapdragon 210 | 28 nm (TSMC 28LP) | 4 mag, max. 1,1 GHz Cortex-A7  | Adreno 304 400 MHz (19,2 GFLOPS FP32-ben) | Hexagon 536   | max. 8 MP egy kamera                    | LPDDR2/3 egycsatornás 533 MHz     | X5 LTE                                                             | Bluetooth 4.1 + BLE, 802.11n (2,4 GHz)                            | 2.0 | 2014. szeptember 9. | 2014               |
| MSM8909AA  | Snapdragon 212 | 28 nm (TSMC 28LP) | 4 mag, max. 1,3 GHz Cortex-A7  | Adreno 304 400 MHz (19,2 GFLOPS FP32-ben) | Hexagon 536   | max. 8 MP egy kamera                    | LPDDR2/3 egycsatornás 533 MHz     | X5 LTE                                                             | Bluetooth 4.1 + BLE, 802.11n (2,4 GHz)                            | 2.0 | 2015. július 28.    | 2015               |
| QM215      | Qualcomm 215   | 28 nm (TSMC 28LP) | 4 mag, max. 1,3 GHz Cortex-A53 | Adreno 308 485 MHz (23,3 GFLOPS FP32-ben) | Hexagon       | max. 13 MP egy kamera / 8 MP két kamera | LPDDR3 egycsatornás 672 MHz 3 GiB | X5 LTE (Cat 4: letöltés max. 150 Mbit/s, feltöltés max. 50 Mbit/s) | Bluetooth 4.2, NFC, 802.11ac Wi-Fi, Beidou, GPS, GLONASS, USB 2.0 | 1.0 | 2019. július 9.     | 2019 Q3            |

## Snapdragon 4 sorozat
A Snapdragon 4-es sorozat egy belépő szintű egylapkás rendszer (SoC), amelyet a 2-es sorozatnál magasabb kategóriájú belépő szintű szegmenshez terveztek, meghaladva a 2-es sorozat által célzott ultraolcsó üzletrészt. A 2-es sorozathoz hasonlóan ez is az S4 Play utódja.

### Snapdragon 400 sorozat (2013–2021)
| Modellszám | terméknév       | fab                              | CPU                                                                                    | GPU                                                | DSP                    | képjelfeldolgozó processzor (ISP)                                                         | memóriatechnológia                                                                     | modem | kapcsolódási lehetőségek                                                                                   | QC  | bejelentés ideje     | minták megjelenése |
| ---------- | --------------- | -------------------------------- | -------------------------------------------------------------------------------------- | -------------------------------------------------- | ---------------------- | ----------------------------------------------------------------------------------------- | -------------------------------------------------------------------------------------- | --- | --- | --- | -------------------- | ------------------ |
| APQ8026    | Snapdragon 400  | 28 nm (TSMC 28LP)                | 4 mag, max. 1,2 GHz Cortex-A7: 32 KiB L1, 512 KiB L2                                   | Adreno 305 400 MHz (19,2 GFLOPS FP32-ben)          | Hexagon QDSP6          | max. 13,5 MP egy kamera                                                                   | LPDDR2/3 egycsatornás 533 MHz                                                          | N/A | Bluetooth 4.0, 802.11 b/g/n, integrált IZat GNSS                                                           | 1.0 | 2013                 | 2013               |
| MSM8226    | Snapdragon 400  | 28 nm (TSMC 28LP)                | 4 mag, max. 1,2 GHz Cortex-A7: 32 KiB L1, 512 KiB L2                                   | Adreno 305 400 MHz (19,2 GFLOPS FP32-ben)          | Hexagon QDSP6          | max. 13,5 MP egy kamera                                                                   | LPDDR2/3 egycsatornás 533 MHz                                                          | Gobi 3G (UMTS: HSPA+ max. 21 Mbit/s; GSM: GPRS/EDGE) | Bluetooth 4.0, 802.11 b/g/n, integrált IZat GNSS                                                           | 1.0 | 2013                 | 2013               |
| MSM8626    | Snapdragon 400  | 28 nm (TSMC 28LP)                | 4 mag, max. 1,2 GHz Cortex-A7: 32 KiB L1, 512 KiB L2                                   | Adreno 305 400 MHz (19,2 GFLOPS FP32-ben)          | Hexagon QDSP6          | max. 13,5 MP egy kamera                                                                   | LPDDR2/3 egycsatornás 533 MHz                                                          | Gobi 3G (CDMA/UMTS) | Bluetooth 4.0, 802.11 b/g/n, integrált IZat GNSS                                                           | 1.0 | 2013                 | 2013               |
| MSM8926    | Snapdragon 400  | 28 nm (TSMC 28LP)                | 4 mag, max. 1,2 GHz Cortex-A7: 32 KiB L1, 512 KiB L2                                   | Adreno 305 400 MHz (19,2 GFLOPS FP32-ben)          | Hexagon QDSP6          | max. 13,5 MP egy kamera                                                                   | LPDDR2/3 egycsatornás 533 MHz                                                          | Gobi 4G (LTE Cat 4: letöltés max. 150 Mbit/s, feltöltés max. 50 Mbit/s)                                                                                            | Bluetooth 4.0, 802.11 b/g/n, integrált IZat GNSS                                                           | 1.0 | 2013                 | 2013               |
| APQ8028    | Snapdragon 400  | 28 nm (TSMC 28LP)                | 4 mag, max. 1,6 GHz Cortex-A7: 32 KiB L1, 512 KiB L2                                   | Adreno 305 450 MHz (21,6 GFLOPS FP32-ben)          | Hexagon QDSP6          | max. 13,5 MP egy kamera                                                                   | LPDDR2/3 egycsatornás 533 MHz                                                          | N/A | Bluetooth 4.0, 802.11 b/g/n, integrált IZat GNSS                                                           | 1.0 | 2013                 | 2013               |
| MSM8228    | Snapdragon 400  | 28 nm (TSMC 28LP)                | 4 mag, max. 1,6 GHz Cortex-A7: 32 KiB L1, 512 KiB L2                                   | Adreno 305 450 MHz (21,6 GFLOPS FP32-ben)          | Hexagon QDSP6          | max. 13,5 MP egy kamera                                                                   | LPDDR2/3 egycsatornás 533 MHz                                                          | Gobi 3G (UMTS) | Bluetooth 4.0, 802.11 b/g/n, integrált IZat GNSS                                                           | 1.0 | 2013                 | 2013               |
| MSM8628    | Snapdragon 400  | 28 nm (TSMC 28LP)                | 4 mag, max. 1,6 GHz Cortex-A7: 32 KiB L1, 512 KiB L2                                   | Adreno 305 450 MHz (21,6 GFLOPS FP32-ben)          | Hexagon QDSP6          | max. 13,5 MP egy kamera                                                                   | LPDDR2/3 egycsatornás 533 MHz                                                          | Gobi 3G (CDMA/UMTS) | Bluetooth 4.0, 802.11 b/g/n, integrált IZat GNSS                                                           | 1.0 | 2013                 | 2013               |
| MSM8928    | Snapdragon 400  | 28 nm (TSMC 28LP)                | 4 mag, max. 1,6 GHz Cortex-A7: 32 KiB L1, 512 KiB L2                                   | Adreno 305 450 MHz (21,6 GFLOPS FP32-ben)          | Hexagon QDSP6          | max. 13,5 MP egy kamera                                                                   | LPDDR2/3 egycsatornás 533 MHz                                                          | Gobi 4G (LTE Cat 4) | Bluetooth 4.0, 802.11 b/g/n, integrált IZat GNSS                                                           | 1.0 | 2013                 | 2013               |
| MSM8230    | Snapdragon 400  | 28 nm (TSMC 28LP)                | 2 mag, max. 1,2 GHz Krait 200: 32 KiB L1, 1 MiB L2                                     | Adreno 305 400 MHz (19,2 GFLOPS FP32-ben)          | Hexagon QDSP6          | max. 13,5 MP egy kamera                                                                   | LPDDR2 egycsatornás 533 MHz                                                            | Gobi 3G (UMTS) | Bluetooth 4.0, 802.11 b/g/n, integrált IZat GNSS                                                           | 1.0 | 2013                 | 2013               |
| MSM8630    | Snapdragon 400  | 28 nm (TSMC 28LP)                | 2 mag, max. 1,2 GHz Krait 200: 32 KiB L1, 1 MiB L2                                     | Adreno 305 400 MHz (19,2 GFLOPS FP32-ben)          | Hexagon QDSP6          | max. 13,5 MP egy kamera                                                                   | LPDDR2 egycsatornás 533 MHz                                                            | Gobi 3G (CDMA/UMTS) | Bluetooth 4.0, 802.11 b/g/n, integrált IZat GNSS                                                           | 1.0 | 2013                 | 2013               |
| MSM8930    | Snapdragon 400  | 28 nm (TSMC 28LP)                | 2 mag, max. 1,2 GHz Krait 200: 32 KiB L1, 1 MiB L2                                     | Adreno 305 400 MHz (19,2 GFLOPS FP32-ben)          | Hexagon QDSP6          | max. 13,5 MP egy kamera                                                                   | LPDDR2 egycsatornás 533 MHz                                                            | Gobi 4G (LTE Cat 4) | Bluetooth 4.0, 802.11 b/g/n, integrált IZat GNSS                                                           | 1.0 | 2013                 | 2013               |
| MSM8930AA  | Snapdragon 400  | 28 nm (TSMC 28LP)                | 2 mag, max. 1,4 GHz Krait 300: 32 KiB L1, 1 MiB L2                                     | Adreno 305 400 MHz (19,2 GFLOPS FP32-ben)          | Hexagon QDSP6          | max. 13,5 MP egy kamera                                                                   | LPDDR2 egycsatornás 533 MHz                                                            | Gobi 4G (LTE Cat 4) | Bluetooth 4.0, 802.11 b/g/n, integrált IZat GNSS                                                           | 1.0 | 2013                 | 2013               |
| APQ8030AB  | Snapdragon 400  | 28 nm (TSMC 28LP)                | 2 mag, max. 1,7 GHz Krait 300: 32 KiB L1, 1 MiB L2                                     | Adreno 305 450 MHz (21,6 GFLOPS FP32-ben)          | Hexagon QDSP6          | max. 13,5 MP egy kamera                                                                   | LPDDR2 egycsatornás 533 MHz                                                            | N/A | Bluetooth 4.0, 802.11 b/g/n, integrált IZat GNSS                                                           | 1.0 | 2013                 | 2013               |
| MSM8230AB  | Snapdragon 400  | 28 nm (TSMC 28LP)                | 2 mag, max. 1,7 GHz Krait 300: 32 KiB L1, 1 MiB L2                                     | Adreno 305 450 MHz (21,6 GFLOPS FP32-ben)          | Hexagon QDSP6          | max. 13,5 MP egy kamera                                                                   | LPDDR2 egycsatornás 533 MHz                                                            | Gobi 3G (UMTS) | Bluetooth 4.0, 802.11 b/g/n, integrált IZat GNSS                                                           | 1.0 | 2013                 | 2013               |
| MSM8630AB  | Snapdragon 400  | 28 nm (TSMC 28LP)                | 2 mag, max. 1,7 GHz Krait 300: 32 KiB L1, 1 MiB L2                                     | Adreno 305 450 MHz (21,6 GFLOPS FP32-ben)          | Hexagon QDSP6          | max. 13,5 MP egy kamera                                                                   | LPDDR2 egycsatornás 533 MHz                                                            | Gobi 3G (CDMA/UMTS) | Bluetooth 4.0, 802.11 b/g/n, integrált IZat GNSS                                                           | 1.0 | 2013                 | 2013               |
| MSM8930AB  | Snapdragon 400  | 28 nm (TSMC 28LP)                | 2 mag, max. 1,7 GHz Krait 300: 32 KiB L1, 1 MiB L2                                     | Adreno 305 450 MHz (21,6 GFLOPS FP32-ben)          | Hexagon QDSP6          | max. 13,5 MP egy kamera                                                                   | LPDDR2 egycsatornás 533 MHz                                                            | Gobi 4G (LTE Cat 4) | Bluetooth 4.0, 802.11 b/g/n, integrált IZat GNSS                                                           | 1.0 | 2013                 | 2013               |
| APQ8016    | Snapdragon 410  | 28 nm (TSMC 28LP) / 28 nm (SMIC) | 4 mag, max. 1,2 GHz Cortex-A53                                                         | Adreno 306 400/450 MHz (19,2/21,6 GFLOPS FP32-ben) | Hexagon QDSP6 V5       | max. 13,5 MP egy kamera                                                                   | LPDDR2/3 egycsatornás 32 bites 533 MHz (4,2 GB/s)                                      | N/A | Bluetooth 4.0, 802.11n, NFC, GPS, GLONASS, BeiDou                                                          | 2.0 | 2013. december 9.    | 2014 első félév    |
| MSM8916    | Snapdragon 410  | 28 nm (TSMC 28LP) / 28 nm (SMIC) | 4 mag, max. 1,2 GHz Cortex-A53                                                         | Adreno 306 400/450 MHz (19,2/21,6 GFLOPS FP32-ben) | Hexagon QDSP6 V5       | max. 13,5 MP egy kamera                                                                   | LPDDR2/3 egycsatornás 32 bites 533 MHz (4,2 GB/s)                                      | X5 LTE (Cat 4: letöltés max. 150 Mbit/s, feltöltés max. 50 Mbit/s)                                                                                                 | Bluetooth 4.0, 802.11n, NFC, GPS, GLONASS, BeiDou                                                          | 2.0 | 2013. december 9.    | 2014 első félév    |
| MSM8916 v2 | Snapdragon 412  | 28 nm (TSMC 28LP)                | 4 mag, max. 1,4 GHz Cortex-A53                                                         | Adreno 306 450 MHz (21,6 GFLOPS FP32-ben)          | Hexagon QDSP6 V5       | max. 13,5 MP egy kamera                                                                   | LPDDR2/3 egycsatornás 32 bites 600 MHz (4,8 GB/s)                                      | X5 LTE (Cat 4: letöltés max. 150 Mbit/s, feltöltés max. 50 Mbit/s)                                                                                                 | Bluetooth 4.0, 802.11n, NFC, GPS, GLONASS, BeiDou                                                          | 2.0 | 2015. július 28.     | 2015 második félév |
| MSM8929    | Snapdragon 415  | 28 nm (TSMC 28LP)                | 4 + 4 mag, (1,4 GHz + 1,0 GHz Cortex-A53)                                              | Adreno 405 465 MHz (44,6 GFLOPS FP32-ben)          | Hexagon V50            | max. 13 MP egy kamera                                                                     | LPDDR3 egycsatornás 32 bites 667 MHz (5,3 GB/s)                                        | X5 LTE (Cat 4: letöltés max. 150 Mbit/s, feltöltés max. 50 Mbit/s)                                                                                                 | Bluetooth 4.1 + BLE Bluetooth, 802.11ac (2,4/5,0 GHz) Multi-User MIMO (MU-MIMO) Wi-Fi, IZat Gen8C Lite GPS | 2.0 | 2015. február 18.    | 2015 első félév    |
| MSM8917    | Snapdragon 425  | 28 nm (TSMC 28LP)                | 4 mag, max. 1,4 GHz Cortex-A53                                                         | Adreno 308 598 MHz (28,7 GFLOPS FP32-ben)          | Hexagon 536            | max. 16 MP egy kamera                                                                     | LPDDR3 egycsatornás 32 bites 667 MHz (5,3 GB/s)                                        | X6 LTE (letöltés: Cat 4, max. 150 Mbit/s; feltöltés: Cat 5, max. 75 Mbit/s)                                                                                        | Bluetooth v4.1, 802.11ac Multi-User MIMO-val (MU-MIMO), IZat Gen8C                                         | 2.0 | 2016. február 11.    | 2016 Q3            |
| MSM8920    | Snapdragon 427  | 28 nm (TSMC 28LP)                | 4 mag, max. 1,4 GHz Cortex-A53                                                         | Adreno 308 598 MHz (28,7 GFLOPS FP32-ben)          | Hexagon 536            | max. 16 MP egy kamera                                                                     | LPDDR3 egycsatornás 32 bites 667 MHz (5,3 GB/s)                                        | X9 LTE (letöltés: Cat 7, max. 300 Mbit/s; feltöltés: Cat 13, max. 150 Mbit/s)                                                                                      | Bluetooth v4.1, 802.11ac Multi-User MIMO-val (MU-MIMO), IZat Gen8C                                         | 3.0 | 2016. október 18.    | 2017 Q1            |
| MSM8937    | Snapdragon 430  | 28 nm (TSMC 28LP)                | 4 + 4 mag, (1,4 GHz + 1,1 GHz Cortex-A53)                                              | Adreno 505 450 MHz (43,2 GFLOPS FP32-ben)          | Hexagon 536            | max. 21 MP egy kamera                                                                     | LPDDR3 egycsatornás 32 bites 800 MHz (6,4 GB/s)                                        | X6 LTE | Bluetooth v4.1, 802.11ac Multi-User MIMO-val (MU-MIMO), IZat Gen8C                                         | 3.0 | 2015. szeptember 15. | 2016 Q2            |
| MSM8940    | Snapdragon 435  | 28 nm (TSMC 28LP)                | 4 + 4 mag, (1,4 GHz + 1,1 GHz Cortex-A53)                                              | Adreno 505 450 MHz (43,2 GFLOPS FP32-ben)          | Hexagon 536            | max. 21 MP egy kamera                                                                     | LPDDR3 egycsatornás 32 bites 800 MHz (6,4 GB/s)                                        | X9 LTE | Bluetooth v4.1, 802.11ac Multi-User MIMO-val (MU-MIMO), IZat Gen8C                                         | 3.0 | 2016. február 11.    | 2016 Q4            |
| SDM429     | Snapdragon 429  | 12 nm (TSMC 12FFC)               | 4 mag, max. 2,0 GHz Cortex-A53                                                         | Adreno 504 320 MHz (30,7 GFLOPS FP32-ben)          | Hexagon 536            | max. 16 MP egy kamera / 8 MP két kamera                                                   | LPDDR3 egycsatornás 32 bites 800 MHz (6,4 GB/s)                                        | X6 LTE (letöltés: Cat 4, max. 150 Mbit/s; feltöltés: Cat 5, max. 75 Mbit/s)                                                                                        | Bluetooth 5, 802.11ac Wi-Fi max. 433 Mbit/s, USB 2.0                                                       | 3.0 | 2018. június 26.     | 2018 Q3            |
| SDM439     | Snapdragon 439  | 12 nm (TSMC 12FFC)               | 4 + 4 mag, (2,0 GHz + 1,45 GHz Cortex-A53)                                             | Adreno 505 650 MHz (62,4 GFLOPS FP32-ben)          | Hexagon 536            | max. 21 MP egy kamera / 8 MP két kamera                                                   | LPDDR3 egycsatornás 32 bites 800 MHz (6,4 GB/s)                                        | X6 LTE (letöltés: Cat 4, max. 150 Mbit/s; feltöltés: Cat 5, max. 75 Mbit/s)                                                                                        | Bluetooth 5, 802.11ac Wi-Fi max. 433 Mbit/s, USB 2.0                                                       | 3.0 | 2018. június 26.     | 2018 Q3            |
| SDM450     | Snapdragon 450  | 14 nm (Samsung 14LPP)            | 8 mag, max. 1,8 GHz Cortex-A53                                                         | Adreno 505 600 MHz (57,6 GFLOPS FP32-ben)          | Hexagon 546            | max. 24 MP egy kamera / 13 MP két kamera                                                  | LPDDR3 egycsatornás 32 bites 933 MHz (7,5 GB/s)                                        | X9 LTE (letöltés: Cat 7, max. 300 Mbit/s; feltöltés: Cat 13, max. 150 Mbit/s)                                                                                      | Bluetooth 4.1, 802.11ac Wi-Fi max. 433 Mbit/s, USB 3.0                                                     | 3.0 | 2017. június 28.     | 2017 Q3            |
| SM4250-AA  | Snapdragon 460  | 11 nm (Samsung 11LPP)            | 4 + 4 mag, (1,8 GHz Kryo 240 Gold – Cortex-A73 + 1,6 GHz Kryo 240 Silver – Cortex-A53) | Adreno 610 600 MHz (153,6 GFLOPS FP32-ben)         | Hexagon 683            | Spectra 340 (48 MP egy kamera / 16 MP két kamera)                                         | LPDDR3 max. 933 MHz vagy LPDDR4X kétcsatornás 16 bites (32 bites) 1866 MHz (14,9 GB/s) | X11 LTE (Cat 13: letöltés max. 390 Mbit/s, feltöltés max. 150 Mbit/s)                                                                                              | FastConnect 6100, Bluetooth 5.1, NFC, Wi-Fi 802.11a/b/g/n, 802.11ac Wave 2, 802.11ax-ready, NavIC, USB C   | 3.0 | 2020. január 20.     | 2020 Q1            |
| SM4350     | Snapdragon 480  | 8 nm (Samsung 8LPP)              | 2 + 6 mag, (2,0 GHz Kryo 460 Gold – Cortex-A76 + 1,8 GHz Kryo 460 Silver – Cortex-A55) | Adreno 619 650 MHz (332,8 GFLOPS FP32-ben)         | Hexagon 686 (3.3 TOPS) | Spectra 345 (64 MP egy kamera / 25+13 MP két kamera ZSL-lel / 13 MP három kamera ZSL-lel) | LPDDR4X kétcsatornás 16 bites (32 bites), 2133 MHz (17,0 GB/s)                         | belső X51 5G (5G NR Sub-6 & mmWave: letöltés max. 2,5 Gbit/s, feltöltés max. 660 Mbit/s; LTE: letöltés Cat 15, max. 800 Mbit/s, feltöltés Cat 18, max. 210 Mbit/s) | FastConnect 6200, Bluetooth 5.1, NFC, 802.11a/b/g/n/ac/ax-ready 2x2 (MU-MIMO), USB C                       | 4+  | 2021. január 4.      | 2021 első félév    |
| SM4350-AC  | Snapdragon 480+ | 8 nm (Samsung 8LPP)              | 2 + 6 mag, (2,2 GHz Kryo 460 Gold – Cortex-A76 + 1,9 GHz Kryo 460 Silver – Cortex-A55) | Adreno 619 650 MHz (332,8 GFLOPS FP32-ben)         | Hexagon 686 (3.3 TOPS) | Spectra 345 (64 MP egy kamera / 25+13 MP két kamera ZSL-lel / 13 MP három kamera ZSL-lel) | LPDDR4X kétcsatornás 16 bites (32 bites), 2133 MHz (17,0 GB/s)                         | belső X51 5G (5G NR Sub-6 & mmWave: letöltés max. 2,5 Gbit/s, feltöltés max. 660 Mbit/s; LTE: letöltés Cat 15, max. 800 Mbit/s, feltöltés Cat 18, max. 210 Mbit/s) | FastConnect 6200, Bluetooth 5.2, NFC, 802.11a/b/g/n/ac 2x2 (MU-MIMO), USB C                                | 4+  | 2021. október 26.    | 2021 Q4            |

### Snapdragon 4 (2022–jelen)
| Modellszám | terméknév                              | fab                 | CPU (mag/frek.)                                           | GPU                                         | DSP     | képjelfeldolgozó processzor (ISP)                                                      | memóriatechnológia | modem | kapcsolódási lehetőségek                                                 | QC | bejelentés ideje    | minták megjelenése |
| ---------- | -------------------------------------- | ------------------- | --------------------------------------------------------- | ------------------------------------------- | ------- | -------------------------------------------------------------------------------------- | --- | --- | ------------------------------------------------------------------------ | -- | ------------------- | ------------------ |
| SM4375     | Snapdragon 4 Gen 1                     | 6 nm (TSMC N6)      | Kryo 2 + 6 mag (2,0 GHz Cortex-A78 + 1,8 GHz Cortex-A55)  | Adreno 619 700 MHz (358,4 GFLOPS FP32-ben)  | Hexagon | Spectra (108 MP egy kamera / 25+13 MP két kamera ZSL-lel / 13 MP három kamera ZSL-lel) | LPDDR4X kétcsatornás 16 bites (32 bites) 2133 MHz (17,0 GB/s)                                                                   | belső X51 5G (5G NR Sub-6: letöltés max. 2,5 Gbit/s, feltöltés max. 900 Mbit/s; LTE: letöltés Cat 15, max. 800 Mbit/s, feltöltés Cat 18, max. 210 Mbit/s) | FastConnect 6200, Bluetooth 5.2, 802.11a/b/g/n/ac 2x2 (MU-MIMO), USB 3.1 | 4+ | 2022. szeptember 6. | 2022 Q3            |
| SM4450     | Snapdragon 4 Gen 2                     | 4 nm (Samsung 4LPX) | Kryo 2 + 6 mag (2,2 GHz Cortex-A78 + 1,95 GHz Cortex-A55) | Adreno 613 955 MHz (244,5 GFLOPS FP32-ben)  | N/A     | Spectra (108 MP egy kamera / 16 MP két kamera ZSL-lel)                                 | LPDDR4X kétcsatornás 16 bites (32 bites) 2133 MHz (17,0 GB/s) vagy LPDDR5 kétcsatornás 16 bites (32 bites) 3200 MHz (25,6 GB/s) | belső X61 5G (5G NR Sub-6: letöltés max. 2,5 Gbit/s, feltöltés max. 900 Mbit/s)                                                                           | Bluetooth 5.1, 802.11a/b/g/n/ac 1x1, USB 3.2 Gen 1                       | 4+ | 2023. június 26.    | 2023 Q2            |
| SM4450     | Snapdragon 4 Gen 2 Accelerated Edition | 4 nm (Samsung 4LPX) | Kryo 2 + 6 mag (2,3 GHz Cortex-A78 + 1,95 GHz Cortex-A55) | Adreno 613 1010 MHz (258,6 GFLOPS FP32-ben) | N/A     | Spectra (108 MP egy kamera / 16 MP két kamera ZSL-lel)                                 | LPDDR4X kétcsatornás 16 bites (32 bites) 2133 MHz (17,0 GB/s) vagy LPDDR5 kétcsatornás 16 bites (32 bites) 3200 MHz (25,6 GB/s) | belső X61 5G (5G NR Sub-6: letöltés max. 2,5 Gbit/s, feltöltés max. 900 Mbit/s)                                                                           | Bluetooth 5.1, 802.11a/b/g/n/ac 1x1, USB 3.2 Gen 1                       | 4+ | 2024. május 17.     | 2024 Q2            |
| SM4635     | Snapdragon 4s Gen 2                    | 4 nm (Samsung 4LPX) | Kryo 2 + 6 mag (2,0 GHz Cortex-A78 + 1,8 GHz Cortex-A55)  | Adreno 611                                  | N/A     | Spectra (84 MP egy kamera / 16 MP két kamera ZSL-lel)                                  | LPDDR4X kétcsatornás 16 bites (32 bites) 2133 MHz (17,0 GB/s)                                                                   | belső (5G NR Sub-6: letöltés max. 1 Gbit/s) | Bluetooth 5.1, 802.11a/b/g/n/ac 1x1, USB 3.2 Gen 1                       | 4+ | 2024. július 30.    | 2024 Q3            |

1. ↑  szó szerinti fordításban „gyorsított kiadás”, más néven „Leading Version”, vezető verzió

## Snapdragon 6 sorozat
A Snapdragon 6-os sorozat középkategóriás egylapkás rendszer (SoC), amely elsősorban a belépő szintű és középkategóriás szegmenseket célozza, az S4 Plus sorozatot követve. Ez a legáltalánosabban használt Snapdragon vonal, amely különböző gyártók fővonalbeli termékcsoportjaiban jelenik meg.

### Snapdragon 600 sorozat (2013–2023)
A Snapdragon 600-as sorozatot felső kategóriás rendszernek tekintették, a 800-ashoz hasonlóan, és ez egyszerre a Snapdragon S4 Plus és S4 Pro közvetlen utódja volt. A Snapdragon 615 volt a Qualcomm első nyolcmagos egylapkás rendszere (SoC). A Snapdragon 610-es típussal kezdve a 600-as sorozat egy középkategóriás SoC termékvonallá vált, az eredeti Snapdragon 600-zal ellentétben, ami egy felső kategóriás (nagy teljesítményű) modell volt.
| Modellszám            | terméknév                                 | fab                   | CPU (mag/frek.)                                                                         | GPU                                         | DSP                      | képjelfeldolgozó processzor (ISP)                                                                                       | memóriatechnológia                                                           | modem | kapcsolódási lehetőségek                                                                  | QC  | bejelentés ideje     | minták megjelenése |
| --------------------- | ----------------------------------------- | --------------------- | --------------------------------------------------------------------------------------- | ------------------------------------------- | ------------------------ | --- | ---------------------------------------------------------------------------- | --- | ----------------------------------------------------------------------------------------- | --- | -------------------- | ------------------ |
| APQ8064-1AA (DEB/FLO) | Snapdragon 600 (S4 Pro néven reklámozták) | 28 nm (TSMC 28LP)     | 4 mag, max. 1,5 GHz Krait 300                                                           | Adreno 320 400 MHz (76,8 GFLOPS FP32-ben)   | Hexagon QDSP6 V4 500 MHz | max. 21 MP egy kamera; videórögzítés: 1080p@30fps                                                                       | DDR3L-1600 (12,8 GB/s)                                                       | külső | Bluetooth 4.0, Wi-Fi 802.11ac (2,4/5 GHz), IZat Gen8A                                     | 1.0 | 2013. január 8.      | 2013 Q1            |
| APQ8064M              | Snapdragon 600                            | 28 nm (TSMC 28LP)     | 4 mag, max. 1,7 GHz Krait 300                                                           | Adreno 320 400 MHz (76,8 GFLOPS FP32-ben)   | Hexagon QDSP6 V4 500 MHz | max. 21 MP egy kamera; videórögzítés: 1080p@30fps                                                                       | LPDDR3 kétcsatornás 32 bites (64 bites) 533 MHz (8,6 GB/s)                   | külső | Bluetooth 4.0, Wi-Fi 802.11ac (2,4/5 GHz), IZat Gen8A                                     | 1.0 | 2013. január 8.      | 2013 Q1            |
| APQ8064T              | Snapdragon 600                            | 28 nm (TSMC 28LP)     | 4 mag, max. 1,7 GHz Krait 300                                                           | Adreno 320 400 MHz (76,8 GFLOPS FP32-ben)   | Hexagon QDSP6 V4 500 MHz | max. 21 MP egy kamera; videórögzítés: 1080p@30fps                                                                       | LPDDR3 kétcsatornás 32 bites (64 bites) 600 MHz (9,6 GB/s)                   | külső | Bluetooth 4.0, Wi-Fi 802.11ac (2,4/5 GHz), IZat Gen8A                                     | 1.0 | 2013. január 8.      | 2013 Q1            |
| APQ8064AB             | Snapdragon 600                            | 28 nm (TSMC 28LP)     | 4 mag, max. 1,9 GHz Krait 300                                                           | Adreno 320 450 MHz (86,4 GFLOPS FP32-ben)   | Hexagon QDSP6 V4 500 MHz | max. 21 MP egy kamera; videórögzítés: 1080p@30fps                                                                       | LPDDR3 kétcsatornás 32 bites (64 bites) 600 MHz (9,6 GB/s)                   | külső | Bluetooth 4.0, Wi-Fi 802.11ac (2,4/5 GHz), IZat Gen8A                                     | 1.0 | 2013. január 8.      | 2013 Q1            |
| MSM8936               | Snapdragon 610                            | 28 nm (TSMC 28LP)     | 4 mag, max. 1,7 GHz Cortex-A53                                                          | Adreno 405 550 MHz (52,8 GFLOPS FP32-ben)   | Hexagon V50 700 MHz      | max. 21 MP egy kamera; videórögzítés: 1080p@30fps                                                                       | LPDDR3 egycsatornás 32 bites 800 MHz (6,4 GB/s)                              | X5 LTE (Cat 4: letöltés max. 150 Mbit/s, feltöltés max. 50 Mbit/s)                                                                                                 | Bluetooth 4.0, Qualcomm VIVE, Wi-Fi 802.11ac, NFC, GPS, Glonass, BeiDou                   | 2.0 | 2014. február 24.    | 2014 Q3            |
| MSM8939               | Snapdragon 615                            | 28 nm (TSMC 28LP)     | 4 + 4 mag, (1,7 GHz + 1,1 GHz) Cortex-A53                                               | Adreno 405 550 MHz (52,8 GFLOPS FP32-ben)   | Hexagon V50 700 MHz      | max. 21 MP egy kamera; videórögzítés: 1080p@30fps                                                                       | LPDDR3 egycsatornás 32 bites 800 MHz (6,4 GB/s)                              | X5 LTE (Cat 4: letöltés max. 150 Mbit/s, feltöltés max. 50 Mbit/s)                                                                                                 | Bluetooth 4.0, Qualcomm VIVE, Wi-Fi 802.11ac, NFC, GPS, Glonass, BeiDou                   | 2.0 | 2014. február 24.    | 2014 Q3            |
| MSM8939 v2            | Snapdragon 616                            | 28 nm (TSMC 28LP)     | 4 + 4 mag, (1,7 GHz + 1,2 GHz) Cortex-A53                                               | Adreno 405 550 MHz (52,8 GFLOPS FP32-ben)   | Hexagon V50 700 MHz      | max. 21 MP egy kamera; videórögzítés: 1080p@30fps                                                                       | LPDDR3 egycsatornás 32 bites 800 MHz (6,4 GB/s)                              | X5 LTE (Cat 4: letöltés max. 150 Mbit/s, feltöltés max. 50 Mbit/s)                                                                                                 | Bluetooth 4.0, Qualcomm VIVE, Wi-Fi 802.11ac, NFC, GPS, Glonass, BeiDou                   | 2.0 | 2015. július 31.     | 2015 Q3            |
| MSM8952               | Snapdragon 617                            | 28 nm (TSMC 28LP)     | 4 + 4 mag, (1,5 GHz + 1,2 GHz) Cortex-A53                                               | Adreno 405 550 MHz (52,8 GFLOPS FP32-ben)   | Hexagon 546              | max. 21 MP egy kamera; videórögzítés: 1080p@30fps                                                                       | LPDDR3 egycsatornás 32 bites 933 MHz (7,5 GB/s)                              | X8 LTE (Cat 7: letöltés max. 300 Mbit/s, feltöltés max. 100 Mbit/s)                                                                                                | Bluetooth 4.1, VIVE 1-stream 802.11ac Wi-Fi, IZat Gen8C; USB 2.0                          | 3.0 | 2015. szeptember 15. | 2015 Q4            |
| MSM8953               | Snapdragon 625                            | 14 nm (Samsung 14LPP) | 8 mag, max. 2,0 GHz Cortex-A53                                                          | Adreno 506 650 MHz (62,4 GFLOPS FP32-ben)   | Hexagon 546              | max. 24 MP egy kamera; videórögzítés: 4K@30fps                                                                          | LPDDR3 egycsatornás 32 bites 933 MHz (7,5 GB/s)                              | X9 LTE (letöltés: Cat 7, max. 300 Mbit/s; feltöltés: Cat 13, max. 150 Mbit/s)                                                                                      | Bluetooth 4.1, NFC, VIVE 1-stream Wi-Fi 802.11ac MU-MIMO, IZat Gen8C; USB 3.0             | 3.0 | 2016. február 11.    | 2016 Q2            |
| MSM8953 Pro           | Snapdragon 626                            | 14 nm (Samsung 14LPP) | 8 mag, max. 2,2 GHz Cortex-A53                                                          | Adreno 506 650 MHz (62,4 GFLOPS FP32-ben)   | Hexagon 546              | max. 24 MP egy kamera; videórögzítés: 4K@30fps                                                                          | LPDDR3 egycsatornás 32 bites 933 MHz (7,5 GB/s)                              | X9 LTE (letöltés: Cat 7, max. 300 Mbit/s; feltöltés: Cat 13, max. 150 Mbit/s)                                                                                      | Bluetooth 4.1, NFC, VIVE 1-stream Wi-Fi 802.11ac MU-MIMO, IZat Gen8C; USB 3.0             | 3.0 | 2016. október 18.    | 2016 Q4            |
| SDM630                | Snapdragon 630                            | 14 nm (Samsung 14LPP) | 4 + 4 mag, (2,2 GHz + 1,8 GHz) Cortex-A53)                                              | Adreno 508 650 MHz (124,8 GFLOPS FP32-ben)  | Hexagon 642              | Spectra 160 (24 MP egy kamera / 13 MP két kamera; videórögzítés: 4K@30fps)                                              | LPDDR4 kétcsatornás 16 bites (32 bites) 1333 MHz (10,66 GB/s)                | X12 LTE (letöltés: Cat 12, max. 600 Mbit/s; feltöltés: Cat 13, max. 150 Mbit/s)                                                                                    | Bluetooth 5, 802.11ac Wi-Fi 1x1, NFC, USB 3.1                                             | 4.0 | 2017. május 8.       | 2017 Q2            |
| SDM632                | Snapdragon 632                            | 14 nm (Samsung 14LPP) | 4 + 4 mag, (1,8 GHz Kryo 250 Gold – Cortex-A73 + 1,8 GHz Kryo 250 Silver – Cortex-A53)  | Adreno 506 725 MHz (69,6 GFLOPS FP32-ben)   | Hexagon 546              | max. 40 MP egy kamera, 13 MP két kamera; videórögzítés: 4K@30fps                                                        | LPDDR3 egycsatornás 32 bites 933 MHz (7,5 GB/s)                              | X9 LTE (letöltés: Cat 7, max. 300 Mbit/s; feltöltés: Cat 13, max. 150 Mbit/s)                                                                                      | Bluetooth 5, 802.11ac Wi-Fi 1x1, NFC, USB 3.1                                             | 3.0 | 2018. június 26.     | 2018 Q3            |
| SDM636                | Snapdragon 636                            | 14 nm (Samsung 14LPP) | 4 + 4 mag, (1,8 GHz Kryo 260 Gold – Cortex-A73 + 1,6 GHz Kryo 260 Silver – Cortex-A53)  | Adreno 509 430 MHz (110,1 GFLOPS FP32-ben)  | Hexagon 680              | Spectra 160 (24 MP egy kamera / 16 MP két kamera; videórögzítés: 4K@30fps)                                              | LPDDR4 kétcsatornás 16 bites (32 bites) 1333 MHz (10,7 GB/s)                 | X12 LTE (letöltés: Cat 12, max. 600 Mbit/s; feltöltés: Cat 13, max. 150 Mbit/s)                                                                                    | Bluetooth 5, 802.11ac Wi-Fi 1x1, NFC, USB 3.1                                             | 4.0 | 2017. október 17.    | 2017 Q4            |
| MSM8956               | Snapdragon 650                            | 28 nm (TSMC 28HPM)    | 2 + 4 mag, (1,8 GHz Cortex-A72 + 1,4 GHz Cortex-A53)                                    | Adreno 510 600 MHz (153,6 GFLOPS FP32-ben)  | Hexagon V56              | max. 21 MP egy kamera; videórögzítés: 4K@30fps                                                                          | LPDDR3 kétcsatornás 32 bites (64 bites) 933 MHz (14,9 GB/s)                  | X8 LTE (Cat 7: letöltés max. 300 Mbit/s, feltöltés max. 100 Mbit/s)                                                                                                | Bluetooth Smart 4.1, VIVE 1-stream 802.11ac Wi-Fi, IZat Gen8C GNSS; USB 2.0               | 3.0 | 2015. február 18.    | 2016 Q1            |
| MSM8976               | Snapdragon 652                            | 28 nm (TSMC 28HPM)    | 4 + 4 mag, (1,8 GHz Cortex-A72 + 1,4 GHz Cortex-A53)                                    | Adreno 510 600 MHz (153,6 GFLOPS FP32-ben)  | Hexagon V56              | max. 21 MP egy kamera; videórögzítés: 4K@30fps                                                                          | LPDDR3 kétcsatornás 32 bites (64 bites) 933 MHz (14,9 GB/s)                  | X8 LTE (Cat 7: letöltés max. 300 Mbit/s, feltöltés max. 100 Mbit/s)                                                                                                | Bluetooth Smart 4.1, VIVE 1-stream 802.11ac Wi-Fi, IZat Gen8C GNSS; USB 2.0               | 3.0 | 2015. február 18.    | 2016 Q1            |
| MSM8976 Pro           | Snapdragon 653                            | 28 nm (TSMC 28HPM)    | 4 + 4 mag, (1,95 GHz Cortex-A72 + 1,4 GHz Cortex-A53)                                   | Adreno 510 621 MHz (159 GFLOPS FP32-ben)    | Hexagon V56              | max. 21 MP egy kamera; videórögzítés: 4K@30fps                                                                          | LPDDR3 kétcsatornás 32 bites (64 bites) 933 MHz (14,9 GB/s)                  | X9 LTE (letöltés: Cat 7, max. 300 Mbit/s; feltöltés: Cat 13, max. 150 Mbit/s)                                                                                      | Bluetooth Smart 4.1, VIVE 1-stream 802.11ac Wi-Fi, IZat Gen8C GNSS; USB 2.0               | 3.0 | 2016. október 18.    | 2016 Q4            |
| SDM660                | Snapdragon 660                            | 14 nm (Samsung 14LPP) | 4 + 4 mag, (2,2 GHz Kryo 260 Gold – Cortex-A73 + 1,84 GHz Kryo 260 Silver – Cortex-A53) | Adreno 512 647 MHz (165,6 GFLOPS FP32-ben)  | Hexagon 680              | Spectra 160 (48 MP egy kamera / 16 MP két kamera; videórögzítés: 4K@30fps)                                              | LPDDR4X kétcsatornás 16 bites (32 bites) 1866 MHz (14,9 GB/s)                | X12 LTE (letöltés: Cat 12, max. 600 Mbit/s; feltöltés: Cat 13, max. 150 Mbit/s)                                                                                    | Bluetooth 5, 802.11ac Wi-Fi, NFC, USB 3.1                                                 | 4.0 | 2017. május 8.       | 2017 Q2            |
| SDA660                | Snapdragon 660                            | 14 nm (Samsung 14LPP) | 4 + 4 mag, (2,2 GHz Kryo 260 Gold – Cortex-A73 + 1,84 GHz Kryo 260 Silver – Cortex-A53) | Adreno 512 647 MHz (165,6 GFLOPS FP32-ben)  | Hexagon 680              | Spectra 160 (48 MP egy kamera / 16 MP két kamera; videórögzítés: 4K@30fps)                                              | LPDDR4X kétcsatornás 16 bites (32 bites) 1866 MHz (14,9 GB/s)                | belső: nincs | Bluetooth 5, 802.11ac Wi-Fi, NFC, USB 3.1                                                 | 4.0 | 2017. május 8.       | 2017 Q2            |
| SM6115                | Snapdragon 662                            | 11 nm (Samsung 11LPP) | 4 + 4 mag, (2,0 GHz Kryo 260 Gold – Cortex-A73 + 1,8 GHz Kryo 260 Silver – Cortex-A53)  | Adreno 610 950 MHz (243,2 GFLOPS FP32-ben)  | Hexagon 683              | Spectra 340T (48 MP egy kamera / 13 MP két kamera; videórögzítés: 1080p@60fps)                                          | LPDDR3 933 MHz LPDDR4X kétcsatornás 16 bites (32 bites) 1866 MHz (14,9 GB/s) | X11 LTE (Cat 13: letöltés max. 390 Mbit/s, feltöltés max. 150 Mbit/s)                                                                                              | FastConnect 6100, Bluetooth 5.1, NFC, Wi-Fi 802.11ac Wave 2, 802.11ax-ready, NavIC, USB C | 3.0 | 2020. január 20.     | 2020 Q1            |
| SM6125                | Snapdragon 665                            | 11 nm (Samsung 11LPP) | 4 + 4 mag, (2,0 GHz Kryo 260 Gold – Cortex-A73 + 1,8 GHz Kryo 260 Silver – Cortex-A53)  | Adreno 610 950 MHz (243,2 GFLOPS FP32-ben)  | Hexagon 686 (3.3 TOPS)   | Spectra 165 (48 MP egy kamera / 16 MP két kamera; videórögzítés: 4K@30fps)                                              | LPDDR3 933 MHz LPDDR4X kétcsatornás 16 bites (32 bites) 1866 MHz (14,9 GB/s) | X12 LTE (letöltés: Cat 12, max. 600 Mbit/s; feltöltés: Cat 13, max. 150 Mbit/s)                                                                                    | Bluetooth 5.1, Wi-Fi 802.11ac, NFC, USB 3.1                                               | 3.0 | 2019. április 9.     | 2019 Q2            |
| SDM670                | Snapdragon 670                            | 10 nm (Samsung 10LPP) | 2 + 6 mag, (2,0 GHz Kryo 360 Gold – Cortex-A75 + 1,7 GHz Kryo 360 Silver – Cortex-A55)  | Adreno 615 430 MHz (220,2 GFLOPS FP32-ben)  | Hexagon 685 (3 TOPS)     | Spectra 250 (192 MP egy kamera / 16 MP két kamera ZSL-lel; videórögzítés: 4K@30fps)                                     | LPDDR4X kétcsatornás 16 bites (32 bites) 1866 MHz (14,9 GB/s)                | X12 LTE (letöltés: Cat 12, max. 600 Mbit/s; feltöltés: Cat 13, max. 150 Mbit/s)                                                                                    | Bluetooth 5, 802.11ac Wi-Fi, NFC, USB 3.1                                                 | 4+  | 2018. augusztus 8.   | 2018 Q3            |
| SM6150                | Snapdragon 675                            | 11 nm (Samsung 11LPP) | 2 + 6 mag, (2,0 GHz Kryo 460 Gold – Cortex-A76 + 1,7 GHz Kryo 460 Silver – Cortex-A55)  | Adreno 612 845 MHz (216,3 GFLOPS FP32-ben)  | Hexagon 685 (3 TOPS)     | Spectra 250L (192 MP egy kamera / 16 MP két kamera ZSL-lel; videórögzítés: 4K@30fps)                                    | LPDDR4X kétcsatornás 16 bites (32 bites) 1866 MHz (14,9 GB/s)                | X12 LTE (letöltés: Cat 12, max. 600 Mbit/s; feltöltés: Cat 13, max. 150 Mbit/s)                                                                                    | Bluetooth 5, 802.11ac Wi-Fi, NFC, USB 3.1                                                 | 4+  | 2018. október 22.    | 2019 Q1            |
| SM6150- AC            | Snapdragon 678                            | 11 nm (Samsung 11LPP) | 2 + 6 mag, (2,2 GHz Kryo 460 Gold – Cortex-A76 + 1,7 GHz Kryo 460 Silver – Cortex-A55)  | Adreno 612 895 MHz (229,1 GFLOPS FP32-ben)  | Hexagon 685 (3 TOPS)     | Spectra 250L (192 MP egy kamera / 16 MP két kamera ZSL-lel; videórögzítés: 4K@30fps)                                    | LPDDR4X kétcsatornás 16 bites (32 bites) 1866 MHz (14,9 GB/s)                | X12 LTE (letöltés: Cat 12, max. 600 Mbit/s; feltöltés: Cat 13, max. 150 Mbit/s)                                                                                    | Bluetooth 5, 802.11ac Wi-Fi, NFC, USB 3.1                                                 | 4+  | 2020. december 15.   | 2020 Q4            |
| SM6225                | Snapdragon 680                            | 6 nm (TSMC N6)        | 4 + 4 mag, (2,4 GHz Kryo 265 Gold – Cortex-A73 + 1,9 GHz Kryo 265 Silver – Cortex-A53)  | Adreno 610 1114 MHz (285,2 GFLOPS FP32-ben) | Hexagon 686 (3.3 TOPS)   | Spectra 346 (64 MP egy kamera / 16 MP két kamera ZSL-lel / 13+13+5 MP három kamera ZSL-lel; videórögzítés: 1080p@60fps) | LPDDR4X kétcsatornás 16 bites (32 bites) 2133 MHz (17 GB/s)                  | X11 LTE (Cat 13: letöltés max. 390 Mbit/s, feltöltés max. 150 Mbit/s)                                                                                              | FastConnect 6100, Bluetooth 5.1, Wi-Fi 802.11ac Wave 2, NFC, NavIC, USB C                 | 3.0 | 2021. október 26.    | 2021 Q4            |
| SM6225- AD            | Snapdragon 685                            | 6 nm (TSMC N6)        | 4 + 4 mag, (2,8 GHz Kryo 265 Gold – Cortex-A73 + 1,9 GHz Kryo 265 Silver – Cortex-A53)  | Adreno 610 1260 MHz (322,6 GFLOPS FP32-ben) | Hexagon 686 (3.3 TOPS)   | Spectra (108 MP egy kamera / 16 MP két kamera ZSL-lel / 13+13+5 MP három kamera ZSL-lel; videórögzítés: 1080p@60fps)    | LPDDR4X kétcsatornás 16 bites (32 bites) 2133 MHz (17 GB/s)                  | X11 LTE (Cat 13: letöltés max. 390 Mbit/s, feltöltés max. 150 Mbit/s)                                                                                              | FastConnect 6200, Bluetooth 5.2, Wi-Fi 802.1ac 1x1, USB 3.1                               | 3.0 | 2023. március 23.    | 2023 Q1            |
| SM6350                | Snapdragon 690                            | 8 nm (Samsung 8LPP)   | 2 + 6 mag, (2,0 GHz Kryo 560 Gold – Cortex-A77 + 1,7 GHz Kryo 560 Silver – Cortex-A55)  | Adreno 619L 565 MHz (289,3 GFLOPS FP32-ben) | Hexagon 692 (5 TOPS)     | Spectra 355L (192 MP egy kamera / 32+16 MP két kamera ZSL-lel; videórögzítés: 4K@30fps HDR)                             | LPDDR4X kétcsatornás 16 bites (32 bites) 1866 MHz (14,9 GB/s)                | belső X51 5G (5G NR Sub-6: letöltés max. 2,5 Gbit/s, feltöltés max. 900 Mbit/s; LTE Cat 18: letöltés max. 1,2 Gbit/s, feltöltés max. 210 Mbit/s)                   | FastConnect 6200, Bluetooth 5.1, 802.11ac/ax 2x2 (MU-MIMO), NFC, USB 3.1                  | 4+  | 2020. június 16.     | 2020 második fele  |
| SM6375                | Snapdragon 695                            | 6 nm (TSMC N6)        | 2 + 6 mag, (2,2 GHz Kryo 660 Gold – Cortex-A78 + 1,8 GHz Kryo 660 Silver – Cortex-A55)  | Adreno 619 840 MHz (430,1 GFLOPS FP32-ben)  | Hexagon 686 (3,3 TOPS)   | Spectra 346T (108 MP egy kamera / 25+13 MP két kamera ZSL-lel / 13 MP három kamera ZSL-lel; videórögzítés: 1080p@60fps) | LPDDR4X kétcsatornás 16 bites (32 bites) 2133 MHz (17 GB/s)                  | belső X51 5G (5G NR Sub-6 & mmWave: letöltés max. 2,5 Gbit/s, feltöltés max. 1,5 Gbit/s; LTE: letöltés Cat 15, max. 800 Mbit/s, feltöltés Cat 18, max. 210 Mbit/s) | FastConnect 6200, Bluetooth 5.2, 802.11ac 2x2 (MU-MIMO), NFC, USB C                       | 4+  | 2021. október 26.    | 2021 Q4            |

### Snapdragon 6 (2022–jelen)
| Modellszám | terméknév           | fab                   | CPU (mag/frek.)                                                                 | GPU                                                                              | DSP     | képjelfeldolgozó processzor (ISP) | memóriatechnológia | modem | kapcsolódási lehetőségek | QC  | bejelentés ideje    | minták megjelenése |
| ---------- | ------------------- | --------------------- | ------------------------------------------------------------------------------- | -------------------------------------------------------------------------------- | ------- | --- | --- | --- | --- | --- | ------------------- | ------------------ |
| SM6450     | Snapdragon 6 Gen 1  | 4 nm (Samsung 4LPX)   | Kryo 4 + 4 mag (2,2 GHz Cortex-A78 + 1,8 GHz Cortex-A55)                        | Adreno 710 676 MHz (346,1 GFLOPS FP32-ben)                                       | Hexagon | Spectra (200 MP fénykép / 48 MP egy kamera ZSL-lel / 25+16 MP két kamera ZSL-lel / 13 MP három kamera ZSL-lel; videórögzítés: 4K@30fps HDR) | LPDDR5 kétcsatornás 16 bites (32 bites) 2750 MHz (22 GB/s)                                                                      | belső: X62 5G (5G NR Sub-6 & mmWave: letöltés max. 2,9 Gbit/s, feltöltés max. 1,6 Gbit/s; LTE Cat 18: letöltés max. 1,2 Gbit/s, feltöltés max. 210 Mbit/s)         | FastConnect 6700; Bluetooth 5.2; 802.11a/b/g/n/ac/ax (Wi-Fi 6E) 2x2 (MU-MIMO) max. 2,9 Gbit/s; GPS, GLONASS, NavIC, Beidou, Galileo, QZSS; USB 3.1 | 4+  | 2022. szeptember 6. | 2023 Q1            |
| SM6115-AC  | Snapdragon 6s Gen 1 | 11 nm (Samsung 11LPP) | Kryo 4 + 4 mag (2,1 GHz Cortex-A73 + 2,0 GHz Cortex-A53)                        | Adreno 610 1050 MHz (268,8 GFLOPS FP32-ben)                                      | Hexagon | Spectra (48 MP egy kamera / 13 MP két kamera ZSL-lel; videórögzítés: 1080p@60fps)                                                           | LPDDR3 max. 933 MHz / LPDDR4X kétcsatornás 16 bites (32 bites) 2133 MHz (17 GB/s)                                               | X11 LTE (Cat 13: letöltés max. 390 Mbit/s, feltöltés max. 150 Mbit/s)                                                                                              | FastConnect 6100, Bluetooth 5.1, Wi-Fi 802.11a/b/g/n, 802.11ac Wave 2, 802.11ax-ready, USB C                                                       | 3.0 | 2024. augusztus 9.  | 2024 Q3            |
| SM6475-AB  | Snapdragon 6 Gen 3  | 4 nm (Samsung 4LPX)   | Kryo 4 + 4 mag, (2,4 GHz Cortex-A78 + 1,8 GHz Cortex-A55)                       | Adreno 710 940 MHz (481,3 GFLOPS FP32-ben) vagy 1010 MHz (517,1 GFLOPS FP32-ben) | Hexagon | Spectra (200 MP fénykép / 48 MP egy kamera ZSL-lel / 32+16 MP két kamera ZSL-lel / 16 MP három kamera ZSL-lel; videórögzítés: 4K@30fps HDR) | LPDDR4X kétcsatornás 16 bites (32 bites) 2133 MHz (17,0 GB/s) vagy LPDDR5 kétcsatornás 16 bites (32 bites) 3200 MHz (25,6 GB/s) | belső: X62 5G (5G NR Sub-6 & mmWave: letöltés max. 2,9 Gbit/s, feltöltés max. 1,6 Gbit/s; LTE Cat 18: letöltés max. 1,2 Gbit/s, feltöltés max. 210 Mbit/s)         | FastConnect 6700; Bluetooth 5.2; 802.11a/b/g/n/ac/ax (Wi-Fi 6E) 2x2 (MU-MIMO) max. 2,9 Gbit/s; GPS, GLONASS, NavIC, Beidou, Galileo, QZSS; USB 3.1 | 4+  | 2024. augusztus 31. | 2024 Q3            |
| SM6375-AC  | Snapdragon 6s Gen 3 | 6 nm (TSMC N6)        | Kryo 2 + 6 mag (2,3 GHz Cortex-A78 + 2,0 GHz Cortex-A55)                        | Adreno 619 900 MHz (460,8 GFLOPS FP32-ben)                                       | Hexagon | Spectra (108 MP egy kamera / 25+13 MP két kamera ZSL-lel / 13 MP három kamera ZSL-lel; videórögzítés: 1080p@60fps)                          | LPDDR4X kétcsatornás 16 bites (32 bites) 2133 MHz (17 GB/s)                                                                     | belső X51 5G (5G NR Sub-6 & mmWave: letöltés max. 2,5 Gbit/s, feltöltés max. 1,5 Gbit/s; LTE: letöltés Cat 15, max. 800 Mbit/s, feltöltés Cat 18, max. 210 Mbit/s) | FastConnect 6200, Bluetooth 5.2, 802.11a/b/g/n/ac 2x2 (MU-MIMO), USB C                                                                             | 4+  | 2024. június 6.     | 2024 Q2            |
| SM6650     | Snapdragon 6 Gen 4  | 4 nm (TSMC N4P)       | Kryo (1× 2,3 GHz Cortex-A720 + 3× 2,2 GHz Cortex-A720 + 4× 1,8 GHz Cortex-A520) | Adreno 810 895 MHz (458,2 GFLOPS FP32-ben)                                       | Hexagon | Spectra (200 MP fénykép / 64 MP egy kamera ZSL-lel / 32+16 MP két kamera ZSL-lel / 16 MP három kamera ZSL-lel; videórögzítés: 4K@30fps HDR) | LPDDR4X kétcsatornás 16 bites (32 bites) 2133 MHz (17,0 GB/s) vagy LPDDR5 kétcsatornás 16 bites (32 bites) 3200 MHz (25,6 GB/s) | belső: X62 5G (5G NR Sub-6 & mmWave: letöltés max. 2,9 Gbit/s, feltöltés max. 1,6 Gbit/s; LTE Cat 18: letöltés max. 1,2 Gbit/s, feltöltés max. 210 Mbit/s)         | FastConnect 6700; Bluetooth 5.4; 802.11a/b/g/n/ac/ax (Wi-Fi 6E) 2x2 (MU-MIMO) max. 2,9 Gbit/s; GPS, GLONASS, NavIC, Beidou, Galileo, QZSS; USB 3.1 | 4+  | 2025. február 12.   | 2025 Q1            |

## Snapdragon 7 sorozat
2018. február 27-én a Qualcomm bevezette a Snapdragon 7 Mobile Platform sorozatot. Ez egy felső középkategóriás egylapkás rendszer (SoC), amelyet arra terveztek, hogy áthidalja  a 6-os és a 8-as sorozat közötti rést, és elsősorban prémium középkategóriás eszközöket célozza.

### Snapdragon 700 sorozat (2018–2022)
| Modellszám | terméknév        | fab                   | CPU (ARMv8.2) | GPU                                         | DSP                    | képjelfeldolgozó processzor (ISP) | memóriatechnológia                                            | modem | kapcsolódási lehetőségek | QC | bejelentés ideje     | minták megjelenése |
| ---------- | ---------------- | --------------------- | --- | ------------------------------------------- | ---------------------- | --- | ------------------------------------------------------------- | --- | --- | -- | -------------------- | ------------------ |
| SDM710     | Snapdragon 710   | 10 nm (Samsung 10LPP) | 2 + 6 mag, (2,2 GHz Kryo 360 Gold – Cortex-A75 + 1,7 GHz Kryo 360 Silver – Cortex-A55)                                   | Adreno 616 504 MHz (258 GFLOPS FP32-ben)    | Hexagon 685 (3 TOPS)   | Spectra 250 (192 MP egy kamera / 16 MP két kamera ZSL-lel; videórögzítés: 4K@30fps)                                                              | LPDDR4X kétcsatornás 16 bites (32 bites) 1866 MHz (14,9 GB/s) | X15 LTE (letöltés: Cat 15, max. 800 Mbit/s; feltöltés: Cat 13, max. 150 Mbit/s)                                                                            | Bluetooth 5.0; NFC; 802.11ac 2x2 (MU-MIMO) Wi-Fi max. 867 Mbit/s; GPS, GLONASS, Beidou, Galileo, QZSS, SBAS; USB 3.1                             | 4  | 2018. május 23.      | 2018 Q2            |
| SDM712     | Snapdragon 712   | 10 nm (Samsung 10LPP) | 2 + 6 mag, (2,3 GHz Kryo 360 Gold – Cortex-A75 + 1,7 GHz Kryo 360 Silver – Cortex-A55)                                   | Adreno 616 610 MHz (312,3 GFLOPS FP32-ben)  | Hexagon 685 (3 TOPS)   | Spectra 250 (192 MP egy kamera / 16 MP két kamera ZSL-lel; videórögzítés: 4K@30fps)                                                              | LPDDR4X kétcsatornás 16 bites (32 bites) 1866 MHz (14,9 GB/s) | X15 LTE (letöltés: Cat 15, max. 800 Mbit/s; feltöltés: Cat 13, max. 150 Mbit/s)                                                                            | Bluetooth 5.0; NFC; 802.11ac 2x2 (MU-MIMO) Wi-Fi max. 867 Mbit/s; GPS, GLONASS, Beidou, Galileo, QZSS, SBAS; USB 3.1                             | 4+ | 2019. február 6.     | 2019 Q1            |
| SM7125     | Snapdragon 720G  | 8 nm (Samsung 8LPP)   | 2 + 6 mag, (2,3 GHz Kryo 465 Gold – Cortex-A76 + 1,8 GHz Kryo 465 Silver – Cortex-A55)                                   | Adreno 618 750 MHz (384 GFLOPS FP32-ben)    | Hexagon 692 (5 TOPS)   | Spectra 350L (192 MP egy kamera / 16 MP két kamera ZSL-lel; videórögzítés: 4K@30fps)                                                             | LPDDR4X kétcsatornás 16 bites (32 bites) 1866 MHz (14,9 GB/s) | X15 LTE (letöltés: Cat 15, max. 800 Mbit/s; feltöltés: Cat 13, max. 150 Mbit/s)                                                                            | FastConnect 6200; Bluetooth 5.1; NFC; 802.11ac/ax 2x2 (MU-MIMO) Wi-Fi max. 867 Mbit/s; GPS, GLONASS, Beidou, Galileo, QZSS, SBAS, NavIC; USB 3.1 | 4+ | 2020. január 20.     | 2020 Q1            |
| SM7150-AA  | Snapdragon 730   | 8 nm (Samsung 8LPP)   | 2 + 6 mag, (2,2 GHz Kryo 470 Gold – Cortex-A76 + 1,8 GHz Kryo 470 Silver – Cortex-A55)                                   | Adreno 618 610 MHz (312,3 GFLOPS FP32-ben)  | Hexagon 688 (3.6 TOPs) | Spectra 350 (192 MP egy kamera / 22 MP két kamera ZSL-lel; videórögzítés: 4K@30fps HDR)                                                          | LPDDR4X kétcsatornás 16 bites (32 bites) 1866 MHz (14,9 GB/s) | X15 LTE (letöltés: Cat 15, max. 800 Mbit/s; feltöltés: Cat 13, max. 150 Mbit/s)                                                                            | FastConnect 6200; Bluetooth 5.0; NFC; 802.11ac/ax 2x2 (MU-MIMO) Wi-Fi max. 867 Mbit/s; GPS, GLONASS, Beidou, Galileo, QZSS, SBAS; USB 3.1        | 4+ | 2019. április 9.     | 2019 Q2            |
| SM7150-AB  | Snapdragon 730G  | 8 nm (Samsung 8LPP)   | 2 + 6 mag, (2,2 GHz Kryo 470 Gold – Cortex-A76 + 1,8 GHz Kryo 470 Silver – Cortex-A55)                                   | Adreno 618 700 MHz (358,4 GFLOPS FP32-ben)  | Hexagon 688 (3.6 TOPs) | Spectra 350 (192 MP egy kamera / 22 MP két kamera ZSL-lel; videórögzítés: 4K@30fps HDR)                                                          | LPDDR4X kétcsatornás 16 bites (32 bites) 1866 MHz (14,9 GB/s) | X15 LTE (letöltés: Cat 15, max. 800 Mbit/s; feltöltés: Cat 13, max. 150 Mbit/s)                                                                            | FastConnect 6200; Bluetooth 5.0; NFC; 802.11ac/ax 2x2 (MU-MIMO) Wi-Fi max. 867 Mbit/s; GPS, GLONASS, Beidou, Galileo, QZSS, SBAS; USB 3.1        | 4+ | 2019. április 9.     | 2019 Q2            |
| SM7150-AC  | Snapdragon 732G  | 8 nm (Samsung 8LPP)   | 2 + 6 mag, (2,3 GHz Kryo 470 Gold – Cortex-A76 + 1,8 GHz Kryo 470 Silver – Cortex-A55)                                   | Adreno 618 800 MHz (409,6 GFLOPS FP32-ben)  | Hexagon 688 (3.6 TOPs) | Spectra 350 (192 MP egy kamera / 22 MP két kamera ZSL-lel; videórögzítés: 4K@30fps HDR)                                                          | LPDDR4X kétcsatornás 16 bites (32 bites) 1866 MHz (14,9 GB/s) | X15 LTE (letöltés: Cat 15, max. 800 Mbit/s; feltöltés: Cat 13, max. 150 Mbit/s)                                                                            | FastConnect 6200; Bluetooth 5.1; NFC; 802.11ac/ax 2x2 (MU-MIMO) Wi-Fi max. 867 Mbit/s; GPS, GLONASS, Beidou, Galileo, QZSS, SBAS; USB 3.1        | 4+ | 2020. augusztus 31.  | 2020 Q3            |
| SM7225     | Snapdragon 750G  | 8 nm (Samsung 8LPP)   | 2 + 6 mag, (2,2 GHz Kryo 570 Gold – Cortex-A77 + 1,8 GHz Kryo 570 Silver – Cortex-A55)                                   | Adreno 619 800 MHz (409,6 GFLOPS FP32-ben)  | Hexagon 694 (4.7 TOPs) | Spectra 355L (192 MP egy kamera / 32+16 MP két kamera ZSL-lel; videórögzítés: 4K@30fps HDR)                                                      | LPDDR4X kétcsatornás 16 bites (32 bites), 2133 MHz (17 GB/s)  | belső X52 5G (5G NR Sub-6 & mmWave: letöltés max. 3,7 Gbit/s, feltöltés max. 1,6 Gbit/s; LTE Cat 18: letöltés max. 1,2 Gbit/s, feltöltés max. 210 Mbit/s)  | FastConnect 6200; Bluetooth 5.1; NFC; 802.11ac/ax-ready 2x2 (MU-MIMO); GPS, GLONASS, NavIC, Beidou, Galileo, QZSS, SBAS; USB 3.1                 | 4+ | 2020. szeptember 22. | 2020 Q4            |
| SM7250-AA  | Snapdragon 765   | 7 nm (Samsung 7LPP)   | 1x 2,3 GHz Kryo 475 Prime (Cortex-A76) + 1x 2,2 GHz Kryo 475 Gold (Cortex-A76) + 6x 1,8 GHz Kryo 475 Silver (Cortex-A55) | Adreno 620 540 MHz (414,7 GFLOPS FP32-ben)  | Hexagon 696 (5.4 TOPs) | Spectra 355 (192 MP fénykép / 36 MP egy kamera ZSL-lel / 22 MP két kamera ZSL-lel; videórögzítés: 4K@30fps HDR)                                  | LPDDR4X kétcsatornás 16 bites (32 bites), 2133 MHz (17 GB/s)  | belső X52 5G (5G NR Sub-6 & mmWave: letöltés max. 3,7 Gbit/s, feltöltés max. 1,6 Gbit/s; LTE Cat 18: letöltés max. 1,2 Gbit/s, feltöltés max. 210 Mbit/s)  | FastConnect 6200; Bluetooth 5.0; NFC; 802.11ac/ax 2x2 (MU-MIMO) max. 867 Mbit/s; GPS, GLONASS, NavIC, Beidou, Galileo, QZSS, SBAS; USB 3.1       | 4+ | 2019. december 4.    | 2020 Q1            |
| SM7250-AB  | Snapdragon 765G  | 7 nm (Samsung 7LPP)   | 1x 2,4 GHz Kryo 475 Prime (Cortex-A76) + 1x 2,2 GHz Kryo 475 Gold (Cortex-A76) + 6x 1,8 GHz Kryo 475 Silver (Cortex-A55) | Adreno 620 625 MHz (480 GFLOPS FP32-ben)    | Hexagon 696 (5.4 TOPs) | Spectra 355 (192 MP fénykép / 36 MP egy kamera ZSL-lel / 22 MP két kamera ZSL-lel; videórögzítés: 4K@30fps HDR)                                  | LPDDR4X kétcsatornás 16 bites (32 bites), 2133 MHz (17 GB/s)  | belső X52 5G (5G NR Sub-6 & mmWave: letöltés max. 3,7 Gbit/s, feltöltés max. 1,6 Gbit/s; LTE Cat 18: letöltés max. 1,2 Gbit/s, feltöltés max. 210 Mbit/s)  | FastConnect 6200; Bluetooth 5.0; NFC; 802.11ac/ax 2x2 (MU-MIMO) max. 867 Mbit/s; GPS, GLONASS, NavIC, Beidou, Galileo, QZSS, SBAS; USB 3.1       | 4+ | 2019. december 4.    | 2020 Q1            |
| SM7250-AC  | Snapdragon 768G  | 7 nm (Samsung 7LPP)   | 1x 2,8 GHz Kryo 475 Prime (Cortex-A76) + 1x 2,4 GHz Kryo 475 Gold (Cortex-A76) + 6x 1,8 GHz Kryo 475 Silver (Cortex-A55) | Adreno 620 750 MHz (576 GFLOPS FP32-ben)    | Hexagon 696 (5.4 TOPs) | Spectra 355 (192 MP fénykép / 36 MP egy kamera ZSL-lel / 22 MP két kamera ZSL-lel; videórögzítés: 4K@30fps HDR)                                  | LPDDR4X kétcsatornás 16 bites (32 bites), 2133 MHz (17 GB/s)  | belső X52 5G (5G NR Sub-6 & mmWave: letöltés max. 3,7 Gbit/s, feltöltés max. 1,6 Gbit/s; LTE Cat 18: letöltés max. 1,2 Gbit/s, feltöltés max. 210 Mbit/s)  | FastConnect 6200; Bluetooth 5.2; NFC; 802.11ac/ax 2x2 (MU-MIMO) max. 867 Mbit/s; GPS, GLONASS, NavIC, Beidou, Galileo, QZSS, SBAS; USB 3.1       | 4+ | 2020. május 10.      | 2020 Q2            |
| SM7325     | Snapdragon 778G  | 6 nm (TSMC N6)        | 1x 2,4 GHz Kryo 670 Prime (Cortex-A78) + 3x 2,4 GHz Kryo 670 Gold (Cortex-A78) + 4x 1,8 GHz Kryo 670 Silver (Cortex-A55) | Adreno 642L 550 MHz (563,2 GFLOPS FP32-ben) | Hexagon 770 (12 TOPs)  | Spectra 570L (200 MP fénykép / 64 MP egy kamera ZSL-lel / 36+22 MP két kamera ZSL-lel / 22 MP három kamera ZSL-lel; videórögzítés: 4K@30fps HDR) | LPDDR5 kétcsatornás 16 bites (32 bites) 3200 MHz (25,6 GB/s)  | belső: X53 5G (5G NR Sub-6 & mmWave: letöltés max. 3,7 Gbit/s, feltöltés max. 1,6 Gbit/s; LTE Cat 18: letöltés max. 1,2 Gbit/s, feltöltés max. 210 Mbit/s) | FastConnect 6700; Bluetooth 5.2; 802.11ac/ax (Wi-Fi 6E) 2x2 (MU-MIMO) max. 2,9 Gbit/s; GPS, GLONASS, NavIC, Beidou, Galileo, QZSS; USB 3.1       | 4+ | 2021. május 19.      | 2021 Q2            |
| SM7325-AE  | Snapdragon 778G+ | 6 nm (TSMC N6)        | 1x 2,5 GHz Kryo 670 Prime (Cortex-A78) + 3x 2,4 GHz Kryo 670 Gold (Cortex-A78) + 4x 1,8 GHz Kryo 670 Silver (Cortex-A55) | Adreno 642L 608 MHz (622,6 GFLOPS FP32-ben) | Hexagon 770 (12 TOPs)  | Spectra 570L (200 MP fénykép / 64 MP egy kamera ZSL-lel / 36+22 MP két kamera ZSL-lel / 22 MP három kamera ZSL-lel; videórögzítés: 4K@30fps HDR) | LPDDR5 kétcsatornás 16 bites (32 bites) 3200 MHz (25,6 GB/s)  | belső: X53 5G (5G NR Sub-6 & mmWave: letöltés max. 3,7 Gbit/s, feltöltés max. 1,6 Gbit/s; LTE Cat 18: letöltés max. 1,2 Gbit/s, feltöltés max. 210 Mbit/s) | FastConnect 6700; Bluetooth 5.2; 802.11ac/ax (Wi-Fi 6E) 2x2 (MU-MIMO) max. 2,9 Gbit/s; GPS, GLONASS, NavIC, Beidou, Galileo, QZSS; USB 3.1       | 4+ | 2021. október 26.    | 2021 Q4            |
| SM7350-AB  | Snapdragon 780G  | 5 nm (Samsung 5LPE)   | 1x 2,4 GHz Kryo 670 Prime (Cortex-A78) + 3x 2,2 GHz Kryo 670 Gold (Cortex-A78) + 4x 1,9 GHz Kryo 670 Silver (Cortex-A55) | Adreno 642 490 MHz (752,6 GFLOPS FP32-ben)  | Hexagon 770 (12 TOPs)  | Spectra 570 (192 MP fénykép / 84 MP egy kamera ZSL-lel / 64+20 MP két kamera ZSL-lel / 25 MP három kamera ZSL-lel; videórögzítés: 4K@30fps HDR)  | LPDDR4X kétcsatornás 16 bites (32 bites) 2133 MHz (17 GB/s)   | belső: X53 5G (5G NR Sub-6: letöltés max. 3,3 Gbit/s, feltöltés max. 1,6 Gbit/s; LTE Cat 18: letöltés max. 1,2 Gbit/s, feltöltés max. 210 Mbit/s)          | FastConnect 6900; Bluetooth 5.2; 802.11ac/ax (Wi-Fi 6E) 2x2 (MU-MIMO) max. 3,6 Gbit/s; GPS, GLONASS, NavIC, Beidou, Galileo, QZSS; USB 3.1       | 4+ | 2021. március 25.    | 2021 Q1            |
| SM7325-AF  | Snapdragon 782G  | 6 nm (TSMC N6)        | 1x 2,7 GHz Kryo 670 Prime (Cortex-A78) + 3x 2,4 GHz Kryo 670 Gold (Cortex-A78) + 4x 1,8 GHz Kryo 670 Silver (Cortex-A55) | Adreno 642L 719 MHz (736,3 GFLOPS FP32-ben) | Hexagon 770 (12 TOPs)  | Spectra 570L (200 MP fénykép / 64 MP egy kamera ZSL-lel / 36+22 MP két kamera ZSL-lel / 22 MP három kamera ZSL-lel; videórögzítés: 4K@30fps HDR) | LPDDR5 kétcsatornás 16 bites (32 bites) 3200 MHz (25,6 GB/s)  | belső: X53 5G (5G NR Sub-6 & mmWave: letöltés max. 3,7 Gbit/s, feltöltés max. 1,6 Gbit/s; LTE Cat 18: letöltés max. 1,2 Gbit/s, feltöltés max. 210 Mbit/s) | FastConnect 6700; Bluetooth 5.2; 802.11ac/ax (Wi-Fi 6) 2x2 (MU-MIMO) max. 2,9 Gbit/s; GPS, GLONASS, NavIC, Beidou, Galileo, QZSS; USB 3.1        | 4+ | 2022. november 23.   | 2022 Q4            |

### Snapdragon 7 (2022–jelen)
| Modellszám | terméknév           | fab                 | lapkaméret | CPU (mag/frek.)                                                                                                | GPU                                         | DSP     | képjelfeldolgozó processzor (ISP) | memóriatechnológia | modem | kapcsolódási lehetőségek | QC | bejelentés ideje     | minták megjelenése |
| ---------- | ------------------- | ------------------- | ---------- | --- | ------------------------------------------- | ------- | --- | --- | --- | --- | -- | -------------------- | ------------------ |
| SM7450-AB  | Snapdragon 7 Gen 1  | 4 nm (Samsung 4LPX) | 77,8 mm2   | Kryo (1× 2,4 GHz {2,5 GHz Accelerated Edition} Cortex-A710 + 3× 2,36 GHz Cortex-A710 + 4× 1,8 GHz Cortex-A510) | Adreno 644 443 MHz (680,4 GFLOPS FP32-ben)  | Hexagon | Spectra (200 MP fénykép / 84 MP egy kamera ZSL-lel / 64+20 MP két kamera ZSL-lel / 25 MP három kamera ZSL-lel; videórögzítés: 4K@30fps HDR)  | LPDDR5 kétcsatornás 16 bites (32 bites) 3200 MHz (25,6 GB/s) | belső: X62 5G (5G NR Sub-6 & mmWave: letöltés max. 4,4 Gbit/s, feltöltés max. 1,6 Gbit/s; LTE Cat 18: letöltés max. 1,2 Gbit/s, feltöltés max. 210 Mbit/s) | FastConnect 6700; Bluetooth 5.2; 802.11a/b/g/n/ac/ax (Wi-Fi 6E) 2x2 (MU-MIMO) max. 2,9 Gbit/s; GPS, GLONASS, NavIC, Beidou, Galileo, QZSS; USB 3.1   | 4+ | 2022. május 20.      | 2022 Q2            |
| SM7475-AB  | Snapdragon 7+ Gen 2 | 4 nm (TSMC N4)      | 102,6 mm2  | Kryo (1× 2,91 GHz Cortex-X2 + 3× 2,49 GHz Cortex-A710 + 4× 1,8 GHz Cortex-A510)                                | Adreno 725 580 MHz (1187,8 GFLOPS FP32-ben) | Hexagon | Spectra (200 MP fénykép / 108 MP egy kamera ZSL-lel / 64+36 MP két kamera ZSL-lel / 32 MP három kamera ZSL-lel; videórögzítés: 4K@60fps HDR) | LPDDR5 négycsatornás 16 bites (64 bites) 3200 MHz (51,2 GB/s) | belső: X62 5G (5G NR Sub-6 & mmWave: letöltés max. 4,4 Gbit/s, feltöltés max. 1,6 Gbit/s; LTE Cat 18: letöltés max. 1,2 Gbit/s, feltöltés max. 210 Mbit/s) | FastConnect 6900; Bluetooth 5.3; 802.11a/b/g/n/ac/ax (Wi-Fi 6E) 2x2 (MU-MIMO) max. 3,6 Gbit/s; GPS, GLONASS, NavIC, Beidou, Galileo, QZSS; USB 3.1   | 5  | 2023. március 17.    | 2023 Q1            |
| SM7435-AB  | Snapdragon 7s Gen 2 | 4 nm (Samsung 4LPX) |            | Kryo 4 + 4 mag (2,4 GHz Cortex-A78 + 1,95 GHz Cortex-A55)                                                      | Adreno 710 940 MHz (481,3 GFLOPS FP32-ben)  | Hexagon | Spectra (200 MP fénykép / 48 MP egy kamera ZSL-lel / 32+16 MP két kamera ZSL-lel / 16 MP három kamera ZSL-lel; videórögzítés: 4K@30fps HDR)  | LPDDR4X kétcsatornás 16 bites (32 bites) 2133 MHz (17,0 GB/s) vagy LPDDR5 kétcsatornás 16 bites (32 bites) 3200 MHz (25,6 GB/s)                                                                    | belső: X62 5G (5G NR Sub-6 & mmWave: letöltés max. 2,9 Gbit/s, feltöltés max. 1,6 Gbit/s; LTE Cat 18: letöltés max. 1,2 Gbit/s, feltöltés max. 210 Mbit/s) | FastConnect 6700; Bluetooth 5.2; 802.11a/b/g/n/ac/ax (Wi-Fi 6E) 2x2 (MU-MIMO) max. 2,9 Gbit/s; GPS, GLONASS, NavIC, Beidou, Galileo, QZSS; USB 3.1   | 4+ | 2023. szeptember 15. | 2023 Q3            |
| SM7550-AB  | Snapdragon 7 Gen 3  | 4 nm (TSMC N4P)     |            | Kryo (1× 2,63 GHz Cortex-A715 + 3× 2,4 GHz Cortex-A715 + 4× 1,8 GHz Cortex-A510)                               | Adreno 720 975 MHz (998,4 GFLOPS FP32-ben)  | Hexagon | Spectra (200 MP fénykép / 64 MP egy kamera ZSL-lel / 32+21 MP két kamera ZSL-lel / 21 MP három kamera ZSL-lel; videórögzítés: 4K@60fps HDR)  | LPDDR4X kétcsatornás 16 bites (32 bites) 2133 MHz (17,0 GB/s) vagy LPDDR5 kétcsatornás 16 bites (32 bites) 3200 MHz (25,6 GB/s)                                                                    | belső: X63 5G (5G NR Sub-6 & mmWave: letöltés max. 5 Gbit/s, feltöltés max. 3,5 Gbit/s)                                                                    | FastConnect 6700; Bluetooth 5.4; 802.11a/b/g/n/ac/ax (Wi-Fi 6E) 2x2 (MU-MIMO) max. 2,9 Gbit/s; GPS, GLONASS, NavIC, Beidou, Galileo, QZSS; USB 3.1   | 5  | 2023. november 17.   | 2023 Q4            |
| SM7675-AB  | Snapdragon 7+ Gen 3 | 4 nm (TSMC N4P)     |            | Kryo (1× 2,8 GHz Cortex-X4 + 4× 2,6 GHz Cortex-A720 + 3× 1,9 GHz Cortex-A520)                                  | Adreno 732 950 MHz (1459,2 GFLOPS FP32-ben) | Hexagon | Spectra (200 MP fénykép / 108 MP egy kamera ZSL-lel / 64+36 MP két kamera ZSL-lel / 36 MP három kamera ZSL-lel; videórögzítés: 4K@60fps HDR) | LPDDR5X négycsatornás 16 bites (64 bites) 4200 MHz (67,2 GB/s) | belső: X63 5G (5G NR Sub-6 & mmWave: letöltés max. 5 Gbit/s, feltöltés max. 3,5 Gbit/s)                                                                    | FastConnect 7800; Bluetooth 5.4; 802.11a/b/g/n/ac/ax/be (Wi-Fi 7) 2x2 (MU-MIMO) max. 5,8 Gbit/s; GPS, GLONASS, NavIC, Beidou, Galileo, QZSS; USB 3.1 | 5  | 2024. március 21.    | 2024 Q1            |
| SM7635     | Snapdragon 7s Gen 3 | 4 nm (TSMC N4P)     |            | Kryo (1× 2,5 GHz Cortex-A720 + 3× 2,4 GHz Cortex-A720 + 4× 1,8 GHz Cortex-A520)                                | Adreno 810 1050 MHz (537,6 GFLOPS FP32-ben) | Hexagon | Spectra (200 MP fénykép / 64 MP egy kamera ZSL-lel / 32+21 MP két kamera ZSL-lel / 21 MP három kamera ZSL-lel; videórögzítés: 4K@30fps HDR)  | LPDDR4X kétcsatornás 16 bites (32 bites) 2133 MHz (17,0 GB/s) vagy LPDDR5 kétcsatornás 16 bites (32 bites) 3200 MHz (25,6 GB/s)                                                                    | belső: X62 5G (5G NR Sub-6 & mmWave: letöltés max. 2,9 Gbit/s, feltöltés max. 1,6 Gbit/s; LTE Cat 18: letöltés max. 1,2 Gbit/s, feltöltés max. 210 Mbit/s) | FastConnect 6700; Bluetooth 5.4; 802.11a/b/g/n/ac/ax (Wi-Fi 6E) 2x2 (MU-MIMO) max. 2,9 Gbit/s; GPS, GLONASS, NavIC, Beidou, Galileo, QZSS; USB 3.1   | 4+ | 2024. augusztus 20.  | 2024 Q3            |
| SM7750-AB  | Snapdragon 7 Gen 4  | 4 nm (TSMC N4P)     |            | Kryo (1× 2,8 GHz Cortex-A720 + 4× 2,4 GHz Cortex-A720 + 3× 1,84 GHz Cortex-A520)                               | Adreno 722                                  | Hexagon | Spectra (200 MP fénykép / 64 MP egy kamera ZSL-lel / 32+21 MP két kamera ZSL-lel / 21 MP három kamera ZSL-lel; videórögzítés: 4K@30fps HDR)  | LPDDR4X kétcsatornás 16 bites (32 bites) 2133 MHz (17,0 GB/s) vagy LPDDR5 kétcsatornás 16 bites (32 bites) 3200 MHz (25,6 GB/s) vagy LPDDR5X kétcsatornás 16 bites (32 bites) 4200 MHz (33,6 GB/s) | belső (5G NR Sub-6: letöltés max. 4,2 Gbit/s) | FastConnect 7700; Bluetooth 6.0; 802.11a/b/g/n/ac/ax/be (Wi-Fi 7) 2x2 (MU-MIMO) max. 5,8 Gbit/s; GPS, GLONASS, NavIC, Beidou, Galileo, QZSS; USB 3.1 | 5  | 2025. május 15.      | 2025 Q2            |

## Snapdragon 8 sorozat
A Snapdragon 8 sorozat felső kategóriás egylapkás rendszer (SoC) és a Qualcomm aktuális zászlóshajója, amely az S4 Pro és a régebbi S1/S2/S3 sorozatot követi.

### Snapdragon 800 sorozat (2013–2021)
| Modellszám     | terméknév       | fab                          | lapkaméret | CPU | GPU                                                | DSP                      | képjelfeldolgozó processzor (ISP) | memóriatechnológia | modem | kapcsolódási lehetőségek | QC  | bejelentés ideje   | minták megjelenése |
| -------------- | --------------- | ---------------------------- | ---------- | --- | -------------------------------------------------- | ------------------------ | --- | --- | --- | --- | --- | ------------------ | ------------------ |
| APQ8074AA      | Snapdragon 800  | 28 nm (TSMC 28HPM)           | 118 mm2    | 4 mag 2,26 GHz Krait 400; 4 KiB + 4 KiB L0 gyorsítótár, 16 KiB + 16 KiB L1 gyorsítótár és 2 MiB L2 gyorsítótár | Adreno 330 450 MHz (115,2 GFLOPS FP32-ben)         | Hexagon QDSP6 V5 600 MHz | 21 MP egy kamera (videórögzítés: 4K@30fps) | LPDDR3 kétcsatornás 32 bites 800 MHz (12,8 GB/s)                                                                                 | N/A | Bluetooth 4.0 802.11ac (2,4/5 GHz); IZat Gen8B | 2.0 | 2013. január 8.    | 2013 Q2            |
| MSM8274AA      | Snapdragon 800  | 28 nm (TSMC 28HPM)           | 118 mm2    | 4 mag 2,26 GHz Krait 400; 4 KiB + 4 KiB L0 gyorsítótár, 16 KiB + 16 KiB L1 gyorsítótár és 2 MiB L2 gyorsítótár | Adreno 330 450 MHz (115,2 GFLOPS FP32-ben)         | Hexagon QDSP6 V5 600 MHz | 21 MP egy kamera (videórögzítés: 4K@30fps) | LPDDR3 kétcsatornás 32 bites 800 MHz (12,8 GB/s)                                                                                 | Gobi 3G (UMTS) | Bluetooth 4.0 802.11ac (2,4/5 GHz); IZat Gen8B | 2.0 | 2013. január 8.    | 2013 Q2            |
| MSM8674AA      | Snapdragon 800  | 28 nm (TSMC 28HPM)           | 118 mm2    | 4 mag 2,26 GHz Krait 400; 4 KiB + 4 KiB L0 gyorsítótár, 16 KiB + 16 KiB L1 gyorsítótár és 2 MiB L2 gyorsítótár | Adreno 330 450 MHz (115,2 GFLOPS FP32-ben)         | Hexagon QDSP6 V5 600 MHz | 21 MP egy kamera (videórögzítés: 4K@30fps) | LPDDR3 kétcsatornás 32 bites 800 MHz (12,8 GB/s)                                                                                 | Gobi 3G (CDMA, UMTS) | Bluetooth 4.0 802.11ac (2,4/5 GHz); IZat Gen8B | 2.0 | 2013. január 8.    | 2013 Q2            |
| MSM8974AA      | Snapdragon 800  | 28 nm (TSMC 28HPM)           | 118 mm2    | 4 mag 2,26 GHz Krait 400; 4 KiB + 4 KiB L0 gyorsítótár, 16 KiB + 16 KiB L1 gyorsítótár és 2 MiB L2 gyorsítótár | Adreno 330 450 MHz (115,2 GFLOPS FP32-ben)         | Hexagon QDSP6 V5 600 MHz | 21 MP egy kamera (videórögzítés: 4K@30fps) | LPDDR3 kétcsatornás 32 bites 800 MHz (12,8 GB/s)                                                                                 | Gobi 4G (LTE Cat 4: letöltés 150 Mbit/s, feltöltés 50 Mbit/s | Bluetooth 4.0 802.11ac (2,4/5 GHz); IZat Gen8B | 2.0 | 2013. január 8.    | 2013 Q2            |
| MSM8974AA v3   | Snapdragon 801  | 28 nm (TSMC 28HPM)           |            | 4 mag 2,26 GHz Krait 400; 4 KiB + 4 KiB L0 gyorsítótár, 16 KiB + 16 KiB L1 gyorsítótár és 2 MiB L2 gyorsítótár | Adreno 330 450 MHz (115,2 GFLOPS FP32-ben)         | Hexagon QDSP6 V5 600 MHz | 21 MP egy kamera (videórögzítés: 4K@30fps) | LPDDR3 kétcsatornás 32 bites 800 MHz (12,8 GB/s)                                                                                 | Gobi 4G (LTE Cat 4) | Bluetooth 4.0 802.11ac (2,4/5 GHz); IZat Gen8B | 2.0 | 2014. február 24.  | 2014 Q3            |
| APQ8074AB v3   | Snapdragon 801  | 28 nm (TSMC 28HPM)           |            | 4 mag 2,36 GHz Krait 400                                                                                       | Adreno 330 578 MHz (150 GFLOPS FP32-ben)           | Hexagon QDSP6 V5 600 MHz | 21 MP egy kamera (videórögzítés: 4K@30fps) | LPDDR3 kétcsatornás 32 bites 933 MHz (14,9 GB/s)                                                                                 | N/A | Bluetooth 4.0 802.11ac (2,4/5 GHz); IZat Gen8B | 2.0 | 2014. február 24.  | 2013 Q4            |
| MSM8274AB      | Snapdragon 800  | 28 nm (TSMC 28HPM)           | 118 mm2    | 4 mag 2,36 GHz Krait 400                                                                                       | Adreno 330 578 MHz (150 GFLOPS FP32-ben)           | Hexagon QDSP6 V5 600 MHz | 21 MP egy kamera (videórögzítés: 4K@30fps) | LPDDR3 kétcsatornás 32 bites 933 MHz (14,9 GB/s)                                                                                 | Gobi 3G (UMTS) | Bluetooth 4.0 802.11ac (2,4/5 GHz); IZat Gen8B | 2.0 | 2013. január 8.    | 2013 Q4            |
| MSM8674AB v3   | Snapdragon 801  | 28 nm (TSMC 28HPM)           |            | 4 mag 2,36 GHz Krait 400                                                                                       | Adreno 330 578 MHz (150 GFLOPS FP32-ben)           | Hexagon QDSP6 V5 600 MHz | 21 MP egy kamera (videórögzítés: 4K@30fps) | LPDDR3 kétcsatornás 32 bites 933 MHz (14,9 GB/s)                                                                                 | Gobi 3G (CDMA, UMTS) | Bluetooth 4.0 802.11ac (2,4/5 GHz); IZat Gen8B | 2.0 | 2014. február 24.  | 2013 Q2            |
| MSM8974AB v3   | Snapdragon 801  | 28 nm (TSMC 28HPM)           |            | 4 mag 2,36 GHz Krait 400                                                                                       | Adreno 330 578 MHz (150 GFLOPS FP32-ben)           | Hexagon QDSP6 V5 600 MHz | 21 MP egy kamera (videórögzítés: 4K@30fps) | LPDDR3 kétcsatornás 32 bites 933 MHz (14,9 GB/s)                                                                                 | Gobi 4G (LTE Cat 4) | Bluetooth 4.0 802.11ac (2,4/5 GHz); IZat Gen8B | 2.0 | 2014. február 24.  | 2013 Q4            |
| MSM8274AC v3   | Snapdragon 801  | 28 nm (TSMC 28HPM)           |            | 4 mag, 2,45 GHz Krait 400                                                                                      | Adreno 330 578 MHz (150 GFLOPS FP32-ben)           | Hexagon QDSP6 V5 600 MHz | 21 MP egy kamera (videórögzítés: 4K@30fps) | LPDDR3 kétcsatornás 32 bites 933 MHz (14,9 GB/s)                                                                                 | Gobi 3G (UMTS) | Bluetooth 4.0 802.11ac (2,4/5 GHz); IZat Gen8B | 2.0 | 2014. február 24.  | 2014 Q2            |
| MSM8974AC v3   | Snapdragon 801  | 28 nm (TSMC 28HPM)           |            | 4 mag, 2,45 GHz Krait 400                                                                                      | Adreno 330 578 MHz (150 GFLOPS FP32-ben)           | Hexagon QDSP6 V5 600 MHz | 21 MP egy kamera (videórögzítés: 4K@30fps) | LPDDR3 kétcsatornás 32 bites 933 MHz (14,9 GB/s)                                                                                 | Gobi 4G (LTE Cat 4) | Bluetooth 4.0 802.11ac (2,4/5 GHz); IZat Gen8B | 2.0 | 2014. február 24.  | 2014 Q1            |
| APQ8084        | Snapdragon 805  | 28 nm (TSMC 28HPM)           |            | 4 mag, 2,7 GHz Krait 450                                                                                       | Adreno 420 600 MHz (153,6 GFLOPS FP32-ben)         | Hexagon V50 800 MHz      | 55 MP egy kamera (videórögzítés: 4K@30fps) | LPDDR3 kétcsatornás 64 bites 800 MHz (25,6 GB/s)                                                                                 | külső | Bluetooth 4.1 802.11ac (2,4/5 GHz) IZat Gen8B | 2.0 | 2013. november 20. | 2014 Q1            |
| MSM8992        | Snapdragon 808  | 20 nm (TSMC)                 |            | 2 + 4 mag (1,82 GHz Cortex-A57 + 1,44 GHz Cortex-A53)                                                          | Adreno 418 600 MHz (153.6 GFLOPS FP32-ben)         | Hexagon V56 800 MHz      | max. 21 MP egy kamera (videórögzítés: 4K@30fps) | LPDDR3 kétcsatornás 32 bites 933 MHz (14,9 GB/s)                                                                                 | X10 LTE (Cat 9: letöltés 450 Mbit/s, feltöltés 50 Mbit/s) | Bluetooth 4.1 802.11ac IZat Gen8C | 2.0 | 2014. április 7.   | 2014 Q3            |
| MSM8994 v1     | Snapdragon 810  | 20 nm (TSMC)                 |            | 4 + 4 mag (2,0 GHz Cortex-A57 + 1,5 GHz Cortex-A53)                                                            | Adreno 430 600 MHz (230.4 GFLOPS FP32-ben)         | Hexagon V56 800 MHz      | 55 MP egy kamera (videórögzítés: 4K@30fps) | LPDDR4 kétcsatornás 32 bites 1600 MHz (25,6 GB/s)                                                                                | X10 LTE (Cat 9: letöltés 450 Mbit/s, feltöltés 50 Mbit/s) | Bluetooth 4.1 802.11ac IZat Gen8C | 2.0 | 2014. április 7.   | 2014 Q3            |
| MSM8994 v2     | Snapdragon 810  | 20 nm (TSMC)                 |            | 4 + 4 mag (2,0 GHz Cortex-A57 + 1,5 GHz Cortex-A53)                                                            | Adreno 430 630 MHz (241.9 GFLOPS FP32-ben)         | Hexagon V56 800 MHz      | 55 MP egy kamera (videórögzítés: 4K@30fps) | LPDDR4 kétcsatornás 32 bites 1600 MHz (25,6 GB/s)                                                                                | X10 LTE (Cat 9: letöltés 450 Mbit/s, feltöltés 50 Mbit/s) | Bluetooth 4.1 802.11ac IZat Gen8C | 2.0 | 2014. április 7.   | 2015               |
| MSM8994 v2.1   | Snapdragon 810  | 20 nm (TSMC)                 |            | 4 + 4 mag (2,0 GHz Cortex-A57 + 1,5 GHz Cortex-A53)                                                            | Adreno 430 630 MHz (241.9 GFLOPS FP32-ben)         | Hexagon V56 800 MHz      | 55 MP egy kamera (videórögzítés: 4K@30fps) | LPDDR4 kétcsatornás 32 bites 1600 MHz (25,6 GB/s)                                                                                | X10 LTE (Cat 9: letöltés 450 Mbit/s, feltöltés 50 Mbit/s) | Bluetooth 4.1 802.11ac IZat Gen8C | 2.0 | 2014. április 7.   | 2015 Q2            |
| MSM8996 Lite   | Snapdragon 820  | 14 nm FinFET (Samsung 14LPP) | 113,7 mm2  | 2 + 2 mag Kryo (1,8 GHz + 1,36 GHz)                                                                            | Adreno 530 510 MHz (261.1 GFLOPS FP32-ben)         | Hexagon 680 1,0 GHz      | Spectra (28 MP-es képrögzítés / 25 MP 30 fps-en egy kamera ZSL-lel / 13 MP két kamera ZSL-lel; videórögzítés: 4K@30fps)                                                                                                  | LPDDR4 négycsatornás 16 bites (64 bites) 1333 MHz (21,3 GB/s)                                                                    | X12 LTE (letöltés: Cat 12, 600 Mbit/s; 3x20 MHz CA; 64-QAM; 4×4 MIMO az 1C-n. feltöltés: Cat 13, 150 Mbit/s; 2x20 MHz CA; 64-QAM.)                                                                       | Bluetooth 4.1 802.11ac IZat Gen8C | 3.0 | 2015. március 2.   | 2016 Q1            |
| MSM8996        | Snapdragon 820  | 14 nm FinFET (Samsung 14LPP) | 113,7 mm2  | 2 + 2 mag, Kryo (2,15 GHz + 1,593 GHz)                                                                         | Adreno 530 624 MHz (319,5 GFLOPS FP32-ben)         | Hexagon 680 1,0 GHz      | Spectra (28 MP-es képrögzítés / 25 MP 30 fps-en egy kamera ZSL-lel / 13 MP két kamera ZSL-lel; videórögzítés: 4K@30fps)                                                                                                  | LPDDR4 négycsatornás 16 bites (64 bites) 1866 MHz (29,8 GB/s)                                                                    | X12 LTE (letöltés: Cat 12, 600 Mbit/s; 3x20 MHz CA; 64-QAM; 4×4 MIMO az 1C-n. feltöltés: Cat 13, 150 Mbit/s; 2x20 MHz CA; 64-QAM.)                                                                       | Bluetooth 4.1 802.11ac IZat Gen8C | 3.0 | 2015. március 2.   | 2015 Q4            |
| MSM8996 Pro-AB | Snapdragon 821  | 14 nm FinFET (Samsung 14LPP) | 113,7 mm2  | 2 + 2 mag, Kryo (2,15 GHz + 1,593 GHz)                                                                         | Adreno 530 624 MHz (319,5 GFLOPS FP32-ben)         | Hexagon 680 1,0 GHz      | Spectra (28 MP-es képrögzítés / 25 MP 30 fps-en egy kamera ZSL-lel / 13 MP két kamera ZSL-lel; videórögzítés: 4K@30fps)                                                                                                  | LPDDR4 négycsatornás 16 bites (64 bites) 1866 MHz (29,8 GB/s)                                                                    | X12 LTE (letöltés: Cat 12, 600 Mbit/s; 3x20 MHz CA; 64-QAM; 4×4 MIMO az 1C-n. feltöltés: Cat 13, 150 Mbit/s; 2x20 MHz CA; 64-QAM.)                                                                       | Bluetooth 4.1 802.11ac IZat Gen8C | 3.0 | 2016. július 11.   | 2016 Q3            |
| MSM8996 Pro-AC | Snapdragon 821  | 14 nm FinFET (Samsung 14LPP) | 113,7 mm2  | 2 + 2 mag, Kryo (2,342 GHz + 1,6/2,188 GHz)                                                                    | Adreno 530 653 MHz (334,3 GFLOPS FP32-ben)         | Hexagon 680 1,0 GHz      | Spectra (28 MP-es képrögzítés / 25 MP 30 fps-en egy kamera ZSL-lel / 13 MP két kamera ZSL-lel; videórögzítés: 4K@30fps)                                                                                                  | LPDDR4 négycsatornás 16 bites (64 bites) 1866 MHz (29,8 GB/s)                                                                    | X12 LTE (letöltés: Cat 12, 600 Mbit/s; 3x20 MHz CA; 64-QAM; 4×4 MIMO az 1C-n. feltöltés: Cat 13, 150 Mbit/s; 2x20 MHz CA; 64-QAM.)                                                                       | Bluetooth 4.1 802.11ac IZat Gen8C | 3.0 | 2016. július 11.   | 2016 Q3            |
| MSM8998        | Snapdragon 835  | 10 nm FinFET (Samsung 10LPE) | 72,3 mm2   | 4 + 4 mag, Kryo 280 (2,45 GHz Cortex-A73 + 1,9 GHz Cortex-A53)                                                 | Adreno 540 670/710 MHz (343/363,5 GFLOPS FP32-ben) | Hexagon 682              | Spectra 180 (32 MP fényképrögzítés / 25 MP 30 fps-en egy kamera ZSL-lel / 16 MP két kamera ZSL-lel; videórögzítés: 4K@30fps)                                                                                             | LPDDR4X kétcsatornás 32 bites (64 bites) 1866 MHz (29,8 GB/s)                                                                    | X16 LTE (letöltés: Cat 16, max. 1000 Mbit/s; 4 × 20 MHz CA; 256-QAM; 4x4 MIMO 2C-n. feltöltés: Cat 13, max. 150 Mbit/s)                                                                                  | Bluetooth 5.0; 802.11ac/ad; GPS, Glonass, Beidou, Galileo, QZSS, SBAS                                                                                         | 4.0 | 2016. november 17. | 2017 Q2            |
| SDM845         | Snapdragon 845  | 10 nm FinFET (Samsung 10LPP) | 95,0 mm2   | 4 + 4 mag, Kryo 385 (2,8 GHz Cortex-A75 + 1,8 GHz Cortex-A55)                                                  | Adreno 630 710 MHz (727 GFLOPS FP32-ben)           | Hexagon 685 (3 TOPs)     | Spectra 280 (192 MP fénykép rögzítés / 48 MP egy kamera MFNR-rel / 32 MP 30 fps-en egy kamera MFNR/ZSL-lel / 16 MP 60 fps-en egy kamera MFNR/ZSL-lel / 16 MP 30 fps-en két kamera MFNR/ZSL-lel; videórögzítés: 4K@60fps) | LPDDR4X kétcsatornás 32 bites (64 bites) 1866 MHz (29,8 GB/s)                                                                    | X20 LTE (letöltés: Cat 18, @ 1200 Mbit/s; 5 × 20 MHz CA; 256-QAM; 4x4 MIMO 3C-n. feltöltés: Cat 13, @ 150 Mbit/s; 2 × 20 MHz CA; 64-QAM)                                                                 | Bluetooth 5.0; 802.11ac/ad; GPS, Glonass, Beidou, Galileo, QZSS, SBAS                                                                                         | 4+  | 2017. december 7.  | 2018 Q1            |
| SM8150         | Snapdragon 855  | 7 nm (TSMC N7)               | 76,9 mm2   | 1 + 3 + 4 mag, Kryo 485 (2,84 GHz Cortex-A76 + 2,42 GHz Cortex-A76 + 1,8 GHz Cortex-A55)                       | Adreno 640 585 MHz (898,6 GFLOPS FP32-ben)         | Hexagon 690 (7 TOPs)     | Spectra 380 (192 MP egy kamera / 48 MP 30 fps-en egy kamera MFNR/ZSL-lel / 22 MP 30 fps-en két kamera MFNR/ZSL-lel; videórögzítés: 4K@60fps HDR)                                                                         | LPDDR4X négycsatornás 16 bites (64 bites) 2133 MHz (34,13 GB/s)                                                                  | belső: X24 LTE (Cat 20: letöltés max. 2 Gbit/s, 7 × 20 MHz CA, 256-QAM, 4x4 MIMO 5C-n. feltöltés max. 316 Mbit/s, 3 × 20 MHz CA, 256-QAM) + külső: X50 5G (5G NR Sub-6 & mmWave: letöltés max. 5 Gbit/s) | Bluetooth 5.0; 802.11ax (Wi-Fi 6); GPS, Glonass, Beidou, Galileo, QZSS, SBAS; USB 3.1                                                                         | 4+  | 2018. december 5.  | 2019 Q1            |
| SM8150-AC      | Snapdragon 855+ | 7 nm (TSMC N7)               | 76,9 mm2   | 1 + 3 + 4 mag, Kryo 485 (2,96 GHz Cortex-A76 + 2,42 GHz Cortex-A76 + 1,80 GHz Cortex-A55)                      | Adreno 640 675 MHz (1036,8 GFLOPS FP32-ben)        | Hexagon 690 (7 TOPs)     | Spectra 380 (192 MP egy kamera / 48 MP 30 fps-en egy kamera MFNR/ZSL-lel / 22 MP 30 fps-en két kamera MFNR/ZSL-lel; videórögzítés: 4K@60fps HDR)                                                                         | LPDDR4X négycsatornás 16 bites (64 bites) 2133 MHz (34,13 GB/s)                                                                  | belső: X24 LTE (Cat 20: letöltés max. 2 Gbit/s, 7 × 20 MHz CA, 256-QAM, 4x4 MIMO 5C-n. feltöltés max. 316 Mbit/s, 3 × 20 MHz CA, 256-QAM) + külső: X50 5G (5G NR Sub-6 & mmWave: letöltés max. 5 Gbit/s) | Bluetooth 5.0; 802.11ax (Wi-Fi 6); GPS, Glonass, Beidou, Galileo, QZSS, SBAS; USB 3.1                                                                         | 4+  | 2019. július 15.   | 2019 Q3            |
| SM8150-AC      | Snapdragon 860  | 7 nm (TSMC N7)               | 76,9 mm2   | 1 + 3 + 4 mag, Kryo 485 (2,96 GHz Cortex-A76 + 2,42 GHz Cortex-A76 + 1,80 GHz Cortex-A55)                      | Adreno 640 675 MHz (1036,8 GFLOPS FP32-ben)        | Hexagon 690 (7 TOPs)     | Spectra 380 (192 MP egy kamera / 48 MP 30 fps-en egy kamera MFNR/ZSL-lel / 22 MP 30 fps-en két kamera MFNR/ZSL-lel; videórögzítés: 4K@60fps HDR)                                                                         | LPDDR4X négycsatornás 16 bites (64 bites) 2133 MHz (34,13 GB/s)                                                                  | belső: X24 LTE (Cat 20: letöltés max. 2 Gbit/s, 7 × 20 MHz CA, 256-QAM, 4x4 MIMO 5C-n. feltöltés max. 316 Mbit/s, 3 × 20 MHz CA, 256-QAM) + külső: X50 5G (5G NR Sub-6 & mmWave: letöltés max. 5 Gbit/s) | Bluetooth 5.0; 802.11ax (Wi-Fi 6); GPS, Glonass, Beidou, Galileo, QZSS, SBAS; USB 3.1                                                                         | 4+  | 2021. március 22.  | 2021 Q1            |
| SM8150P        | Snapdragon 855+ | 7 nm (TSMC N7)               | 76,9 mm2   | 1 + 3 + 4 mag, Kryo 485 (2,96 GHz Cortex-A76 + 2,42 GHz Cortex-A76 + 1,80 GHz Cortex-A55)                      | Adreno 640 675 MHz (1036,8 GFLOPS FP32-ben)        | Hexagon 690 (7 TOPs)     | Spectra 380 (192 MP egy kamera / 48 MP 30 fps-en egy kamera MFNR/ZSL-lel / 22 MP 30 fps-en két kamera MFNR/ZSL-lel; videórögzítés: 4K@60fps HDR)                                                                         | LPDDR4X négycsatornás 16 bites (64 bites) 2133 MHz (34,13 GB/s)                                                                  | belső: nincs + külső: X55 5G (5G NR Sub-6 & mmWave: letöltés max. 7,5 Gbit/s, feltöltés max. 3 Gbit/s; LTE Cat 22: letöltés @ 2,5 Gbit/s, feltöltés @ 0,316 Gbit/s)                                      | Bluetooth 5.0; 802.11ax (Wi-Fi 6); GPS, Glonass, Beidou, Galileo, QZSS, SBAS; USB 3.1                                                                         | 4+  | 2019. július 15.   | 2019 Q3            |
| SM8250         | Snapdragon 865  | 7 nm (TSMC N7P)              | 86,8 mm2   | 1 + 3 + 4 mag, Kryo 585 (2,84 GHz Cortex-A77 + 2,42 GHz Cortex-A77 + 1,80 GHz Cortex-A55)                      | Adreno 650 587 MHz (901,6 GFLOPS FP32-ben)         | Hexagon 698 (15 TOPs)    | Spectra 480 (200 MP fénykép / 64 MP 30 fps-en egy kamera MFNR/ZSL-lel / 25 MP 30 fps-en két kamera MFNR/ZSL-lel; videórögzítés: 8K@30fps, 4K@120fps HDR)                                                                 | LPDDR5 négycsatornás 16 bites (64 bites) 2750 MHz (44 GB/s) vagy LPDDR4X négycsatornás 16 bites (64 bites) 2133 MHz (34,13 GB/s) | belső: nincs + külső: X55 5G (5G NR Sub-6 & mmWave: letöltés @ 7,5 Gbit/s, feltöltés @ 3 Gbit/s; LTE Cat 22: letöltés @ 2,5 Gbit/s, feltöltés @ 0,316 Gbit/s)                                            | FastConnect 6800: Bluetooth 5.1; 802.11ax (Wi-Fi 6) @ 1,774 Gbit/s; 802.11ad/ay 60 GHz @ 10 Gbit/s; GPS, Glonass, NavIC, Beidou, Galileo, QZSS, SBAS; USB 3.1 | 4+  | 2019. december 4.  | 2020 Q1            |
| SM8250-AB      | Snapdragon 865+ | 7 nm (TSMC N7P)              | 86,8 mm2   | 1 + 3 + 4 mag, Kryo 585 (3,1 GHz Cortex-A77 + 2,42 GHz Cortex-A77 + 1,80 GHz Cortex-A55)                       | Adreno 650 670 MHz (1029,1 GFLOPS FP32-ben)        | Hexagon 698 (15 TOPs)    | Spectra 480 (200 MP fénykép / 64 MP 30 fps-en egy kamera MFNR/ZSL-lel / 25 MP 30 fps-en két kamera MFNR/ZSL-lel; videórögzítés: 8K@30fps, 4K@120fps HDR)                                                                 | LPDDR5 négycsatornás 16 bites (64 bites) 2750 MHz (44 GB/s) vagy LPDDR4X négycsatornás 16 bites (64 bites) 2133 MHz (34,13 GB/s) | belső: nincs + külső: X55 5G (5G NR Sub-6 & mmWave: letöltés @ 7,5 Gbit/s, feltöltés @ 3 Gbit/s; LTE Cat 22: letöltés @ 2,5 Gbit/s, feltöltés @ 0,316 Gbit/s)                                            | FastConnect 6900: Bluetooth 5.2; 802.11ax (Wi-Fi 6E) @ 3,6 Gbit/s; 802.11ad/ay 60 GHz @ 10 Gbit/s; GPS, Glonass, NavIC, Beidou, Galileo, QZSS, SBAS; USB 3.1  | 4+  | 2020. július 8.    | 2020 Q3            |
| SM8250-AC      | Snapdragon 870  | 7 nm (TSMC N7P)              | 86,8 mm2   | 1 + 3 + 4 mag, Kryo 585 (3,2 GHz Cortex-A77 + 2,42 GHz Cortex-A77 + 1,80 GHz Cortex-A55)                       | Adreno 650 670 MHz (1029,1 GFLOPS FP32-ben)        | Hexagon 698 (15 TOPs)    | Spectra 480 (200 MP fénykép / 64 MP 30 fps-en egy kamera MFNR/ZSL-lel / 25 MP 30 fps-en két kamera MFNR/ZSL-lel; videórögzítés: 8K@30fps, 4K@120fps HDR)                                                                 | LPDDR5 négycsatornás 16 bites (64 bites) 2750 MHz (44 GB/s) vagy LPDDR4X négycsatornás 16 bites (64 bites) 2133 MHz (34,13 GB/s) | belső: nincs + külső: X55 5G (5G NR Sub-6 & mmWave: letöltés @ 7,5 Gbit/s, feltöltés @ 3 Gbit/s; LTE Cat 22: letöltés @ 2,5 Gbit/s, feltöltés @ 0,316 Gbit/s)                                            | FastConnect 6800 Bluetooth 5.2 802.11ax (Wi-Fi 6) @ 1,774 Gbit/s; 802.11ad/ay 60 GHz @ 10 Gbit/s; GPS, Glonass, NavIC, Beidou, Galileo, QZSS, SBAS; USB 3.1   | 4+  | 2021. január 19.   | 2021 Q1            |
| SM8350         | Snapdragon 888  | 5 nm (Samsung 5LPE)          | 112,2 mm2  | 1 + 3 + 4 mag, Kryo 680 (2,84 GHz Cortex-X1 + 2,42 GHz Cortex-A78 + 1,80 GHz Cortex-A55)                       | Adreno 660 840 MHz (1290,2 GFLOPS FP32-ben)        | Hexagon 780 (26 TOPs)    | Spectra 580 (200 MP-es képrögzítés; 84 MP egy kamera @ 30 fps MFNR/ZSL, 64 MP két kamera @ 30fps ZSL, 28 MP három kamera @ 30fps ZSL; videórögzítés: 8K@30fps, 4K@120fps HDR)                                            | LPDDR5 négycsatornás 16 bites (64 bites) 3200 MHz (51,2 GiB/s)                                                                   | belső: X60 5G (5G NR Sub-6 & mmWave: letöltés 7,5 Gbit/s, feltöltés 3 Gbit/s; LTE Cat 22: letöltés 2,5 Gbit/s, feltöltés 0,316 Gbit/s)                                                                   | FastConnect 6900: Bluetooth 5.2 802.11ax (Wi-Fi 6E) @ 3,6 Gbit/s; GPS, Glonass, NavIC, Beidou, Galileo, QZSS; USB 3.1                                         | 5   | 2020. december 1.  | 2021 Q1            |
| SM8350-AC      | Snapdragon 888+ | 5 nm (Samsung 5LPE)          | 112,2 mm2  | 1 + 3 + 4 mag Kryo 680 (3,0 GHz Cortex-X1 + 2,42 GHz Cortex-A78 + 1,80 GHz Cortex-A55)                         | Adreno 660 840 MHz (1290,2 GFLOPS FP32-ben)        | Hexagon 780 (32 TOPs)    | Spectra 580 (200 MP-es képrögzítés; 84 MP egy kamera @ 30 fps MFNR/ZSL, 64 MP két kamera @ 30fps ZSL, 28 MP három kamera @ 30fps ZSL; videórögzítés: 8K@30fps, 4K@120fps HDR)                                            | LPDDR5 négycsatornás 16 bites (64 bites) 3200 MHz (51,2 GiB/s)                                                                   | belső: X60 5G (5G NR Sub-6 & mmWave: letöltés 7,5 Gbit/s, feltöltés 3 Gbit/s; LTE Cat 22: letöltés 2,5 Gbit/s, feltöltés 0,316 Gbit/s)                                                                   | FastConnect 6900: Bluetooth 5.2 802.11ax (Wi-Fi 6E) @ 3,6 Gbit/s; GPS, Glonass, NavIC, Beidou, Galileo, QZSS; USB 3.1                                         | 5   | 2021. június 28.   | 2021 Q3            |

### Snapdragon 8 (2021–jelen)
| Modellszám  | terméknév                      | fab                 | lapkaméret | CPU (ARMv9) (mag/frek.)                                                                                   | GPU                                          | DSP     | képjelfeldolgozó processzor (ISP) | memóriatechnológia                                             | modem | kapcsolódási lehetőségek | QC | bejelentés ideje   | kibocsátva |
| ----------- | ------------------------------ | ------------------- | ---------- | --- | -------------------------------------------- | ------- | --- | -------------------------------------------------------------- | --- | --- | -- | ------------------ | ---------- |
| SM8450      | Snapdragon 8 Gen 1             | 4 nm (Samsung 4LPX) | 128,5 mm2  | Kryo (1× 3,0 GHz Cortex-X2 + 3× 2,5 GHz Cortex-A710 + 4× 1,8 GHz Cortex-A510)                             | Adreno 730 818 MHz (1675,3 GFLOPS FP32-ben)  | Hexagon | Spectra (200 MP fényképezés, 108 MP egy kamera @30fps ZSL, 64+36 MP két kamera @30fps ZSL, 36 MP három kamera @30fps ZSL; videórögzítés: 8K@30fps HDR)    | LPDDR5 négycsatornás 16 bites (64 bites) 3200 MHz (51,2 GiB/s) | belső: X65 5G (5G NR Sub-6 & mmWave: letöltés @ 10 Gbit/s, feltöltés @ 3 Gbit/s; LTE Cat 22: letöltés @ 2,5 Gbit/s, feltöltés @ 0,316 Gbit/s) | FastConnect 6900: Bluetooth 5.3; 802.11ax (Wi-Fi 6E) @ 3,6 Gbit/s; GPS, GLONASS, NavIC, Beidou, Galileo, QZSS; USB 3.1 | 5  | 2021. november 30. | 2021 Q4    |
| SM8475      | Snapdragon 8+ Gen 1            | 4 nm (TSMC N4)      | 102,6 mm2  | Kryo (1× 3,0 GHz Cortex-X2 + 3× 2,5 GHz Cortex-A710 + 4× 1,8 GHz Cortex-A510)                             | Adreno 730 900 MHz (1843,2 GFLOPS FP32-ben)  | Hexagon | Spectra (200 MP fényképezés, 108 MP egy kamera @30fps ZSL, 64+36 MP két kamera @30fps ZSL, 36 MP három kamera @30fps ZSL; videórögzítés: 8K@30fps HDR)    | LPDDR5 négycsatornás 16 bites (64 bites) 3200 MHz (51,2 GiB/s) | belső: X65 5G (5G NR Sub-6 & mmWave: letöltés @ 10 Gbit/s, feltöltés @ 3 Gbit/s; LTE Cat 22: letöltés @ 2,5 Gbit/s, feltöltés @ 0,316 Gbit/s) | FastConnect 6900: Bluetooth 5.3; 802.11ax (Wi-Fi 6E) @ 3,6 Gbit/s; GPS, GLONASS, NavIC, Beidou, Galileo, QZSS; USB 3.1 | 5  | 2022. május 20.    | 2022 Q4    |
| SM8475      | Snapdragon 8+ Gen 1            | 4 nm (TSMC N4)      | 102,6 mm2  | Kryo (1× 3,2 GHz Cortex-X2 + 3× 2,75 GHz Cortex-A710 + 4× 2,0 GHz Cortex-A510)                            | Adreno 730 900 MHz (1843,2 GFLOPS FP32-ben)  | Hexagon | Spectra (200 MP fényképezés, 108 MP egy kamera @30fps ZSL, 64+36 MP két kamera @30fps ZSL, 36 MP három kamera @30fps ZSL; videórögzítés: 8K@30fps HDR)    | LPDDR5 négycsatornás 16 bites (64 bites) 3200 MHz (51,2 GiB/s) | belső: X65 5G (5G NR Sub-6 & mmWave: letöltés @ 10 Gbit/s, feltöltés @ 3 Gbit/s; LTE Cat 22: letöltés @ 2,5 Gbit/s, feltöltés @ 0,316 Gbit/s) | FastConnect 6900: Bluetooth 5.3; 802.11ax (Wi-Fi 6E) @ 3,6 Gbit/s; GPS, GLONASS, NavIC, Beidou, Galileo, QZSS; USB 3.1 | 5  | 2022. május 20.    | 2022 Q2    |
| SM8425      | Snapdragon 8+ Gen 1 4G         | 4 nm (TSMC N4)      | 102,6 mm2  | Kryo (1× 3,2 GHz Cortex-X2 + 3× 2,75 GHz Cortex-A710 + 4× 2,0 GHz Cortex-A510)                            | Adreno 730 900 MHz (1843,2 GFLOPS FP32-ben)  | Hexagon | Spectra (200 MP fényképezés, 108 MP egy kamera @30fps ZSL, 64+36 MP két kamera @30fps ZSL, 36 MP három kamera @30fps ZSL; videórögzítés: 8K@30fps HDR)    | LPDDR5 négycsatornás 16 bites (64 bites) 3200 MHz (51,2 GiB/s) | belső: (LTE Cat 22: letöltés @ 2,5 Gbit/s, feltöltés @ 0,316 Gbit/s)                                                                          | FastConnect 6900: Bluetooth 5.3; 802.11ax (Wi-Fi 6E) @ 3,6 Gbit/s; GPS, GLONASS, NavIC, Beidou, Galileo, QZSS; USB 3.1 | 5  | 2022. május 20.    | 2022 Q3    |
| SM8550-AB   | Snapdragon 8 Gen 2             | 4 nm (TSMC N4)      | 118,4 mm2  | Kryo (1× 3,19 GHz Cortex-X3 + 4× 2,8 GHz {2×Cortex-A715, 2×Cortex-A710} + 3× 2,0 GHz Cortex-A510)         | Adreno 740 680 MHz (2089 GFLOPS FP32-ben)    | Hexagon | Spectra (200 MP fényképezés, 108 MP egy kamera @30fps ZSL, 64+36 MP két kamera @30fps ZSL, 36 MP három kamera @30fps ZSL; videórögzítés: 8K@30fps HDR)    | LPDDR5X négycsatornás 16 bites (64 bites) 4200 MHz (67,2 GB/s) | belső: X70 5G (5G NR Sub-6 & mmWave: letöltés 10 Gbit/s, feltöltés 3,5 Gbit/s)                                                                | FastConnect 7800: Bluetooth 5.3; 802.11ac/ax/be (Wi-Fi 7) @ 5,8 Gbit/s; GPS, Glonass, NavIC, Beidou, Galileo, QZSS; USB 3.1 vagy FastConnect 6900: Bluetooth 5.3; 802.11ac/ax (Wi-Fi 6E) @ 3,6 Gbit/s; GPS, Glonass, NavIC, Beidou, Galileo, QZSS; USB 3.1 | 5  | 2022. november 15. | 2022 Q4    |
| SM8550-AC   | Snapdragon 8 Gen 2 a Galaxyhoz | 4 nm (TSMC N4)      | 118,4 mm2  | Kryo (1× 3,36 GHz Cortex-X3 + 4× 2,8 GHz {2×Cortex-A715, 2×Cortex-A710} + 3× 2,0 GHz Cortex-A510)         | Adreno 740 719 MHz (2208.8 GFLOPS FP32-ben)  | Hexagon | Spectra (200 MP fényképezés, 108 MP egy kamera @30fps ZSL, 64+36 MP két kamera @30fps ZSL, 36 MP három kamera @30fps ZSL; videórögzítés: 8K@30fps HDR)    | LPDDR5X négycsatornás 16 bites (64 bites) 4200 MHz (67,2 GB/s) | belső: X70 5G (5G NR Sub-6 & mmWave: letöltés 10 Gbit/s, feltöltés 3,5 Gbit/s)                                                                | FastConnect 7800: Bluetooth 5.3; 802.11ac/ax/be (Wi-Fi 7) @ 5,8 Gbit/s; GPS, Glonass, NavIC, Beidou, Galileo, QZSS; USB 3.1 vagy FastConnect 6900: Bluetooth 5.3; 802.11ac/ax (Wi-Fi 6E) @ 3,6 Gbit/s; GPS, Glonass, NavIC, Beidou, Galileo, QZSS; USB 3.1 | 5  | 2022. november 15. | 2023 Q1    |
| SM8650-AB   | Snapdragon 8 Gen 3             | 4 nm (TSMC N4P)     | 137,3 mm2  | Kryo (1× 3,3 GHz Cortex-X4 + 3× 3,15 GHz Cortex-A720 + 2× 2,96 GHz Cortex-A720 + 2× 2,27 GHz Cortex-A520) | Adreno 750 903 MHz (2774 GFLOPS FP32-ben)    | Hexagon | Spectra (200 MP fényképezés, 108 MP egy kamera @30fps ZSL, 64+36 MP két kamera @30fps ZSL, 36 MP három kamera @30fps ZSL; videórögzítés: 8K@30fps HDR)    | LPDDR5X négycsatornás 16 bites (64 bites) 4800 MHz (76,8 GB/s) | belső: X75 5G (5G NR Sub-6 & mmWave: letöltés @ 10 Gbit/s, feltöltés @ 3,5 Gbit/s)                                                            | FastConnect 7800: Bluetooth 5.4; 802.11ac/ax/be (Wi-Fi 7) @ 5,8 Gbit/s; GPS, Glonass, NavIC, Beidou, Galileo, QZSS; USB 3.1 | 5  | 2023. október 24.  | 2023 Q4    |
| SM8650-AA   | Snapdragon 8 Gen 3             | 4 nm (TSMC N4P)     | 137,3 mm2  | Kryo (1× 3,05 GHz Cortex-X4 + 5× 2,96 GHz Cortex-A720 + 2× 2,04 GHz Cortex-A520)                          | Adreno 750 903 MHz (2774 GFLOPS FP32-ben)    | Hexagon | Spectra (200 MP fényképezés, 108 MP egy kamera @30fps ZSL, 64+36 MP két kamera @30fps ZSL, 36 MP három kamera @30fps ZSL; videórögzítés: 8K@30fps HDR)    | LPDDR5X négycsatornás 16 bites (64 bites) 4800 MHz (76,8 GB/s) | belső: X75 5G (5G NR Sub-6 & mmWave: letöltés @ 10 Gbit/s, feltöltés @ 3,5 Gbit/s)                                                            | FastConnect 7800: Bluetooth 5.4; 802.11ac/ax/be (Wi-Fi 7) @ 5,8 Gbit/s; GPS, Glonass, NavIC, Beidou, Galileo, QZSS; USB 3.1 | 5  | 2023. október 24.  | 2024 Q4    |
| SM8650-Q-AB | Snapdragon 8 Gen 3             | 4 nm (TSMC N4P)     | 137,3 mm2  | Kryo (1× 3,30 GHz Cortex-X4 + 4× 2,96 GHz Cortex-A720 + 1× 2,27 GHz Cortex-A520)                          | Adreno 750 903 MHz (2774 GFLOPS FP32-ben)    | Hexagon | Spectra (200 MP fényképezés, 108 MP egy kamera @30fps ZSL, 64+36 MP két kamera @30fps ZSL, 36 MP három kamera @30fps ZSL; videórögzítés: 8K@30fps HDR)    | LPDDR5X négycsatornás 16 bites (64 bites) 4800 MHz (76,8 GB/s) | belső: X75 5G (5G NR Sub-6 & mmWave: letöltés @ 10 Gbit/s, feltöltés @ 3,5 Gbit/s)                                                            | FastConnect 7800: Bluetooth 5.4; 802.11ac/ax/be (Wi-Fi 7) @ 5,8 Gbit/s; GPS, Glonass, NavIC, Beidou, Galileo, QZSS; USB 3.1 | 5  | 2023. október 24.  | 2025 Q3    |
| SM8650-Q-AA | Snapdragon 8 Gen 3             | 4 nm (TSMC N4P)     | 137,3 mm2  | Kryo (1× 3,05 GHz Cortex-X4 + 4× 2,96 GHz Cortex-A720 + 1× 2,04 GHz Cortex-A520)                          | Adreno 750 903 MHz (2774 GFLOPS FP32-ben)    | Hexagon | Spectra (200 MP fényképezés, 108 MP egy kamera @30fps ZSL, 64+36 MP két kamera @30fps ZSL, 36 MP három kamera @30fps ZSL; videórögzítés: 8K@30fps HDR)    | LPDDR5X négycsatornás 16 bites (64 bites) 4800 MHz (76,8 GB/s) | belső: X75 5G (5G NR Sub-6 & mmWave: letöltés @ 10 Gbit/s, feltöltés @ 3,5 Gbit/s)                                                            | FastConnect 7800: Bluetooth 5.4; 802.11ac/ax/be (Wi-Fi 7) @ 5,8 Gbit/s; GPS, Glonass, NavIC, Beidou, Galileo, QZSS; USB 3.1 | 5  | 2023. október 24.  | 2025 Q3    |
| SM8650-AC   | Snapdragon 8 Gen 3 a Galaxyban | 4 nm (TSMC N4P)     | 137,3 mm2  | Kryo (1× 3,4 GHz Cortex-X4 + 3× 3,15 GHz Cortex-A720 + 2× 2,96 GHz Cortex-A720 + 2× 2,27 GHz Cortex-A520) | Adreno 750 1000 MHz (3072 GFLOPS FP32-ben)   | Hexagon | Spectra (200 MP fényképezés, 108 MP egy kamera @30fps ZSL, 64+36 MP két kamera @30fps ZSL, 36 MP három kamera @30fps ZSL; videórögzítés: 8K@30fps HDR)    | LPDDR5X négycsatornás 16 bites (64 bites) 4800 MHz (76,8 GB/s) | belső: X75 5G (5G NR Sub-6 & mmWave: letöltés @ 10 Gbit/s, feltöltés @ 3,5 Gbit/s)                                                            | FastConnect 7800: Bluetooth 5.4; 802.11ac/ax/be (Wi-Fi 7) @ 5,8 Gbit/s; GPS, Glonass, NavIC, Beidou, Galileo, QZSS; USB 3.1 | 5  | 2023. október 24.  | 2024 Q1    |
| SM8635      | Snapdragon 8s Gen 3            | 4 nm (TSMC N4P)     | 89,54 mm2  | Kryo (1× 3,0 GHz Cortex-X4 + 4× 2,8 GHz Cortex-A720 + 3× 2,0 GHz Cortex-A520)                             | Adreno 735 1100 MHz (1689.6 GFLOPS FP32-ben) | Hexagon | Spectra (200 MP-es képrögzítés, 108 MP egy kamera @30fps ZSL, 64+36 MP két kamera @30fps ZSL, 36 MP három kamera @30fps ZSL; videórögzítés: 4K@60fps HDR) | LPDDR5X négycsatornás 16 bites (64 bites) 4200 MHz (67,2 GB/s) | belső: X70 5G (5G NR Sub-6 & mmWave: letöltés @ 6,5 Gbit/s, feltöltés @ 3,5 Gbit/s)                                                           | FastConnect 7800: Bluetooth 5.4; 802.11ac/ax/be (Wi-Fi 7) @ 5,8 Gbit/s; GPS, Glonass, NavIC, Beidou, Galileo, QZSS; USB 3.1 | 5  | 2024. március 18.  | 2024 Q1    |
| SM8750-AB   | Snapdragon 8 Elite             | 3 nm (TSMC N3E)     | 124,1 mm2  | Oryon (2× 4,32 GHz Prime mag + 6× 3,53 GHz teljesítménymag (P))                                           | Adreno 830 1100 MHz (3379.2 GFLOPS FP32-ben) | Hexagon | Spectra (320 MP fénykép, 108 MP egy kamera @30fps ZSL, 48 MP három kamera @30fps ZSL; videórögzítés: 8K@60fps HDR)                                        | LPDDR5X négycsatornás 16 bites (64 bites) 5300 MHz (84,8 GB/s) | belső: X80 5G (5G NR Sub-6 & mmWave: letöltés 10 Gbit/s, feltöltés 3,5 Gbit/s)                                                                | FastConnect 7900: Bluetooth 6.0, 802.11ax/be (Wi-Fi 7) @ 5,8 Gbit/s, GPS, QZSS, Glonass, NavIC, Beidou, Galileo, USB 3.1 | 5  | 2024. október 22.  | 2024 Q4    |
| SM8750-3-AB | Snapdragon 8 Elite             | 3 nm (TSMC N3E)     | 124,1 mm2  | Oryon (2× 4,32 GHz Prime mag + 5× 3,53 GHz teljesítménymag (P))                                           | Adreno 830 1100 MHz (3379.2 GFLOPS FP32-ben) | Hexagon | Spectra (320 MP fénykép, 108 MP egy kamera @30fps ZSL, 48 MP három kamera @30fps ZSL; videórögzítés: 8K@60fps HDR)                                        | LPDDR5X négycsatornás 16 bites (64 bites) 5300 MHz (84,8 GB/s) | belső: X80 5G (5G NR Sub-6 & mmWave: letöltés 10 Gbit/s, feltöltés 3,5 Gbit/s)                                                                | FastConnect 7900: Bluetooth 6.0, 802.11ax/be (Wi-Fi 7) @ 5,8 Gbit/s, GPS, QZSS, Glonass, NavIC, Beidou, Galileo, USB 3.1 | 5  | 2024. október 22.  | 2025 Q1    |
| SM8750-AC   | Snapdragon 8 Elite a Galaxyban | 3 nm (TSMC N3E)     | 124,1 mm2  | Oryon (2× 4,47 GHz Prime mag + 6× 3,53 GHz teljesítménymag (P))                                           | Adreno 830 1200 MHz (3686.4 GFLOPS FP32-ben) | Hexagon | Spectra (320 MP fénykép, 108 MP egy kamera @30fps ZSL, 48 MP három kamera @30fps ZSL; videórögzítés: 8K@60fps HDR)                                        | LPDDR5X négycsatornás 16 bites (64 bites) 5300 MHz (84,8 GB/s) | belső: X80 5G (5G NR Sub-6 & mmWave: letöltés 10 Gbit/s, feltöltés 3,5 Gbit/s)                                                                | FastConnect 7900: Bluetooth 6.0, 802.11ax/be (Wi-Fi 7) @ 5,8 Gbit/s, GPS, QZSS, Glonass, NavIC, Beidou, Galileo, USB 3.1 | 5  | 2024. október 22.  | 2025 Q1    |
| SM8735      | Snapdragon 8s Gen 4            | 4 nm (TSMC N4P)     |            | Kryo (1× 3,21 GHz Cortex-X4 + 3× 3,0 GHz Cortex-A720 + 2× 2,8 GHz Cortex-A720 + 2× 2,02 GHz Cortex-A720)  | Adreno 825 1150 MHz (2355.2 GFLOPS FP32-ben) | Hexagon | Spectra (320 MP fénykép, 108 MP egy kamera @30fps ZSL, 36 MP három kamera @30fps ZSL; videórögzítés: 4K@60fps HDR)                                        | LPDDR5X négycsatornás 16 bites (64 bites) 4800 MHz (76,8 GB/s) | belső (5G NR Sub-6: letöltés max. 4, 2 Gbit/s)                                                                                                | FastConnect 7900: Bluetooth 6.0, 802.11ax/be (Wi-Fi 7) @ 5,8 Gbit/s, GPS, QZSS, Glonass, NavIC, Beidou, Galileo, USB 3.1 | 5  | 2025. április 2.   | 2025 Q2    |

1. ↑  Ez a csipkészlet a Galaxy S23 sorozatban volt először kibocsátva.[240] A nem Samsung eszközökbe a ZTE Nubia Red Magic 8S Pro[241] 2023. július 5-i megjelenésével jutott el,[242] amelyben a csipkészletet „Leading Version”-ként említik.
2. 1 2  Ugyancsak „Leading Version” néven szerepel.

## Mobil számítási platformok

### Snapdragon 835 és Snapdragon 850
| Modellszám | terméknév      | fab                   | CPU (ARMv8)                          | GPU                                        | DSP                  | képjelfeldolgozó processzor (ISP)                                         | memóriatechnológia                                             | modem | kapcsolódási lehetőségek                                                             | QC | bejelentés ideje  | minták megjelenése |
| ---------- | -------------- | --------------------- | ------------------------------------ | ------------------------------------------ | -------------------- | ------------------------------------------------------------------------- | -------------------------------------------------------------- | --- | ------------------------------------------------------------------------------------ | -- | ----------------- | ------------------ |
| MSM8998    | Snapdragon 835 | 10 nm (Samsung 10LPE) | Kryo 280 (4× 2,6 GHz + 4× 1,9 GHz)   | Adreno 540 710 MHz (363,5 GFLOPS FP32-ben) | Hexagon 682          | Spectra 180 (max. 32 MP kamera / 16 MP kettős)                            | LPDDR4X kétcsatornás 32 bites (64 bites) 1866 MHz (29,9 GB/s)  | X16 LTE (letöltés: Cat 16, max. 1000 Mbit/s; 4 × 20 MHz CA; 256-QAM; 4x4 MIMO 2C-n. feltöltés: Cat 13, max. 150 Mbit/s)                        | Bluetooth 5; 802.11ac/ad Wave 2 (MU-MIMO); GPS, GLONASS, Beidou, Galileo, QZSS, SBAS | 4  | 2017. december 5. | 2018 Q2            |
| SDM850     | Snapdragon 850 | 10 nm (Samsung 10LPP) | Kryo 385 (4× 2,96 GHz + 4× 1,77 GHz) | Adreno 630 710 MHz (727 GFLOPS FP32-ben)   | Hexagon 685 (3 TOPS) | Spectra 280 (192 MP egy kamera / 16 MP 30 fps-en két kamera MFNR/ZSL-lel) | LPDDR4X négycsatornás 16 bites (64 bites) 1866 MHz (29,9 GB/s) | X20 LTE (letöltés: Cat 18, max. 1200 Mbit/s; 5 × 20 MHz CA; 256-QAM; 4x4 MIMO 3C-n. feltöltés: Cat 13, max. 150 Mbit/s; 2 × 20 MHz CA; 64-QAM) | Bluetooth 5; 802.11ac/ad Wave 2 (MU-MIMO); GPS, GLONASS, Beidou, Galileo, QZSS, SBAS | 4+ | 2018. június 4.   | 2018 Q3            |

### Snapdragon 7c/7c+ számítási platformok
| Modellszám | terméknév            | fab                 | CPU (ARMv8)                                                           | GPU                                        | DSP                  | képjelfeldolgozó processzor (ISP)                   | memória<technológia | modem | kapcsolódási lehetőségek | QC              | bejelentés ideje  | minták megjelenése |
| ---------- | -------------------- | ------------------- | --------------------------------------------------------------------- | ------------------------------------------ | -------------------- | --------------------------------------------------- | --- | --- | --- | --------------- | ----------------- | ------------------ |
| SC7180     | Snapdragon 7c        | 8 nm (Samsung 8LPP) | Kryo 468 2 + 6 mag, (2,4 GHz)                                         | Adreno 618 825 MHz (422,4 GFLOPS FP32-ben) | Hexagon 692 (5 TOPS) | Spectra 255 (32 MP kamera, 16 MP kétkamerás)        | LPDDR4X kétcsatornás 16 bites (32 bites) 2133 MHz (17,1 GB/s)                                                                   | X15 LTE letöltés: Cat 15, @ 800 Mbit/s; feltöltés: Cat 13, @ 150 Mbit/s                                                              | Bluetooth 5; 802.11ax (Wi-Fi 6); GPS, Glonass, SBAS, Beidou, Galileo, QZSS, NavIC; USB 3.1; eMMC 5.1, UFS 3.0                                                    |                 | 2019. december 5. | 2020 Q1            |
| SC7180P    | Snapdragon 7c Gen 2  | 8 nm (Samsung 8LPP) | Kryo 468 2 + 6 mag, (2,55 GHz)                                        | Adreno 618 825 MHz (422,4 GFLOPS FP32-ben) | Hexagon 692 (5 TOPS) | Spectra 255 (32 MP kamera, 16 MP kétkamerás)        | LPDDR4X kétcsatornás 16 bites (32 bites) 2133 MHz (17,1 GB/s)                                                                   | X15 LTE letöltés: Cat 15, @ 800 Mbit/s; feltöltés: Cat 13, @ 150 Mbit/s                                                              | Bluetooth 5; 802.11ax (Wi-Fi 6); GPS, Glonass, SBAS, Beidou, Galileo, QZSS, NavIC; USB 3.1; eMMC 5.1, UFS 3.0                                                    | 2021. május 24. | 2021 Q2           |                    |
| SC7280     | Snapdragon 7c+ Gen 3 | 6 nm (TSMC N6)      | Kryo 4 Gold + 4 Silver mag, (Cortex-A78 2,4 GHz + Cortex-A55 1,8 GHz) | Adreno 618 825 MHz (422,4 GFLOPS FP32-ben) | Hexagon (6.5 TOPS)   | Spectra (64 MP egy kamera vagy 36+22 MP két kamera) | LPDDR4X kétcsatornás 16 bites (32 bites) 2133 MHz (17,1 GB/s) vagy LPDDR5 kétcsatornás 16 bites (32 bites) 3200 MHz (25,6 GB/s) | belső: X53 5G/LTE (5G: letöltés @ 3,7 Gbit/s, feltöltés @ 2,9 Gbit/s; LTE Cat 24/22: letöltés @ 1200 Mbit/s, feltöltés @ 210 Mbit/s) | FastConnect 6700, Bluetooth 5.2; 802.11ax (Wi-Fi 6E) 2x2 (MU-MIMO) @ 3,6 Gbit/s; GPS, Glonass, BeiDou, Galileo, QZSS, SBAS, USB 3.1; eMMC 5.1, UFS 2.1, NVMe SSD |                 | 2021. december 1. | 2022 Q1            |

### Snapdragon 8c számítási platformok
| Modellszám | terméknév     | fab            | CPU (ARMv8)                               | GPU                | DSP                  | képjelfeldolgozó processzor (ISP)                                             | memóriatechnológia                                             | modem | kapcsolódási lehetőségek                                                                          | QC | bejelentés ideje  | minták megjelenése |
| ---------- | ------------- | -------------- | ----------------------------------------- | ------------------ | -------------------- | ----------------------------------------------------------------------------- | -------------------------------------------------------------- | --- | ------------------------------------------------------------------------------------------------- | -- | ----------------- | ------------------ |
| SC8180     | Snapdragon 8c | 7 nm (TSMC N7) | Kryo 490 4 + 4 mag, (2,45 GHz + 1,80 GHz) | Adreno 675 590 MHz | Hexagon 690 (9 TOPS) | Spectra 390 (192MP egy kamera vagy 22 MP 30 fps-en két kamera MFNR / ZSL-lel) | LPDDR4X négycsatornás 16 bites (64 bites) 2133 MHz (34,1 GB/s) | belső: X24 LTE (Cat 20: letöltés @ 2 Gbit/s, 7 × 20 MHz CA, 256-QAM, 4x4 MIMO 5C-n. feltöltés @ 316 Mbit/s, 3 × 20 MHz CA, 256-QAM) External: X55 5G/LTE (5G: letöltés @ 7 Gbit/s, feltöltés @ 3 Gbit/s; LTE Cat 22: letöltés @ 2,5 Gbit/s, feltöltés @ 316 Mbit/s) | Bluetooth 5.0; 802.11ac/ad; GPS, Glonass, SBAS, Beidou, Galileo, QZSS; USB 3.1; UFS 3.0, NVMe SSD | 4+ | 2019. december 5. | 2020 Q1            |

### Snapdragon 8cx számítási platformok
| Modellszám | terméknév               | fab                 | CPU (ARMv8)                                                     | GPU                                         | DSP                  | képjelfeldolgozó processzor (ISP)                                        | memóriatechnológia                                                | modem | kapcsolódási lehetőségek | QC | bejelentés ideje    | minták megjelenése |
| ---------- | ----------------------- | ------------------- | --------------------------------------------------------------- | ------------------------------------------- | -------------------- | ------------------------------------------------------------------------ | ----------------------------------------------------------------- | --- | --- | -- | ------------------- | ------------------ |
| SC8180X    | Snapdragon 8cx          | 7 nm (TSMC N7)      | Kryo 495 4 + 4 mag, (2,84 GHz Cortex-A76 + 1,80 GHz Cortex-A55) | Adreno 680 585 MHz (1797.1 GFLOPS FP32-ben) | Hexagon 690 (9 TOPS) | Spectra 390 (32MP egy kamera, 16 MP 30 fps-en két kamera MFNR / ZSL-lel) | LPDDR4X nyolc csatornás 16 bites (128 bites) 2133 MHz (68,3 GB/s) | nincs belső modem opcionális külső X24 LTE (Cat 20: letöltés @ 2 Gbit/s, 7 × 20 MHz CA, 256-QAM, 4x4 MIMO 5C-n. feltöltés @ 316 Mbit/s, 3 × 20 MHz CA, 256-QAM) | Bluetooth 5.0; 802.11ac/ad; GPS, Glonass, SBAS, Beidou, Galileo, QZSS; USB 3.1; UFS 3.0, NVMe SSD                                                      | 4+ | 2018. december 6.   | 2019 Q3            |
| SC8180XP   | Snapdragon 8cx Gen 2 5G | 7 nm (TSMC N7)      | Kryo 495 4 + 4 mag, (3,15 GHz Cortex-A76 + 1,8 GHz Cortex-A55)  | Adreno 690 660 MHz (2027.5 GFLOPS FP32-ben) | Hexagon 690 (9 TOPS) | Spectra 390 (32MP egy kamera, 16 MP 30 fps-en két kamera MFNR / ZSL-lel) | LPDDR4X nyolc csatornás 16 bites (128 bites) 2133 MHz (68,3 GB/s) | nincs belső modem opcionális külső X24 LTE (Cat 20: letöltés @ 2 Gbit/s, 7 × 20 MHz CA, 256-QAM, 4x4 MIMO 5C-n. feltöltés @ 316 Mbit/s, 3 × 20 MHz CA, 256-QAM) vagy X55 5G/LTE (5G: letöltés @ 7 Gbit/s, feltöltés @ 3 Gbit/s; LTE Cat 22: letöltés @ 2,5 Gbit/s, feltöltés @ 316 Mbit/s) | Bluetooth 5.1; 802.11ax (Wi-Fi 6) 2x2 (MU-MIMO) @ 2,4 Gbit/s, NFC, GPS, Glonass, Beidou, Galileo, QZSS, SBAS, USB 3.1; UFS 3.0. NVMe SSD               | 4+ | 2020. szeptember 3. | 2020 Q3            |
| SC8280     | Snapdragon 8cx Gen 3    | 5 nm (Samsung 5LPE) | Kryo 4 + 4 mag, (3,0 GHz Cortex-X1 + 2,40 GHz Cortex-A78)       | Adreno 695 900 MHz (3686.4 GFLOPS FP32-ben) | Hexagon (15 TOPS)    | Spectra (24 MP 30 fps-en egy kamera MFNR/ZSL-lel)                        | LPDDR4X nyolc csatornás 16 bites (128 bites) 2133 MHz (68,3 GB/s) | nincs belső modem opcionális külső X55 5G/LTE, X62 5G/LTE, X65 5G/LTE (5G: letöltés @ 4.4/7.5/10 Gbit/s, feltöltés @ 3 Gbit/s; LTE Cat 22: letöltés @ 2,5 Gbit/s, feltöltés @ 316 Mbit/s)                                                                                                  | FastConnect 6900, Bluetooth 5.1; 802.11ax (Wi-Fi 6E) 2x2 (MU-MIMO) @ 3,6 Gbit/s; GPS, Glonass, BeiDou, Galileo, QZSS, SBAS, USB 3.1; UFS 3.1, NVMe SSD |    | 2021. december 1.   | 2022 Q1            |

### Microsoft SQ számítási platformok
| Terméknév     | fab                 | CPU (ARMv8)                                                     | GPU                                         | DSP                  | képjelfeldolgozó processzor (ISP)                                         | memóriatechnológia                                                | modem | kapcsolódási lehetőségek | QC | bejelentés ideje | minták megjelenése |
| ------------- | ------------------- | --------------------------------------------------------------- | ------------------------------------------- | -------------------- | ------------------------------------------------------------------------- | ----------------------------------------------------------------- | --- | --- | -- | ---------------- | ------------------ |
| Microsoft SQ1 | 7 nm (TSMC N7)      | Kryo 495 4 + 4 mag, (3 GHz Cortex-A76 + 1,80 GHz Cortex-A55)    | Adreno 685 590 MHz (1812,5 GFLOPS FP32-ben) | Hexagon 690 (9 TOPS) | Spectra 390 (192 MP egy kamera / 22 MP 30 fps-en két kamera MFNR/ZSL-lel) | LPDDR4X nyolc csatornás 16 bites (128 bites) 2133 MHz (68,2 GB/s) | nincs belső modem opcionális külső X24 LTE (Cat 20: letöltés max. 2 Gbit/s, 7 × 20 MHz CA, 256-QAM, 4x4 MIMO 5C-n. feltöltés max. 316 Mbit/s, 3 × 20 MHz CA, 256-QAM)                                 | Bluetooth 5.0; 802.11ac/ad; GPS, GLONASS, Beidou, Galileo, QZSS, SBAS; USB 3.1; UFS 3.0, NVMe SSD                                                         | 4+ | 2019. október 2. | 2019 Q4            |
| Microsoft SQ2 | 7 nm (TSMC N7)      | Kryo 495 4 + 4 mag, (3,15 GHz Cortex-A76 + 2,42 GHz Cortex-A55) | Adreno 690 680 MHz (2089 GFLOPS FP32-ben)   | Hexagon 690 (9 TOPS) | Spectra 390 (192 MP egy kamera / 22 MP 30 fps-en két kamera MFNR/ZSL-lel) | LPDDR4X nyolc csatornás 16 bites (128 bites) 2133 MHz (68,2 GB/s) | nincs belső modem opcionális külső X24 LTE (Cat 20: letöltés max. 2 Gbit/s, 7 × 20 MHz CA, 256-QAM, 4x4 MIMO 5C-n. feltöltés max. 316 Mbit/s, 3 × 20 MHz CA, 256-QAM)                                 | Bluetooth 5.0; 802.11ac/ad; GPS, GLONASS, Beidou, Galileo, QZSS, SBAS; USB 3.1; UFS 3.0, NVMe SSD                                                         | 4+ | 2020. október 1. | 2020 Q4            |
| Microsoft SQ3 | 5 nm (Samsung 5LPE) | Kryo 4 + 4 mag, (3,0 GHz Cortex-X1 + 2,40 GHz Cortex-A78)       | Adreno 695 900 MHz (3686,4 GFLOPS FP32-ben) | Hexagon (15 TOPS)    | Spectra (24 MP 30 fps-en egy kamera MFNR/ZSL-lel)                         | LPDDR4X nyolc csatornás 16 bites (128 bites) 2133 MHz (68,2 GB/s) | nincs belső modem opcionális külső X62 5G/LTE, X55 5G/LTE, X65 5G/LTE (5G: letöltés max. 4.4/7.5/10 Gbit/s, feltöltés max. 3 Gbit/s; LTE Cat 22: letöltés max. 2,5 Gbit/s, feltöltés max. 316 Mbit/s) | FastConnect 6900, Bluetooth 5.1; 802.11ac/ax (Wi-Fi 6E) 2x2 (MU-MIMO) @ 3,6 Gbit/s; GPS, GLONASS, BeiDou, Galileo, QZSS, SBAS, USB 3.1; UFS 3.1, NVMe SSD |    |                  | 2022 Q3            |

### Snapdragon X sorozat
| Modellszám         | fab            | lapka méret                                             | CPU (mag/frek.)                                                  | GPU                                | DSP/NPU           | képjelfeldolgozó processzor (ISP)             | memóriatechnológia                                                      | modem | kapcsolódási lehetőségek | bejelentés ideje  | minták megjelenése |
| Snapdragon X       | Snapdragon X   | Snapdragon X                                            | Snapdragon X                                                     | Snapdragon X                       | Snapdragon X      | Snapdragon X                                  | Snapdragon X                                                            | Snapdragon X | Snapdragon X | Snapdragon X      | Snapdragon X       |
| ------------------ | -------------- | ------------------------------------------------------- | ---------------------------------------------------------------- | ---------------------------------- | ----------------- | --------------------------------------------- | ----------------------------------------------------------------------- | --- | --- | ----------------- | ------------------ |
| X1-26-100          | 4 nm (TSMC N4) |                                                         | Oryon 8 mag, (3,0 GHz)                                           | Adreno X1-45 1107 MHz (1.7 TFLOPS) | Hexagon (45 TOPS) | Spectra (36 MP egy kamera)                    | LPDDR5X-8448 nyolc csatornás 16 bites (128 bites) @ 4224 MHz (135 GB/s) | nincs belső modem opcionális külső X65 5G/LTE (5G: letöltés max. 10 Gbit/s, feltöltés max. 3,5 Gbit/s; LTE Cat 22: letöltés max. 2,5 Gbit/s, feltöltés max. 316 Mbit/s) | nincs belső külső: FastConnect 7800, Bluetooth 5.4; 802.11ac/ax/be (Wi-Fi 7) 2x2 (MU-MIMO) @ 3,6 Gbit/s; GPS, GLONASS, BeiDou, Galileo, QZSS, SBAS, USB 4.0; UFS 4.0, NVMe SSD | 2025. január 6.   | 2025 Q1            |
| Snapdragon X Plus  |                |                                                         |                                                                  |                                    |                   |                                               |                                                                         | | |                   |                    |
| X1P-42-100         | 4 nm (TSMC N4) |                                                         | Oryon 8 mag, (3,2 GHz, egymagos gyorsítás max. 3,4 GHz)          | Adreno X1-45 1107 MHz (1.7 TFLOPS) | Hexagon (45 TOPS) | Spectra (36 MP egy kamera)                    | LPDDR5X-8448 nyolc csatornás 16 bites (128 bites) @ 4224 MHz (135 GB/s) | nincs belső modem opcionális külső X65 5G/LTE (5G: letöltés max. 10 Gbit/s, feltöltés max. 3,5 Gbit/s; LTE Cat 22: letöltés max. 2,5 Gbit/s, feltöltés max. 316 Mbit/s) | nincs belső külső: FastConnect 7800, Bluetooth 5.4; 802.11ac/ax/be (Wi-Fi 7) 2x2 (MU-MIMO) @ 3,6 Gbit/s; GPS, GLONASS, BeiDou, Galileo, QZSS, SBAS, USB 4.0; UFS 4.0, NVMe SSD | 2024. április 24. | 2024 Q2            |
| X1P-46-100         | 4 nm (TSMC N4) | Oryon 8 mag, (3,4 GHz, egymagos gyorsítás max. 4,0 GHz) | Adreno X1-45 (2.1 TFLOPS)                                        |                                    | Hexagon (45 TOPS) | Spectra (36 MP egy kamera)                    | LPDDR5X-8448 nyolc csatornás 16 bites (128 bites) @ 4224 MHz (135 GB/s) | nincs belső modem opcionális külső X65 5G/LTE (5G: letöltés max. 10 Gbit/s, feltöltés max. 3,5 Gbit/s; LTE Cat 22: letöltés max. 2,5 Gbit/s, feltöltés max. 316 Mbit/s) | nincs belső külső: FastConnect 7800, Bluetooth 5.4; 802.11ac/ax/be (Wi-Fi 7) 2x2 (MU-MIMO) @ 3,6 Gbit/s; GPS, GLONASS, BeiDou, Galileo, QZSS, SBAS, USB 4.0; UFS 4.0, NVMe SSD | 2024. április 24. | 2024 Q2            |
| X1P-64-100         | 4 nm (TSMC N4) | 172,7 mm2                                               | Oryon 10 mag, (3,4 GHz)                                          | Adreno X1-85 1250 MHz (3.8 TFLOPS) | Hexagon (45 TOPS) | Spectra (64 MP egy kamera / 36 MP két kamera) | LPDDR5X-8448 nyolc csatornás 16 bites (128 bites) @ 4224 MHz (135 GB/s) | nincs belső modem opcionális külső X65 5G/LTE (5G: letöltés max. 10 Gbit/s, feltöltés max. 3,5 Gbit/s; LTE Cat 22: letöltés max. 2,5 Gbit/s, feltöltés max. 316 Mbit/s) | nincs belső külső: FastConnect 7800, Bluetooth 5.4; 802.11ac/ax/be (Wi-Fi 7) 2x2 (MU-MIMO) @ 3,6 Gbit/s; GPS, GLONASS, BeiDou, Galileo, QZSS, SBAS, USB 4.0; UFS 4.0, NVMe SSD | 2024. április 24. | 2024 Q2            |
| X1P-66-100         | 4 nm (TSMC N4) | 172,7 mm2                                               | Oryon 10 mag, (3,4 GHz, egymagos gyorsítás max. 4,0 GHz)         | Adreno X1-85 1250 MHz (3.8 TFLOPS) | Hexagon (45 TOPS) | Spectra (64 MP egy kamera / 36 MP két kamera) | LPDDR5X-8448 nyolc csatornás 16 bites (128 bites) @ 4224 MHz (135 GB/s) | nincs belső modem opcionális külső X65 5G/LTE (5G: letöltés max. 10 Gbit/s, feltöltés max. 3,5 Gbit/s; LTE Cat 22: letöltés max. 2,5 Gbit/s, feltöltés max. 316 Mbit/s) | nincs belső külső: FastConnect 7800, Bluetooth 5.4; 802.11ac/ax/be (Wi-Fi 7) 2x2 (MU-MIMO) @ 3,6 Gbit/s; GPS, GLONASS, BeiDou, Galileo, QZSS, SBAS, USB 4.0; UFS 4.0, NVMe SSD | 2024. április 24. | 2024 Q2            |
| Snapdragon X Elite |                |                                                         |                                                                  |                                    |                   |                                               |                                                                         | | |                   |                    |
| X1E-78-100         | 4 nm (TSMC N4) | 172,7 mm2                                               | Oryon 12 mag, (3,4 GHz)                                          | Adreno X1-85 1250 MHz (3.8 TFLOPS) | Hexagon (45 TOPS) | Spectra (64 MP egy kamera / 36 MP két kamera) | LPDDR5X-8448 nyolc csatornás 16 bites (128 bites) @ 4224 MHz (135 GB/s) | nincs belső modem opcionális külső X65 5G/LTE (5G: letöltés max. 10 Gbit/s, feltöltés max. 3,5 Gbit/s; LTE Cat 22: letöltés max. 2,5 Gbit/s, feltöltés max. 316 Mbit/s) | nincs belső külső: FastConnect 7800, Bluetooth 5.4; 802.11ac/ax/be (Wi-Fi 7) 2x2 (MU-MIMO) @ 3,6 Gbit/s; GPS, GLONASS, BeiDou, Galileo, QZSS, SBAS, USB 4.0; UFS 4.0, NVMe SSD | 2023. október 24. | 2024 Q2            |
| X1E-80-100         | 4 nm (TSMC N4) | 172,7 mm2                                               | Oryon 12 mag, (3,4 GHz, egy- és kétmagos gyorsítás max. 4,0 GHz) | Adreno X1-85 1250 MHz (3.8 TFLOPS) | Hexagon (45 TOPS) | Spectra (64 MP egy kamera / 36 MP két kamera) | LPDDR5X-8448 nyolc csatornás 16 bites (128 bites) @ 4224 MHz (135 GB/s) | nincs belső modem opcionális külső X65 5G/LTE (5G: letöltés max. 10 Gbit/s, feltöltés max. 3,5 Gbit/s; LTE Cat 22: letöltés max. 2,5 Gbit/s, feltöltés max. 316 Mbit/s) | nincs belső külső: FastConnect 7800, Bluetooth 5.4; 802.11ac/ax/be (Wi-Fi 7) 2x2 (MU-MIMO) @ 3,6 Gbit/s; GPS, GLONASS, BeiDou, Galileo, QZSS, SBAS, USB 4.0; UFS 4.0, NVMe SSD | 2023. október 24. | 2024 Q2            |
| X1E-84-100         | 4 nm (TSMC N4) | 172,7 mm2                                               | Oryon 12 mag, (3,8 GHz, egy- és kétmagos gyorsítás max. 4,2 GHz) | Adreno X1-85 1500 MHz (4.6 TFLOPS) | Hexagon (45 TOPS) | Spectra (64 MP egy kamera / 36 MP két kamera) | LPDDR5X-8448 nyolc csatornás 16 bites (128 bites) @ 4224 MHz (135 GB/s) | nincs belső modem opcionális külső X65 5G/LTE (5G: letöltés max. 10 Gbit/s, feltöltés max. 3,5 Gbit/s; LTE Cat 22: letöltés max. 2,5 Gbit/s, feltöltés max. 316 Mbit/s) | nincs belső külső: FastConnect 7800, Bluetooth 5.4; 802.11ac/ax/be (Wi-Fi 7) 2x2 (MU-MIMO) @ 3,6 Gbit/s; GPS, GLONASS, BeiDou, Galileo, QZSS, SBAS, USB 4.0; UFS 4.0, NVMe SSD | 2023. október 24. | 2024 Q2            |
| X1E-00-1DE         | 4 nm (TSMC N4) | 172,7 mm2                                               | Oryon 12 mag, (3,8 GHz, egy- és kétmagos gyorsítás max. 4,3 GHz) | Adreno X1-85 1500 MHz (4.6 TFLOPS) | Hexagon (45 TOPS) | Spectra (64 MP egy kamera / 36 MP két kamera) | LPDDR5X-8448 nyolc csatornás 16 bites (128 bites) @ 4224 MHz (135 GB/s) | nincs belső modem opcionális külső X65 5G/LTE (5G: letöltés max. 10 Gbit/s, feltöltés max. 3,5 Gbit/s; LTE Cat 22: letöltés max. 2,5 Gbit/s, feltöltés max. 316 Mbit/s) | nincs belső külső: FastConnect 7800, Bluetooth 5.4; 802.11ac/ax/be (Wi-Fi 7) 2x2 (MU-MIMO) @ 3,6 Gbit/s; GPS, GLONASS, BeiDou, Galileo, QZSS, SBAS, USB 4.0; UFS 4.0, NVMe SSD | 2023. október 24. | 2024 Q2            |

## Támogatott hardveres codec
Lásd: Qualcomm Hexagon

## Viselhető platformok
| Modellszám | terméknév  | fab           | CPU                                      | társprocesszor                                  | GPU                     | DSP                                            | memóriatechnológia                                | modem                                                          | kapcsolódási lehetőségek                                         | bejelentés ideje     | minták megjelenése |
| ---------- | ---------- | ------------- | ---------------------------------------- | ----------------------------------------------- | ----------------------- | ---------------------------------------------- | ------------------------------------------------- | -------------------------------------------------------------- | ---------------------------------------------------------------- | -------------------- | ------------------ |
| ?          | Wear 1100  | 28 nm         | 1 mag, max. 1,2 GHz Cortex-A7 (ARMv7)    | N/A                                             | rögzített funkciójú GPU |                                                | LPDDR2                                            | integrált 2G/3G/LTE (Cat 1, max. 10/5 Mbit/s)                  | Bluetooth 4.1; 802.11a/b/g/n/ac; GPS, GLONASS, Galileo, BeiDou   | 2016. május 30.      | 2016 Q2            |
| ?          | Wear 1200  | 28 nm         | 1 mag, max. 1,3 GHz Cortex-A7 (ARMv7)    | N/A                                             | rögzített funkciójú GPU | integrált 2G/LTE (Cat M1, max. 300/350 kbit/s) | LPDDR2                                            | Bluetooth 4.2; 802.11a/b/g/n/ac; GPS, GLONASS, Galileo, BeiDou | 2017. június 27.                                                 | 2017 Q2              |                    |
| MSM8909w   | Wear 2100  | 28 nm         | 4 mag, max. 1,2 GHz Cortex-A7 (ARMv7)    | N/A                                             | Adreno 304              | Hexagon                                        | LPDDR3 400 MHz                                    | X5 2G/3G/LTE (Cat 4, max. 150/50 Mbit/s)                       | Bluetooth 4.1; 802.11b/g/n; NFC; GPS, GLONASS, Galileo, BeiDou   | 2016. február 10.    | 2016 Q1            |
| MSM8909w   | Wear 2500  | 28 nm         | 4 mag, max. 1,2 GHz Cortex-A7 (ARMv7)    | N/A                                             | Adreno 304              | Hexagon                                        | LPDDR3 400 MHz                                    | X5 2G/3G/LTE (Cat 4, max. 150/50 Mbit/s)                       | Bluetooth 4.1; 802.11b/g/n; NFC; GPS, GLONASS, Galileo, BeiDou   | 2018. június 26.     | 2018 Q2            |
| MSM8909w   | Wear 3100  | 28 nm         | 4 mag, max. 1,2 GHz Cortex-A7 (ARMv7)    | QCC1110 (1 mag, 50 MHz Cortex-M0)               | Adreno 304              | Hexagon                                        | LPDDR3 400 MHz                                    | X5 2G/3G/LTE (Cat 4, max. 150/50 Mbit/s)                       | Bluetooth 4.1; 802.11b/g/n; NFC; GPS, GLONASS, Galileo, BeiDou   | 2018. szeptember 10. | 2018 Q3            |
| SDM429w    | Wear 4100  | 12 nm         | 4 mag, max. 2,0 GHz Cortex-A53 (ARMv8-A) | N/A                                             | Adreno 504 320 MHz      | Hexagon QDSP6 V56                              | LPDDR3 egycsatornás 32 bites 750 MHz (6,0 GiB/s)  | X5 2G/3G/LTE (Cat 4, max. 150/50 Mbit/s)                       | Bluetooth 5.0; 802.11a/b/g/n; NFC; GPS; GLONASS, Galileo, BeiDou | 2020. június 30.     | 2020 Q2            |
| SDM429w    | Wear 4100+ | 12 nm + 28 nm | 4 mag, max. 2,0 GHz Cortex-A53 (ARMv8-A) | QCC1110 (1 mag, 50 MHz Cortex-M0)               | Adreno 504 320 MHz      | Hexagon QDSP6 V56                              | LPDDR3 egycsatornás 32 bites 750 MHz (6,0 GiB/s)  | X5 2G/3G/LTE (Cat 4, max. 150/50 Mbit/s)                       | Bluetooth 5.0; 802.11a/b/g/n; NFC; GPS; GLONASS, Galileo, BeiDou | 2020. június 30.     | 2020 Q2            |
| SW5100     | W5 Gen 1   | 4 nm          | 4 mag, max. 1,7 GHz Cortex-A53 (ARMv8-A) | N/A                                             | Adreno A702 1 GHz       | Hexagon DSP V66K                               | LPDDR4 egycsatornás 16 bites 2133 MHz (8,5 GiB/s) | integrált 2G/3G/LTE (Cat 4, max. 150/50 Mbit/s)                | Bluetooth 5.3; 802.11a/b/g/n; NFC; GPS; GLONASS, Galileo, BeiDou | 2022. július 19.     | 2022 Q3            |
| SW5100     | W5+ Gen 1  | 4 nm + 22 nm  | 4 mag, max. 1,7 GHz Cortex-A53 (ARMv8-A) | QCC5100 (1 mag, 250 MHz Cortex-M55 + Ethos-U55) | Adreno A702 1 GHz       | Hexagon DSP V66K                               | LPDDR4 egycsatornás 16 bites 2133 MHz (8,5 GiB/s) | integrált 2G/3G/LTE (Cat 4, max. 150/50 Mbit/s)                | Bluetooth 5.3; 802.11a/b/g/n; NFC; GPS; GLONASS, Galileo, BeiDou | 2022. július 19.     | 2022 Q3            |

1. ↑  Bluetooth 4.2 a Wear 3100-hez

## Autóipari platformok
A Snapdragon 602A a gépjárműiparban való alkalmazásra tervezett eszköz, 2014. január 6-án jelentették be.

A Snapdragon 820A típust 2016. január 6-án jelentették be.
| Snapdragon Automotive Cockpit platform (műszerfal) - SA4150P - SA4155P - SA6145P - SA6150P - SA6155 - SA6155P • | - SA7255P - SA8145P - SA8150P - SA8155 - SA8155P • - SA8195P • - SA8255P • - SA8295P • | Snapdragon Ride & Ride Flex platform - SA8540P - SA8620P - SA8650P - SA8770P - SA8775P - SA9000P • MI gyorsító | Snapdragon Cockpit Elite - Snapdragon Digital Chassis Snapdragon Ride Elite - Qualcomm Oryon CPU |

| Terméknév (modellszám)                  | fab                   | CPU (mag/frek.)                                                           | GPU                                                                | DSP                                                           | memóriatechnológia                                                | modem                                                        | kapcsolódási lehetőségek                                                                              | minták megjelenése |
| --------------------------------------- | --------------------- | ------------------------------------------------------------------------- | ------------------------------------------------------------------ | ------------------------------------------------------------- | ----------------------------------------------------------------- | ------------------------------------------------------------ | --- | ------------------ |
| Snapdragon 602A (APQ8064-AU)            | 28 nm (TSMC 28LP)     | Krait 300 4 mag, 1,51 GHz (ARMv7)                                         | Adreno 320 400 MHz (76,8 GFLOPS) (2048x1536 + 1080p külső kijelző) | Hexagon QDSP6 V4 500 MHz                                      | LPDDR3 kétcsatornás 32 bites 533 MHz (8,5 GB/s)                   | külső: Gobi MDM9615 - GSM: EDGE/GPRS                         | Bluetooth 4.1 + BLE Qualcomm VIVE QCA6574 802.11ac (Wi-Fi 5) 2x2 (MU-MIMO)                            | 2014 Q1            |
| Snapdragon 820AM (APQ8096AU/ MSM8996AU) | 14 nm (Samsung 14LPP) | Kryo 2 + 2 mag (2,15 GHz Gold + 1,59 GHz Silver) (ARMv8)                  | Adreno 530 624 MHz (319,4 GFLOPS)                                  | Hexagon 680 1,0 GHz                                           | LPDDR4X kétcsatornás 32 bites (64 bites) 1866 MHz (29,9 GB/s)     | belső: APQ: nem MSM: X12 LTE - feltöltés: Cat 13, 150 Mbit/s | Bluetooth 4.1 802.11ac (Wi-Fi 5) IZat Gen8C                                                           | 2016 Q1            |
| SA6155P                                 | 11 nm (Samsung 11LPP) | Kryo 460 2 + 6 mag, (2,0 GHz Gold + 1,6 GHz Silver)                       | Adreno 608/612 430 MHz (110 GFLOPS)                                | Hexagon 685 V6 DSP (digitális jelprocesszor), Spectra 230 ISP | LPDDR4X kétcsatornás 16 bites (32 bites) 2133 MHz (17,0 GB/s)     | belső: nincs                                                 | Bluetooth 5.0 802.11ac (Wi-Fi 5) GPS, Glonass, Beidou, Galileo, QZSS, SBAS                            | 2019 Q1            |
| Snapdragon 855A (SA8155P)               | 7 nm (TSMC N7)        | Kryo 485 1 + 3 + 4 mag (2,96 GHz Prime + 2,42 GHz Gold + 1,79 GHz Silver) | Adreno 640 675 MHz (1036,8 GFLOPS)                                 | Hexagon 690 (10 TOPS)                                         | LPDDR4X négycsatornás 16 bites (64 bites) 2133 MHz (34,1 GB/s)    | X24 LTE Modem - 2G GSM/CDMA                                  | Bluetooth 5.0 802.11ax (Wi-Fi 6) GPS, Glonass, Beidou, Galileo, QZSS, SBAS                            | 2021 Q1            |
| SA8195P                                 | 7 nm (TSMC N7)        | Kryo 495 4 + 4 mag (Cortex-A76 + Cortex-A55)                              | Adreno 680 600 MHz (1843,2 GFLOPS)                                 | Hexagon                                                       | LPDDR4X négycsatornás 16 bites (64 bites) 2133 MHz (34,1 GB/s)    | belső: nincs                                                 | Bluetooth 5.0 802.11ax (Wi-Fi 6) GPS, Glonass, Beidou, Galileo, QZSS, SBAS                            |                    |
| SA8255P                                 | 5 nm (Samsung 5LPE)   | Kryo 4 + 4 mag (2,35 GHz Prime + 2,35 GHz Gold)                           | Adreno 663                                                         | Hexagon                                                       | LPDDR5 hatcsatornás 16 bites (96 bites) 3200 MHz (76,8 GB/s)      | belső: nincs                                                 | Bluetooth 5.2 802.11ax (Wi-Fi 6) GPS, Glonass, Beidou, Galileo, QZSS, SBAS                            |                    |
| SA8295P                                 | 5 nm (Samsung 5LPE)   | Kryo 695 4 + 4 mag (2,56 GHz Cortex-X1 + 2,05 GHz Cortex-A78)             | Adreno 695                                                         | Hexagon (30 TOPS)                                             | LPDDR4X nyolc csatornás 16 bites (128 bites) 2133 MHz (68,2 GB/s) | belső: nincs                                                 | Bluetooth 5.2 802.11ax (Wi-Fi 6) 2x2 (MU-MIMO) @ 1,7 Gbit/s GPS, Glonass, Beidou, Galileo, QZSS, SBAS | 2023               |

## Beágyazott platformok
A Snapdragon 410E Embedded és a Snapdragon 600E Embedded rendszerek 2016. szeptember 28-án voltak bejelentve.

A Snapdragon 800 „for Embedded”,

a Snapdragon 810 „for Embedded”

és a Snapdragon 820E Embedded típusok 2018. február 21-én voltak bejelentve.
| Terméknév (modellszám)     | fab                          | CPU (mag/frek.)                                             | GPU                | DSP                      | ISP               | memóriatechnológia                                            | modem | kapcsolódási lehetőségek | minták megjelenése |
| -------------------------- | ---------------------------- | ----------------------------------------------------------- | ------------------ | ------------------------ | ----------------- | ------------------------------------------------------------- | ----- | --- | ------------------ |
| Snapdragon 410E (APQ8016E) | 28 nm (TSMC 28LP)            | 4 mag, max. 1,2 GHz Cortex-A53 (ARMv8)                      | Adreno 306         | Hexagon QDSP6 V5 691 MHz | max. 13 MP kamera | LPDDR2/3 egycsatornás 32 bites 533 MHz (4,2 GB/s)             | nincs | Bluetooth 4.0, 802.11n, GPS |                    |
| Snapdragon 600E (APQ8064E) | 28 nm (TSMC 28LP)            | 4 mag, max. 1,5 GHz Krait 300 (ARMv7)                       | Adreno 320 400 MHz | Hexagon QDSP6 V4 500 MHz | max. 21 MP kamera | DDR3/DDR3L kétcsatornás 533 MHz                               | nincs | Bluetooth 4.0, 802.11a/b/g/n/ac (2,4/5 GHz), IZat Gen8A                                                                                      |                    |
| Snapdragon 800E (APQ8074)  | 28 nm (TSMC 28HPM)           | 4 mag, max. 2,3 GHz Krait 400 (ARMv7)                       | Adreno 330         | Hexagon QDSP6 V5         | max. 55 MP kamera | LPDDR3 kétcsatornás 32 bites 800 MHz (12,8 GB/s)              | nincs | Bluetooth 4.1; 802.11n/ac (2,4/5 GHz); IZat Gen8B; NFC, Gigabit Ethernet, HDMI, DisplayPort, SATA, SDIO, UART, I2C, GPIOs, JTAG; USB 3.0/2.0 |                    |
| Snapdragon 810E (APQ8094)  | 20 nm (TSMC 20SoC)           | 4 + 4 mag, 2,0 GHz Cortex-A57 + 1,55 GHz Cortex-A53 (ARMv8) | Adreno 430 650 MHz | Hexagon V56 800 MHz      | max. 55 MP kamera | LPDDR4 kétcsatornás 32 bites 1600 MHz (25,6 GB/s)             | nincs | Bluetooth 4.1; 802.11ac; IZat Gen8C |                    |
| Snapdragon 820E (APQ8096)  | 14 nm FinFET (Samsung 14LPP) | 2 + 2 mag, (2,15 GHz + 1,6 GHz) Kryo (ARMv8)                | Adreno 530         | Hexagon 680 825 MHz      | max. 28 MP kamera | LPDDR4 négycsatornás 16 bites (64 bites) 1866 MHz (29,8 GB/s) | nincs | Bluetooth 4.1; 802.11ac/ad; IZat Gen8C |                    |

## Vision Intelligence Platform
A Qualcomm  2018. április 11-én jelentette be a „Vision Intelligence” platformot.
A Qualcomm Vision Intelligence, azaz látási intelligencia platformot kifejezetten arra tervezték, hogy a nagy teljesítményű vizuális számítástechnikát és a gépi tanuláshoz alkalmazott peremhálózati számítástechnikát (edge computing) elérhetővé tegye az IoT-eszközök széles körében.
| Modellszám | fab                   | CPU (ARMv8)                                                  | GPU                                              | DSP         | ISP                                            | memóriatechnológia        | modem | kapcsolódási lehetőségek                                                                                             | QC | minták megjelenése |
| ---------- | --------------------- | ------------------------------------------------------------ | ------------------------------------------------ | ----------- | ---------------------------------------------- | ------------------------- | ----- | --- | -- | ------------------ |
| QCS603     | 10 nm (Samsung 10LPP) | 2 + 2 mag, (1,6 GHz Kryo 360 Gold + 1,7 GHz Kryo 360 Silver) | Adreno 615 (Quad HD + 4K Ultra HD külső kijelző) | Hexagon 685 | Spectra 270 (max. 24 MP kamera / 16 MP kettős) | LPDDR4X 16 bites 1866 MHz | nincs | Bluetooth 5.0, NFC, 802.11ac 1x1 (MU-MIMO) Wi-Fi max. 433 Mbit/s, GPS, GLONASS, Beidou, Galileo, QZSS, SBAS, USB 3.1 | 4+ |                    |
| QCS605     | 10 nm (Samsung 10LPP) | 8 mag, max. 2,5 GHz Kryo 300                                 | Adreno 615 (Quad HD + 4K Ultra HD külső kijelző) | Hexagon 685 | Spectra 270 (max. 32 MP kamera / 16 MP kettős) | LPDDR4X 16 bites 1866 MHz | nincs | Bluetooth 5.0, NFC, 802.11ac 2x2 (MU-MIMO) Wi-Fi max. 867 Mbit/s, GPS, GLONASS, Beidou, Galileo, QZSS, SBAS, USB 3.1 | 4+ |                    |

## Home Hub és Smart Audio platformok
A Qualcomm Smart Audio Platform (APQ8009 és APQ8017) 2017. június 14-én volt bejelentve.

A Qualcomm 212 Home Hub (APQ8009) és Qualcomm 624 Home Hub (APQ8053) 2018. január 9-én volt bejelentve.
A QCS400 sorozatot 2019. március 19-én jelentették be.
| Modellszám       | fab                   | CPU (mag/frek.)                        | GPU                   | DSP            | ISP                             | audio                       | memóriatechnológia            | modem | kapcsolódási lehetőségek                                                   | minták megjelenése |
| ---------------- | --------------------- | -------------------------------------- | --------------------- | -------------- | ------------------------------- | --------------------------- | ----------------------------- | ----- | -------------------------------------------------------------------------- | ------------------ |
| APQ8009 (SDA212) | 28 nm (TSMC 28LP)     | 4 mag, max. 1,3 GHz Cortex-A7 (ARMv7)  | Adreno 304 (HD)       | Hexagon 536    | max. 16 MP kamera               |                             | LPDDR2/3 egycsatornás 533 MHz | nincs | Bluetooth 4.2 + BLE, 802.11ac (2,4/5 GHz) Wi-Fi                            |                    |
| APQ8017          | 28 nm (TSMC 28LP)     | 4 mag, max. 1,4 GHz Cortex-A53 (ARMv8) | Adreno 308 (Full HD)  | Hexagon 536    |                                 |                             | LPDDR3 egycsatornás 667 MHz   | nincs | Bluetooth 4.2 + BLE, 802.11ac (2,4/5 GHz) Wi-Fi                            |                    |
| APQ8053 (SDA624) | 14 nm (Samsung 14LPP) | 8 mag, max. 1,8 GHz Cortex-A53 (ARMv8) | Adreno 506 (Full HD+) | Hexagon 546    | max. 24 MP kamera, 13 MP kettős |                             | LPDDR3                        | nincs | Bluetooth 4.2 + BLE, 802.11ac (2,4/5 GHz) Wi-Fi                            |                    |
| QCS403           |                       | kétmagos CPU                           | nincs                 | 2× Hexagon V66 |                                 | 12× támogatott hangcsatorna |                               | nincs | Bluetooth 5.1; 802.11ax-re felkészített, 802.11ac, 4x4 (MIMO); Zigbee/15.4 | 2019 Q1            |
| QCS404           |                       | négymagos CPU                          | nincs                 | 2× Hexagon V66 |                                 | 12× támogatott hangcsatorna |                               | nincs | Bluetooth 5.1; 802.11ax-re felkészített, 802.11ac, 4x4 (MIMO); Zigbee/15.4 | 2019 Q1            |
| QCS405           |                       | négymagos CPU                          | Adreno 306 (Full HD+) | 2× Hexagon V66 |                                 | 12× támogatott hangcsatorna |                               | nincs | Bluetooth 5.1; 802.11ax-re felkészített, 802.11ac, 4x4 (MIMO); Zigbee/15.4 | 2019 Q1            |
| QCS407           |                       | négymagos CPU                          | Adreno 306 (Full HD+) | 2× Hexagon V66 |                                 | 32× támogatott hangcsatorna |                               | nincs | Bluetooth 5.1; 802.11ax-re felkészített, 802.11ac, 4x4 (MIMO); Zigbee/15.4 | 2019 Q1            |

## Mixed Reality (MR, vegyes valóság) platformok

### Snapdragon XR sorozat
- Snapdragon XR1 – 2018 májusában jelentették be, a kiterjesztett valóság, virtuális valóság és kevert valóság megvalósításához tervezték.[345]
- Snapdragon XR2 – 2019 decemberében jelentették be, a Snapdragon 865 származéka.[346][347]

Ezt használja a Meta Quest 2, a HTC Vive Focus 3 és a Pico 4.
- Snapdragon XR2+ Gen 1 – 2022. október 11-én jelentették be,[348] a Meta Quest Pro-ban használják.
- Snapdragon XR2 Gen 2 – 2023 szeptemberében jelentették be.[349] A Qualcomm azt állítja, hogy elődjéhez, a XR2 5G-hez képest javított teljesítményt nyújt.

Az SoC akár 10 konkurens érzékelőt és kamerát képes kezelni, szemenkénti 3K x 3K felbontással és 12 ms-os teljes színű videó-átvezetéssel.
Támogatja a Wi-Fi 7 hálózatot. Beépítve a Meta Quest 3-ban.
- Snapdragon XR2+ Gen 2  az XR2 Gen 2 egy megnövelt órajelű változata.[351]

| Terméknév  | fab                   | lapkaméret | CPU (ARMv8)                                                                                | GPU                                        | DSP         | ISP                                 | memóriatechnológia                        | tracking                                                        | kapcsolódási lehetőségek  | minták megjelenése |
| ---------- | --------------------- | ---------- | ------------------------------------------------------------------------------------------ | ------------------------------------------ | ----------- | ----------------------------------- | ----------------------------------------- | --------------------------------------------------------------- | ------------------------- | ------------------ |
| XR1        | 10 nm (Samsung 10LPP) |            | 4x Kryo 385 Gold + 4x Kryo 385 Silver                                                      | Adreno 615                                 | Hexagon 685 | Spectra                             | LPDDR4X négycsatornás 16 bites (64 bites) | 3DoF és 6DoF fej- és vezérlőkövetés                             | Wi-Fi 5 Bluetooth 5       | 2019 Q1            |
| XR2        | 7 nm (TSMC N7+)       |            | 1x Kryo 585 Prime (2,84 GHz) + 3x Kryo 585 Gold (2,42 GHz) + 4x Kryo 585 Silver (1,80 GHz) | Adreno 650 (max. 2x 3K kijelző 90 Hz-en)   | Hexagon 698 | Spectra (max. 7 kamera bemenet)     | LPDDR4X négycsatornás 16 bites (64 bites) | teljes 6DoF fej- és vezérlőkövetés, valamint kéz- és ujjkövetés | Wi-Fi 6 Bluetooth 5 5G    | 2020 Q1            |
| XR2+ Gen 1 | 7 nm (TSMC N7+)       |            | 1x Kryo 585 Prime (2,84 GHz) + 3x Kryo 585 Gold (2,42 GHz) + 4x Kryo 585 Silver (1,80 GHz) | Adreno 650 (max. 2x 3K kijelző 90 Hz-en)   | Hexagon 698 | Spectra (max. 7 kamera bemenet)     | LPDDR5 négycsatornás 16 bites (64 bites)  | teljes 6DoF fej- és vezérlőkövetés, valamint kéz- és ujjkövetés | Wi-Fi 6E Bluetooth 5.2 5G | 2022 Q4            |
| XR2 Gen 2  | 4 nm (Samsung 4LPX)   | 115,8 mm2  | 4x Kryo (Cortex-A78C 2,36 GHz) + 2x Kryo (Cortex-A78C 2,05 GHz)                            | Adreno 740 (max. 2x 3K kijelző 90 Hz-en)   | Hexagon     | Spectra (bemenet max. 10 kamerából) | LPDDR5X négycsatornás 16 bites (64 bites) |                                                                 | Wi-Fi 7 Bluetooth 5.3 5G  | 2023 Q4            |
| XR2+ Gen 2 | 4 nm (Samsung 4LPX)   | 115,8 mm2  | 4x Kryo (Cortex-A78C) + 2x Kryo (Cortex-A78C)                                              | Adreno 740 (max. 2x 4.3K kijelző 90 Hz-en) | Hexagon     | Spectra (bemenet max. 12 kamerából) | LPDDR5X négycsatornás 16 bites (64 bites) |                                                                 | Wi-Fi 7 Bluetooth 5.3 5G  | 2024 Q1            |

### Snapdragon AR sorozat
A Qualcomm Snapdragon AR2 Gen 1 Platform 2022. november 17-én volt bejelentve. Tervezett felhasználási köre az okosszemüvegek.

2023. szeptember 27-én a Qualcomm bejelentette a Snapdragon AR1 Gen 1 Platform megjelenését a vékony és könnyű AR szemüvegekhez.
Ennek célja, hogy lehetővé tegye a személyi asszisztensek, a hangminőségjavítás, a vizuális keresés és a valós idejű elfordulások használatát az eszközön belüli MI gyorsítással. A platform támogatja a binokuláris kijelzőket, max. 1280 x 1280 felbontással, ezzel együtt a heads-up információ és tartalom megjelenítését. Az új 14 bites ISP képes 12 MP-es fényképek és 6 MP-es videofelvételek és élő közvetítés rögzítésére. A fejkövetés 3DoF (három szabadsági fok) értékre korlátozódik.

## Játékplatformok

### Snapdragon G sorozat
2021 decemberében a Qualcomm bejelentette a Snapdragon G3x Gen 1 Gaming Platformot.
A Razer Edge az első eszköz, amely a platformot használja.
A G3x Gen 1 alapjául a Snapdragon 888+ szolgál, mivel ugyanaz az alaplapi kódnév (Lahaina), ugyanazok a CPU-klaszterek magasabb órajelekkel, és szintén magasabb órajelű GPU-t tartalmaz. A kapcsolódási lehetőségek szintén hasonlóak.
2023 augusztusában a Qualcomm bejelentette a Snapdragon G sorozatú platformot, amelyet kézi játékeszközökhöz terveztek.
2025. március 19-én a Qualcomm bemutatta a Snapdragon G3 Gen 3, G2 Gen 2 és G1 Gen 2 platformokat.
| Terméknév | fab                      | CPU (mag/frek.) | GPU                                         | modem | kapcsolódási lehetőségek                                                                       | képernyő          | minták megjelenése |
| --------- | ------------------------ | --- | ------------------------------------------- | --- | ---------------------------------------------------------------------------------------------- | ----------------- | ------------------ |
| G1 Gen 1  | Ismeretlen               | Kryo (8 mag) | Adreno A11                                  | N/A | Bluetooth 5.0; 802.11a/b/g/n/ac (Wi-Fi 5) 1x1                                                  | HD 60 fps-en      | 2023 Q4            |
| G1 Gen 2  | 4 nm (??) (Samsung 4LPX) | 2 + 6 mag (2x 2,4 GHz Kryo Gold – Cortex-A78 + 6x 1,96 GHz Kryo Silver – Cortex-A55)                                              | Adreno A12 1010 MHz (258,6 GFLOPS FP32-ben) | X61 5G (5G NR Sub-6 & mmWave: letöltés max. 2,5 Gbit/s, feltöltés max. 900 Mbit/s)                                                                  | Bluetooth 5.1; 802.11a/b/g/n/ac (Wi-Fi 5) 1x1                                                  | FHD+ max. 120 fps | 2025 Q1            |
| G2 Gen 1  | 4 nm (??) (Samsung 4LPX) | Kryo 4 + 4 mag (Cortex-A78 + Cortex-A55)                                                                                          | Adreno A21                                  | X62 5G/LTE (5G NR Sub-6 & mmWave: letöltés max. 4,4 Gbit/s, feltöltés max. 1,6 Gbit/s)                                                              | FastConnect 6700; Bluetooth 5.0; 802.11a/b/g/n/ac/ax (Wi-Fi 6E) 2x2 (MU-MIMO) max. 2,9 Gbit/s; | FHD+ max. 144 fps | 2023 Q4            |
| G2 Gen 2  | 4 nm (TSMC N4P)          | Kryo (Cortex-X4 + 4× Cortex-A720 + 3× Cortex-A520)                                                                                | Adreno A22                                  | X61 5G (5G NR Sub-6 & mmWave: letöltés max. 2,5 Gbit/s, feltöltés max. 900 Mbit/s)                                                                  | FastConnect 7800; Bluetooth 5.3; 802.11a/b/g/n/ac/ax/be (Wi-Fi 7) max. 5,8 Gbit/s              | QHD+ max. 144 fps | 2025 Q1            |
| G3x Gen 1 | 5 nm (Samsung 5LPE)      | 1x 3,0 GHz Kryo 680 Prime (Cortex-X1) + 3x 2,42 GHz Kryo 680 Gold (Cortex-A78) + 4x 1,80 GHz Kryo 680 Silver Cortex-A55)          | Adreno 660 900 MHz (1382,4 GFLOPS FP32-ben) | X60 5G (5G NR Sub-6 & mmWave: letöltés max. 7,5 Gbit/s, feltöltés max. 3 Gbit/s; LTE Cat 22: letöltés max. 2,5 Gbit/s, feltöltés max. 0,316 Gbit/s) | FastConnect 6900; Bluetooth 5.2; 802.11a/b/g/n/ac/ax (Wi-Fi 6E) max. 3,6 Gbit/s                | FHD+ max. 144 fps | 2023 Q1            |
| G3x Gen 2 | 4 nm (TSMC N4)           | 1× 3,36 GHz Kryo Prime (Cortex-X3) + 4× 2,8 GHz Kryo Gold (2× Cortex-A715 2× Cortex-A710) + 3× 2,02 GHz Kryo Silver (Cortex-A510) | Adreno A32 1000 MHz (3072 GFLOPS FP32-ben)  | X70 5G (5G NR Sub-6 & mmWave: letöltés max. 10 Gbit/s, feltöltés max. 3,5 Gbit/s)                                                                   | FastConnect 7800; Bluetooth 5.3; 802.11a/b/g/n/ac/ax/be (Wi-Fi 7) max. 5,8 Gbit/s              | FHD+ max. 144 fps | 2023 Q4            |
| G3 Gen 3  | 4 nm (TSMC N4P)          | 1× (Cortex-X4) + 5× (Cortex-A720) + 2× (Cortex-A520)                                                                              | Adreno A33                                  | X61 5G (5G NR Sub-6 & mmWave: letöltés max. 2,5 Gbit/s, feltöltés max. 900 Mbit/s)                                                                  | FastConnect 7800; Bluetooth 5.3; 802.11a/b/g/n/ac/ax/be (Wi-Fi 7) max. 5,8 Gbit/s              | QHD+ max. 144 fps | 2025 Q1            |

## Bluetooth SoC platformok
Miután a Qualcomm 2015-ben felvásárolta a CSR vállalatot, a Qualcomm ultraalacsony fogyasztású Bluetooth SoC-kat tervezett a CSR, QCA és QCC márkanevek alatt vezeték nélküli fejhallgatók és fülhallgatók számára. A Qualcomm mind az Amazonnal, mind a Google-val együtt dolgozott referenciatervek kialakításán, a gyártók Alexa, Google Assistant és Google Fast Pair technológiáit támogató fejhallgatók kifejlesztésére. A Qualcomm a 2018-as CES-en jelentette be a QCC5100 sorozatot.
2020. január 28-án a QCC304x és QCC514x SoC-k megkapták a Bluetooth 5.2 tanúsítványt a Bluetooth SIG-től. Az megelőző napon a Qualcomm egy blogbejegyzést tett közzé a LE Audio-ról, amiben a QCC5100 sorozatra hivatkozott. 2020. március 25-én a BLE Audio QCC304x és QCC514x SoC-ket  hivatalosan is bejelentették.

### Qualcomm QCC300x sorozatú Bluetooth audio SoC-k
| Modellszám | fab                                                | CPU                                     | DSP                                         | Bluetooth                            | támogatott technológiák        | energiafogyasztás | DAC kimenet / digitális mikrofon bemenet | minták megjelenése |
| ---------- | -------------------------------------------------- | --------------------------------------- | ------------------------------------------- | ------------------------------------ | ------------------------------ | ----------------- | ---------------------------------------- | ------------------ |
| QCC3001    |                                                    | RISC alkalmazásprocesszor (max. 80 MHz) | egymagos Qualcomm Kalimba DSP (max. 80 MHz) | Bluetooth 5.0, kettős módú Bluetooth | TrueWireless Stereo, cVc audio |                   | mono / 2-mic                             |                    |
| QCC3002    | TrueWireless Stereo, aptX Classic/HD/LL, cVc audio | RISC alkalmazásprocesszor (max. 80 MHz) | egymagos Qualcomm Kalimba DSP (max. 80 MHz) | Bluetooth 5.0, kettős módú Bluetooth |                                |                   | mono / 2-mic                             |                    |
| QCC3003    | cVc audio                                          | RISC alkalmazásprocesszor (max. 80 MHz) | egymagos Qualcomm Kalimba DSP (max. 80 MHz) | Bluetooth 5.0, kettős módú Bluetooth |                                | sztereó / 1-mic   |                                          |                    |
| QCC3004    | cVc audio                                          | RISC alkalmazásprocesszor (max. 80 MHz) | egymagos Qualcomm Kalimba DSP (max. 80 MHz) | Bluetooth 5.0, kettős módú Bluetooth |                                | sztereó / 2-mic   |                                          |                    |
| QCC3005    | aptX Classic/HD/LL, cVc audio                      | RISC alkalmazásprocesszor (max. 80 MHz) | egymagos Qualcomm Kalimba DSP (max. 80 MHz) | Bluetooth 5.0, kettős módú Bluetooth |                                | sztereó / 2-mic   |                                          |                    |

### Qualcomm QCC30xx sorozatú Bluetooth audio SoC-k
| Modellszám | fab                                                     | CPU                                                  | DSP                                          | Bluetooth | támogatott technológiák                                                                                   | energiafogyasztás    | DAC kimenet / digitális mikrofon bemenet | digitális asszisztens aktiválása | minták megjelenése |
| ---------- | ------------------------------------------------------- | ---------------------------------------------------- | -------------------------------------------- | --- | --- | -------------------- | ---------------------------------------- | -------------------------------- | ------------------ |
| QCC3020    |                                                         | kétmagos 32 bites alkalmazásprocesszor (max. 80 MHz) | egymagos Qualcomm Kalimba DSP (max. 120 MHz) | Bluetooth 5.0 Bluetooth Low Energy érzékelő hub, kettős módú Bluetooth Bluetooth sebesség: 2 Mbit/s                                  | aptX Classic/HD/LL, TrueWireless Stereo Plus, cVc audio                                                   | ~6mA (2DP streaming) | mono / 2-mic                             | gombnyomás                       | 2017 első félév    |
| QCC3021    | sztereó / 1-mic                                         | kétmagos 32 bites alkalmazásprocesszor (max. 80 MHz) | egymagos Qualcomm Kalimba DSP (max. 120 MHz) | Bluetooth 5.0 Bluetooth Low Energy érzékelő hub, kettős módú Bluetooth Bluetooth sebesség: 2 Mbit/s                                  | aptX Classic/HD/LL, TrueWireless Stereo Plus, cVc audio                                                   | ~6mA (2DP streaming) |                                          | gombnyomás                       | 2017 első félév    |
| QCC3024    | cVc audio, Google Fast Pair                             | kétmagos 32 bites alkalmazásprocesszor (max. 80 MHz) | egymagos Qualcomm Kalimba DSP (max. 120 MHz) | Bluetooth 5.0 Bluetooth Low Energy érzékelő hub, kettős módú Bluetooth Bluetooth sebesség: 2 Mbit/s                                  | sztereó / 2-mic                                                                                           | ~6mA (2DP streaming) |                                          | gombnyomás                       | 2017 első félév    |
| QCC3026    | aptX Classic/HD/LL, TrueWireless Stereo Plus, cVc audio | kétmagos 32 bites alkalmazásprocesszor (max. 80 MHz) | egymagos Qualcomm Kalimba DSP (max. 120 MHz) | Bluetooth 5.0 Bluetooth Low Energy érzékelő hub, kettős módú Bluetooth Bluetooth sebesség: 2 Mbit/s                                  | mono / 2-mic                                                                                              | ~6mA (2DP streaming) |                                          | gombnyomás                       | 2017 első félév    |
| QCC3031    | aptX Classic/HD/LL, TrueWireless Stereo Plus, cVc audio | kétmagos 32 bites alkalmazásprocesszor (max. 80 MHz) | egymagos Qualcomm Kalimba DSP (max. 120 MHz) | Bluetooth 5.0 Bluetooth Low Energy érzékelő hub, kettős módú Bluetooth Bluetooth sebesség: 2 Mbit/s                                  | sztereó / 1-mic                                                                                           | ~6mA (2DP streaming) |                                          | gombnyomás                       | 2017 első félév    |
| QCC3034    | aptX Classic/HD/LL, cVc audio, Google Fast Pair         | kétmagos 32 bites alkalmazásprocesszor (max. 80 MHz) | egymagos Qualcomm Kalimba DSP (max. 120 MHz) | Bluetooth 5.0 Bluetooth Low Energy érzékelő hub, kettős módú Bluetooth Bluetooth sebesség: 2 Mbit/s                                  | mono / 2-mic                                                                                              | ~6mA (2DP streaming) |                                          | gombnyomás                       | 2017 első félév    |
| QCC3040    |                                                         | kétmagos 32 bites alkalmazásprocesszor (max. 80 MHz) | egymagos Qualcomm Kalimba DSP (max. 120 MHz) | Bluetooth 5.2 BLE Audio, Bluetooth Low Energy érzékelő hub, Bluetooth Low Energy, kettős módú Bluetooth Bluetooth sebesség: 2 Mbit/s | aptX Classic/HD, TrueWireless tükrözés, ANC (Feedforward/feedback és hibrid), cVc audio, Google Fast Pair | <5 mA                | sztereó / 2-mic                          | gombnyomás                       | 2020 első félév    |
| QCC3046    |                                                         | kétmagos 32 bites alkalmazásprocesszor (max. 80 MHz) | egymagos Qualcomm Kalimba DSP (max. 120 MHz) | Bluetooth 5.2 BLE Audio, Bluetooth Low Energy érzékelő hub, Bluetooth Low Energy, kettős módú Bluetooth Bluetooth sebesség: 2 Mbit/s | aptX Classic/HD, TrueWireless tükrözés, ANC (Feedforward/feedback és hibrid), cVc audio, Google Fast Pair | <5 mA                | sztereó / 2-mic                          | gombnyomás                       | 2020 első félév    |

### Qualcomm QCC510x sorozatú Bluetooth audio SoC-k
| Modellszám | fab                                          | CPU                                                  | DSP | Bluetooth | támogatott technológiák | energiafogyasztás                                              | digitális asszisztens aktiválása             | minták megjelenése |
| ---------- | -------------------------------------------- | ---------------------------------------------------- | --- | --- | --- | -------------------------------------------------------------- | -------------------------------------------- | ------------------ |
| QCC5120    |                                              | kétmagos 32 bites alkalmazásprocesszor (max. 80 MHz) | kétmagos Qualcomm Kalimba DSP (max. 120 MHz)                                                                             | Bluetooth 5.0 Bluetooth Low Energy, Bluetooth Low Energy érzékelő hub, kettős módú Bluetooth Bluetooth sebesség: 2 Mbit/s  | aptX Classic/HD/LL, eXtension program, TrueWireless Stereo Plus, ANC (FeedForward/Feedback és hibrid), cVc audio, Google Fast Pair | ~6mA (2DP streaming) ~7mA HFP Narrow Band, 1 digitális MIC cVc | gombnyomás, hang (Qualcomm Voice Activation) | 2018 első félév    |
| QCC5121    |                                              | kétmagos 32 bites alkalmazásprocesszor (max. 80 MHz) | kétmagos Qualcomm Kalimba DSP (max. 120 MHz)                                                                             | Bluetooth 5.0 Bluetooth Low Energy, Bluetooth Low Energy érzékelő hub, kettős módú Bluetooth Bluetooth sebesség: 2 Mbit/s  | aptX Classic/HD/LL, eXtension program, TrueWireless Stereo Plus, ANC (FeedForward/Feedback és hibrid), cVc audio, Google Fast Pair | ~6mA (2DP streaming) ~7mA HFP Narrow Band, 1 digitális MIC cVc | gombnyomás, hang (Qualcomm Voice Activation) | 2018 első félév    |
| QCC5124    |                                              | kétmagos 32 bites alkalmazásprocesszor (max. 80 MHz) | kétmagos Qualcomm Kalimba DSP (max. 120 MHz)                                                                             | Bluetooth 5.0 Bluetooth Low Energy, Bluetooth Low Energy érzékelő hub, kettős módú Bluetooth Bluetooth sebesség: 2 Mbit/s  | aptX Classic/HD/LL, eXtension program, TrueWireless Stereo Plus, ANC (FeedForward/Feedback és hibrid), cVc audio, Google Fast Pair | ~6mA (2DP streaming) ~7mA HFP Narrow Band, 1 digitális MIC cVc | gombnyomás, hang (Qualcomm Voice Activation) | 2018 első félév    |
| QCC5125    | egymagos Qualcomm Kalimba DSP (max. 120 MHz) | kétmagos 32 bites alkalmazásprocesszor (max. 80 MHz) | aptX Classic/HD/LL, eXtension program, TrueWireless Stereo Plus, ANC (FeedForward/Feedback), cVc audio, Google Fast Pair | Bluetooth 5.0 Bluetooth Low Energy, Bluetooth Low Energy érzékelő hub, kettős módú Bluetooth Bluetooth sebesség: 2 Mbit/s  | ~10mA (2DP streaming) ~10mA HFP Narrow Band, 1 digitális MIC cVc                                                                   | gombnyomás                                                     |                                              | 2018 első félév    |
| QCC5141    |                                              | kétmagos 32 bites alkalmazásprocesszor (max. 80 MHz) | kétmagos Qualcomm Kalimba DSP (max. 120 MHz)                                                                             | Bluetooth 5.2 BLE Audio, Bluetooth Low Energy érzékelő hub, Bluetooth Low Energy, kettős módú Bluetooth sebesség: 2 Mbit/s | aptX Adaptive, eXtension program, TrueWireless Mirroring, ANC (FeedForward/Feedback), cVc audio, Google Fast Pair                  | ~5mA A2DP stream                                               | gombnyomás, hang (Qualcomm Voice Activation) | 2020 első félév    |
| QCC5144    |                                              | kétmagos 32 bites alkalmazásprocesszor (max. 80 MHz) | kétmagos Qualcomm Kalimba DSP (max. 120 MHz)                                                                             | Bluetooth 5.2 BLE Audio, Bluetooth Low Energy érzékelő hub, Bluetooth Low Energy, kettős módú Bluetooth sebesség: 2 Mbit/s | aptX Adaptive, eXtension program, TrueWireless Mirroring, ANC (FeedForward/Feedback), cVc audio, Google Fast Pair                  | ~5mA A2DP stream                                               | gombnyomás, hang (Qualcomm Voice Activation) | 2020 első félév    |

## Rövídítések
1. 1 2 3 4 5 6  ISP: Image Signal Processing technológia; a kamerából érkező nyers képadatokat valós időben feldolgozó egység

## Fordítás
Ez a szócikk részben vagy egészben  a   List of Qualcomm Snapdragon systems on chips című angol Wikipédia-szócikk ezen változatának fordításán alapul.  Az eredeti cikk szerkesztőit annak laptörténete sorolja fel. Ez a jelzés csupán a megfogalmazás eredetét és a szerzői jogokat jelzi, nem szolgál a cikkben szereplő információk forrásmegjelöléseként.